# Francisco Franco
Francisco Franco Bahamonde (El Ferrol, 4 de diciembre de 1892-Madrid, 20 de noviembre de 1975) fue un militar y dictador español, integrante de la cúpula militar que dio el golpe de Estado de 1936 contra el Gobierno democrático de la Segunda República, dando lugar a la guerra civil española. Fue investido como jefe supremo del bando sublevado el 1 de octubre de 1936, aclamado como caudillo por los suyos, y ejerció como jefe del Estado desde el término del conflicto hasta su fallecimiento en 1975, y como presidente del Gobierno entre 1938 y 1973.
En abril de 1937, se autoproclamó jefe nacional de la Falange Española Tradicionalista y de las Juntas de Ofensiva Nacional Sindicalista (FET y de las JONS), partido único resultado de la fusión de la Falange Española de las JONS y de la Comunión Tradicionalista. Acabada la guerra, instauró una dictadura autoritaria o régimen semifascista, e incorporó una influencia clara de los totalitarismos alemán e italiano en campos como las relaciones laborales, la política económica autárquica, la estética, el uso de los símbolos y el denominado «Movimiento Nacional». En sus últimos estertores, el régimen transitó más próximo a las dictaduras desarrollistas, aunque siempre conservó rasgos fascistas vestigiales, régimen que en su conjunto es conocido como franquismo, caracterizado por la ausencia de una ideología claramente definida más allá del anticomunismo y el nacionalcatolicismo.
Durante su mandato al frente del Ejército y de la Jefatura del Estado, especialmente durante la Guerra Civil y los primeros años del régimen, se produjo una fuerte represión, en particular contra partidarios del bando republicano que fue derrotado en la contienda, a la que se sumó el exilio de centenares de miles de españoles al extranjero. La cifra total de víctimas mortales varía en torno a varios centenares de miles de personas, que perecieron en su mayoría en campos de concentración, ejecuciones extrajudiciales o en prisión.

## Introducción

Escudo heráldico de Francisco Franco donde se representan las armas de sus cuatro apellidos: primer cuartel: Franco; segundo: Bahamonde; tercero: Salgado-Araújo; y cuarto: Pardo de Andrade.

El principio de la carrera militar de Franco quedó marcado por la guerra del Rif en Marruecos, alcanzando la graduación de general en 1926, con tan solo treinta y tres años de edad. Durante la Segunda República española, tras dirigir la Academia Militar de Zaragoza, le fue encomendada en otoño de 1934 la dirección de las operaciones militares para sofocar y reprimir el movimiento obrero armado que había declarado la revolución social en Asturias en 1934. Tras el triunfo del Frente Popular, descubierto el intento de golpe de Estado de varios generales y existiendo sospechas sobre sus integrantes, el Gobierno alejó de los centros de poder a los generales más proclives a la sedición, destinando a Franco a las islas Canarias.
En julio de 1936, tras muchas indecisiones, se une al golpe de Estado liderado por los generales José Sanjurjo y Emilio Mola contra el Gobierno de la Segunda República, poniéndose al frente del Ejército de África. El golpe fracasó y dio lugar a una contienda civil. Tras la muerte de Sanjurjo en un accidente aéreo pocos días después del golpe, ayudado por el prestigio que cosechó con el rápido avance de sus tropas y la toma del alcázar de Toledo, Franco ve el camino libre para convertirse en líder indiscutible de los sublevados y, siendo designado jefe de Gobierno el 28 de septiembre de 1936, se autoproclama jefe de Estado.
Después de la victoria de los sublevados en la Guerra Civil, continuó una durísima represión ya iniciada desde principios de la guerra. Durante la Segunda Guerra Mundial, Franco mantuvo una política oficial de neutralidad para pasar a la de no beligerancia a instancias de Mussolini. No obstante, colaboró encubiertamente con las potencias del Eje de diversas formas, principalmente permitiendo la escala y el aprovisionamiento de aviones y submarinos en territorio español, y enviando tropas —supuestamente autoorganizadas al margen del Gobierno— para combatir junto a los alemanes en la campaña contra la Unión Soviética, la División Azul, así como la mucho menos conocida Escuadrilla Azul. Con anterioridad, Franco y Hitler se habían reunido en Hendaya el 23 de octubre de 1940.
Tras la caída de Alemania e Italia, el régimen franquista sufrió la reprobación de las Naciones Unidas por su demostrada colaboración con el Eje, impidiendo la entrada de España en el recién creado organismo y recomendando la retirada de embajadores. Franco desestimó las críticas internacionales considerando que eran obra de la conspiración masónica. España sufrió un relativo aislamiento internacional, roto principalmente por la Argentina de Perón y el Portugal de Salazar. En 1945, Franco retira las banderas y símbolos nazis y fascistas de los diferentes organismos, apartando del Gobierno a los más significados defensores del Eje. En los siguientes años su iniciado régimen totalitario se fue desplazando hacia otras posiciones dictatoriales.
Durante la Guerra Fría, los Estados Unidos, interesados en incluir a España en su línea defensiva, maniobraron para procurar la entrada de España en la OTAN. La oposición de otros países, especialmente Reino Unido, obligó a Estados Unidos a reconducir su iniciativa y firmar un tratado bilateral que incluyó la instalación de bases militares estadounidenses en territorio español. La firma del tratado supuso un triunfo para Franco, ya que con él se iniciaba claramente el desbloqueo internacional. El presidente Eisenhower y, posteriormente, Nixon viajaron a España, explicitando así su apoyo a Franco.
Franco instauró un sistema económico autárquico. El rechazo de las ofertas de crédito británica y estadounidense provocó la escasez de alimentos y materias primas, que, sumado a la corrupción y a la generalización del mercado negro, mantuvieron a España en la penuria hasta bien entrados los años cincuenta. Después de 1959, con la entrada en el Gobierno de los tecnócratas y el abandono de las políticas autárquicas, la economía experimentó una profunda transformación, desarrollándose Planes de Desarrollo Económico y Social atendiendo a las recomendaciones internacionales, que condujeron a la recuperación económica.
En su última etapa se inició un retroceso en las relaciones internacionales, que exigían una apertura a posiciones democráticas. La solicitud española de entrada en la Comunidad Económica Europea fue rechazada, y su posible entrada se vinculó a reformas democráticas. El Proceso de Burgos supuso un nuevo descrédito internacional del régimen. En el interior los trabajadores, agrupados principalmente en torno al sindicato Comisiones Obreras, se mostraban especialmente activos contra el régimen; la oposición democrática presentaba un frente común al que se sumaron sectores de la economía que consideraron al régimen como un lastre, y sectores de la Iglesia apoyaron las reivindicaciones de los trabajadores y la oposición. ETA y otras organizaciones terroristas también se convirtieron en un problema creciente.
El 14 de octubre de 1975 sufrió un infarto, que agravó su deterioro físico. Posteriormente, el 25 de octubre se le administró la extremaunción y, desde entonces, fue mantenido vivo por su entorno intentando una solución sucesoria acorde con sus intereses. Franco murió, finalmente, el 20 de noviembre.
Tras su muerte los mecanismos sucesorios funcionaron, y Juan Carlos de Borbón y Borbón, príncipe de España, «aceptando los términos de la legislación franquista», fue proclamado rey, siendo aceptado con escepticismo tanto por los adeptos al régimen como por la oposición democrática. Posteriormente, Juan Carlos desempeñaría «un papel central en el complejo proceso de desmantelamiento del régimen franquista y en la creación de la legalidad democrática».

## Infancia y formación militar

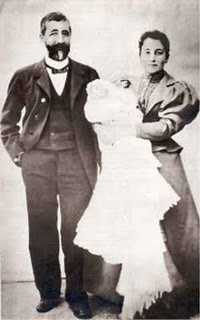
Nicolás Franco Salgado-Araújo y María del Pilar Bahamonde Pardo de Andrade con Francisco en brazos el día de su bautizo, 17 de diciembre de 1892.

Francisco Franco nació a las doce y media de la madrugada del 4 de diciembre de 1892 en el número 108 (actual 136) de la calle María, situada en el casco histórico de la ciudad de Ferrol, en la provincia de La Coruña. El 17 de diciembre fue bautizado como Francisco Paulino Hermenegildo Teódulo: Francisco por su abuelo paterno, Hermenegildo por su abuela materna y su madrina, Paulino por su padrino y Teódulo por el santo del día. Su padre, Nicolás Franco y Salgado-Araújo (1855-1942), era capitán de la Armada, y llegó a ser intendente general de la Marina —cargo equivalente a general de brigada—, y su madre, María del Pilar Baamonde(el apellido familiar materno es «Baamonde», si bien Francisco Franco lo modificó de adulto a «Bahamonde») y Pardo de Andrade (1865-1934), que disfrutaba de una posición social parecida a la de su marido —hija del comisario del equipo naval de la plaza—, provenía de una familia que también tenía una tradición de servicio en la Marina. Nicolás, el mayor de los hermanos, seguiría la tradición familiar como oficial de la Marina y diplomático. Su otro hermano, Ramón, fue un pionero aviador que llegó a ser muy conocido por sus hazañas aeronáuticas. Tuvo dos hermanas, Pilar y Paz, que murió a los cinco años.
Francisco fue el segundo hijo varón de la familia. No nació en un hogar feliz, ya que los caracteres contrapuestos de sus padres propiciaron el desencuentro de la pareja desde los primeros momentos, lo que acabó en ruptura.
Su padre fue un hombre librepensador poco dado a los convencionalismos y, habiendo estado destinado en Cuba y Filipinas —en Filipinas tuvo un hijo natural, Eugenio Franco Puey al que reconoció antes de regresar a Ferrol—, adquirió los hábitos del oficial de colonias: mujeriego, jugador de casino y aficionado a las juergas y farras nocturnas. Su madre era conservadora, extremadamente religiosa y muy apegada a los usos y costumbres de la burguesía de una pequeña ciudad de provincias. Ambos quedarían decepcionados mutuamente casi inmediatamente después de la boda. Nicolás no tardó en continuar con sus costumbres de oficial de colonias y Pilar se refugió en su religiosidad, resignada al cuidado de los hijos que fueron llegando. El comportamiento de su padre en casa fue autoritario, rayando la violencia, siempre malhumorado, no admitía que se le contradijese, y los cuatro hermanos —Francisco en menor medida, dado su carácter retraído y apocado— sufrieron lo que hoy se consideraría malos tratos. Según el testimonio de su hija Pilar:

Nuestro padre era muy severo con sus hijos en todo lo concerniente a estudiar y cumplir con nuestra obligación. Pero no con palizas y martirios, como aseguran por ahí ciertos escritores sensacionalistas. Me gustaría saber de dónde han sacado tanta barbaridad. Han llegado a decir que en un momento de indignación mi padre quiso cortarle a Nicolás una mano con un cuchillo de cocina... Lo máximo que hizo fue darnos un par de bofetones a tiempo. Yo puedo atestiguar que a mí nunca me puso la mano encima. No porque no lo mereciese alguna vez. A mis hermanos sí, cuando las hacían demasiado gordas. Ahora se dice mucho que no se debe pegar a los niños, pero en aquella época era todo lo contrario; las palizas eran fuertes y frecuentes. ¡Vaya! Y recomendadas hasta por los maestros.

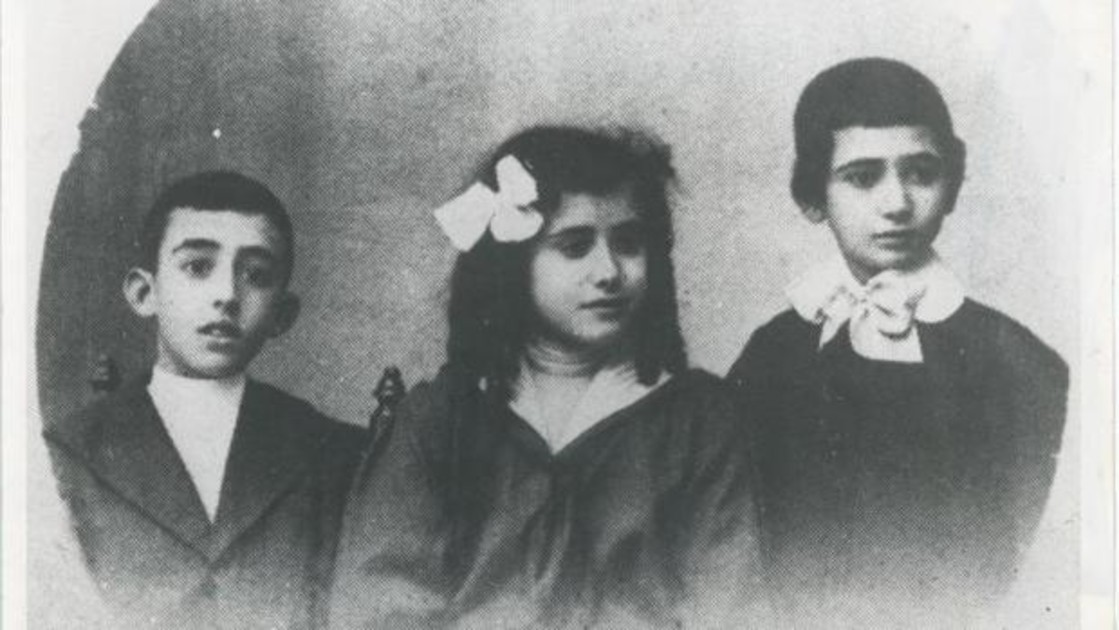
Francisco, Pilar y Ramón Franco (1906).

La madre, resignada siempre y de carácter bondadoso, se constituyó en el refugio de los cuatro hermanos, inculcándoles tenacidad y esfuerzo para progresar en la vida y ascender socialmente. Cuando su padre fue destinado a Cádiz en 1907 y posteriormente a Madrid, la familia se rompió definitivamente. Ya en Madrid, Nicolás se unió a Agustina Aldana, una joven antítesis de su esposa. Con ella vivió, junto con una ahijada sobrina de ésta, hasta que en 1942 le sobrevino la muerte. Sus hermanos visitaron poco a su padre, desconociéndose que Francisco lo visitara en alguna ocasión. Su padre siempre sintió predilección por sus otros hermanos y Francisco fue el que más fuertemente se refugió en su madre. Los caracteres que posteriormente lo identificaron: su desinterés por el sexo, su puritanismo, su moralismo y religiosidad, su alejamiento del alcohol y las farras, todo lo convierte en una antítesis de su padre y lo identifica plenamente con la madre.
En 1898, un acontecimiento histórico puede explicar parte de su rudimentario ideario político. La pérdida de Cuba representó la definitiva caída del que fuera el Imperio español. Esto, en una época convulsa en la que, frente a un liberalismo elitista no consolidado e inestable, se intentaba imponer el parlamentarismo democrático basado en el sufragio universal. En España, el siglo xix estuvo presidido por un prolongado período de inestabilidad política y guerras civiles; los intentos liberales chocaron en todos los casos con la reacción del Antiguo Régimen y la Iglesia. Esta conflictividad política y social, junto con revueltas y guerras civiles, unido a las guerras coloniales, propició un sistema político corrupto e ineficaz en una España empobrecida, atrasada y con fuertes desequilibrios entre clases y regiones. A Franco, como al conservadurismo de gran parte del siglo xx, pudo serle fácil identificar la grandeza del Imperio perdido, con los antiguos regímenes autoritarios, y el desastre de su pérdida, con las nuevas posiciones liberales.
En 1898 Franco cuenta cinco años de edad; la pérdida de Cuba habría pasado inadvertida para él de no ser por la reacción que suscitó en la sociedad española, que se prolongaría durante su infancia y primera juventud. La gran derrota naval se vivió en España como una humillación infligida por una nación emergente a una gran nación imperial. En los ambientes militares —y Ferrol era una ciudad con un fuerte componente militar y, concretamente, naval— y en parte de la población, la resistencia ofrecida por una flota obsoleta y mal pertrechada se consideró resultado del heroísmo de unos militares que lo dieron todo por la patria; y la derrota, producto de la irresponsable actitud de unos políticos corruptos que descuidaron a su Ejército. El Ejército, sin imperios de ultramar que defender, forzó, también como medio de lavar la derrota sufrida, las posteriores intervenciones en Marruecos, generalizándose en su seno un patriotismo exacerbado y un sentimiento de superioridad frente a la población civil, viendo en el afloramiento de los nacionalismos —principalmente el nacionalismo catalán, promovido por las élites catalanas que perdieron el mercado cubano— y en el fortalecimiento del pacifismo de la izquierda, elementos disolventes de la nación.
Franco en su juventud fue blanco de las burlas y mofas de los otros muchachos por su corta estatura (1.64 m) y voz atiplada. En la Academia de Infantería de Toledo así fue: se conoce cómo en una ocasión le aserraron quince centímetros del cañón de su fusil y le obligaron a desfilar con él. Siempre se le conoció por un diminutivo: en la infancia, muy delgado y de aspecto enfermizo, le apodaron Cerillito y, en la Academia, Franquito, teniente Franquito, Comandantín, etc. Todavía en 1936, cuando el general Sanjurjo reprochó su falta de decisión frente a la sublevación, lo haría en estos términos: «Franquito es un cuquito que va a lo suyito», siendo apodado por los confabulados, cansados de sus vacilaciones, Miss Canarias 1936. En sus Memorias, Manuel Azaña también terminará llamándole Franquito.
Según el testimonio de uno de sus compañeros de colegio, «era siempre el primero en llegar y se ponía delante, solo. Esquivaba a los demás». Se reconoce en los hermanos una desmedida ambición, acrecentada en el caso de Francisco. Ambición que pudo verse fomentada por el entorno familiar.
Al cumplir doce años, junto a su hermano Nicolás y su primo Pacón, entró en una escuela de preparación naval dirigida por un capitán de corbeta con la esperanza de, posteriormente, ingresar en la Armada. Su hermano logró en 1906 ingresar en la Escuela Naval de la Armada, pero él y su primo, al intentarlo el año siguiente, vieron negada tal posibilidad. Ese mismo 1907, a los catorce años de edad, junto a su primo, ingresó en la Academia Militar de Infantería de Toledo. Franco recordará con amargura su incorporación a la Academia al ser blanco de las, por aquel entonces inevitables, novatadas: «Triste acogida que ofrecían a los que veníamos llenos de ilusión a incorporarnos a la gran familia militar». En la Academia fue uno del montón, que obtuvo el puesto 251.º entre los 312 de su promoción.

## Carrera militar
Mis años en África vienen a mí con indudable fuerza. Allí nació la posibilidad de rescate de la España grande. Allí se fundó el ideal que hoy nos rinde. Sin África, yo apenas puedo explicarme a mí mismo, ni me explico cumplidamente a mis compañeros de armas.
Franco al periodista Manuel Aznar, 1938.

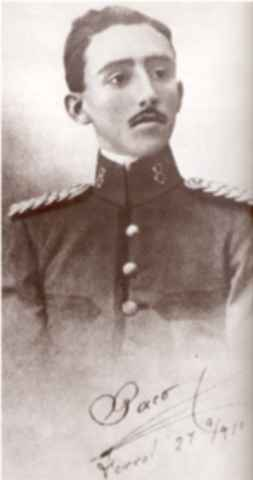
Franco con uniforme de alférez (1910).

Franco tuvo que insistir ante uno de sus antiguos mandos en la Academia de Infantería, el coronel Villalba, con su petición de un destino en África al serle denegada en primera instancia, probablemente por su mediocre calificación en la Academia militar. Es destinado a Ferrol, su ciudad natal, donde pasó dos años hasta ser admitida su petición. En estos dos años se refuerza su amistad con Francisco Franco Salgado y Camilo Alonso Vega, personas que permanecerán siempre a su lado. Ya en África, en el transcurso de los diez años y medio que permaneció allí, logró una vertiginosa ascensión hasta alcanzar el generalato, convirtiéndose en el general más joven de Europa en aquella época, adquiriendo una gran popularidad entre la burguesía española y un prestigio dentro del Ejército que le permitió, a pesar de su juventud, disfrutar de un estatus de igualdad con los más consolidados generales, siendo uno de los militares con mayor ascendencia entre la población en una época clave de la historia de España: la Segunda República. Según afirma Payne, llegó a ser «la figura más prestigiosa del ejército español».
La guerra de África agravó la fractura entre Ejército y sociedad civil: era rechazada por las clases populares, a las que les suponía una sangría de miles de muertos, jóvenes de estas familias que no podían pagar la «cuota» que los librara del servicio militar. En 1909 fue el detonante de la Semana Trágica y en 1911 crecieron las protestas ante el recrudecimiento de las campañas en Marruecos; estas protestas eran vistas desde el Ejército como antipatrióticas.
Cuando Franco llega a África, se incorpora a un conflicto donde se entrecruzan los intereses de España, Francia y Reino Unido, principalmente, y en el que España se involucra con temeridad por las presiones de un Ejército que quiere resarcirse de las derrotas sufridas en las colonias de ultramar y de una oligarquía financiera con intereses, principalmente mineros, en el Magreb.
También se incorpora a una casta dentro de otra casta: la casta «africanista» de la ya casta militar. En África ya habían muerto miles de soldados y centenares de oficiales; era un destino arriesgado y también un destino en el que las políticas de ascensos por méritos de guerra permitían una rápida carrera militar. Franco se incorpora a un Ejército con un equipamiento deficiente y anticuado, una tropa desmotivada y una oficialidad poco capacitada que repite tácticas que ya habían fracasado en las anteriores guerras coloniales.

### Primer período en África: los Regulares indígenas
El 17 de febrero de 1912 llega a Melilla en compañía de Camilo Alonso Vega, compañero de promoción, y de su primo Pacón destinado al Regimiento de África n.º 68 que manda su antiguo coronel de la Academia de Infantería Villalba. Sus primeros cometidos en África fueron operaciones rutinarias; entre otras, establecer contacto entre diferentes puestos fortificados (blocaos) o la protección de las minas de Banu Ifrur. El 13 de junio de ese mismo año asciende al empleo de teniente. Contando con diecinueve años de edad, será el único ascenso que obtendrá por escalafón, ya que los demás los obtendrá por méritos de guerra. A petición propia, el 15 de abril de 1913, se le destina al Regimiento de Fuerzas Regulares Indígenas, unidad de choque recientemente formada por el general Berenguer y formada por mercenarios moros.
El 12 de octubre de 1913 recibe la Cruz al Mérito Militar de primera clase por su victoria en un combate el 22 de septiembre anterior y el 1 de febrero de 1914 es ascendido a capitán por su valor en la batalla de Beni Salem (Tetuán). En esta primera etapa en África demostró valor y capacidad táctica. En los combates se distinguió por su arrojo y belicosidad. Era «entusiasta de las cargas a la bayoneta para desmoralizar al enemigo» y asumió elevados riesgos encabezando el avance de su unidad. También, ayudado por ese coraje, logró que las unidades a su mando se distinguieran por su disciplina y avance ordenado, «ganándose una reputación de oficial meticuloso y bien preparado, interesado en la logística, en abastecer a sus unidades, en trazar mapas y en la seguridad del campamento». También, ya en aquella época, muestra un carácter imperturbable y hermético que le acompañará durante toda la vida.
Años más tarde, reconoció que la noche en la que se incorporó a su unidad en África, durmió con el arma en la mano; la tropa le inspiró una fuerte desconfianza. Franco no se vería obligado a desarrollar una depurada estrategia ni tácticas de guerra elaboradas, dotes que ni en aquella época proporcionaba la formación en las academias militares españolas ni se le reconocería en su trayectoria militar: los rifeños no eran estrategas ni estudiosos de las tácticas de combate modernas; el desafío se encontraba en contrarrestar su belicosidad; acostumbrados a razias entre tribus y contra los ocupantes de turno, ponían en estos combates su vida. Franco, primero al mando de los Regulares indígenas y después al de la Legión, instauró una disciplina férrea, implacable con la insubordinación. También, aunque no se le reconoce ninguna inquietud intelectual, sí mostró un gran interés por formarse en todo lo concerniente a su profesión militar. Se le reconoce un cierto aislamiento de sus compañeros, ocupando su tiempo libre en la lectura de tratados militares.
Miembros de su tropa llegaron a decir que con Franco al frente no perdían las batallas y el salir ileso de las refriegas le invistió de un halo de invulnerabilidad ante los indígenas que lo calificaron como hombre con baraka —con buena suerte—. Franco pudo advertir que los mandos únicamente conseguían el respeto de la tropa si demostraban valentía, y que el elevado número de deserciones, incluso los amotinamientos, guardaban una estrecha relación con el fracaso de las operaciones, la derrota o la retirada. «Cuando Franco tuvo derecho a dirigir a sus hombres a caballo, eligió uno blanco, por una curiosa mezcla de romanticismo y arrogancia».
También se distinguió por su preocupación en abastecer a su tropa en un Ejército que la descuidaba por completo. En África, como en anteriores guerras coloniales, se producían más muertes como consecuencia de enfermedades que por los enfrentamientos armados.
En 1916, en la toma de El Biutz, entre Ceuta y Tánger, fue herido en el bajo vientre, una herida grave que pudo causarle la muerte y que lo mantuvo varios meses hospitalizado en Ceuta —sus padres, ya separados, viajaron a Ceuta para asistirle en su convalecencia—. Era norma no escrita que las heridas de guerra se recompensaran con un ascenso, ascenso que le fue negado y que Franco logró tras insistir en todas las instancias hasta llegar al rey Alfonso XIII. El 28 de febrero de 1917 es nombrado comandante con efectos retroactivos de 29 de junio de 1916, convirtiéndose en el comandante más joven de España. Sin embargo, no consiguió que le concedieran la Cruz Laureada de San Fernando, máxima condecoración militar española, a la que también estaba propuesto. Años más tarde, ganada la Guerra Civil, ya como Caudillo de España, se la concedió a sí mismo.

### Interludio en Oviedo

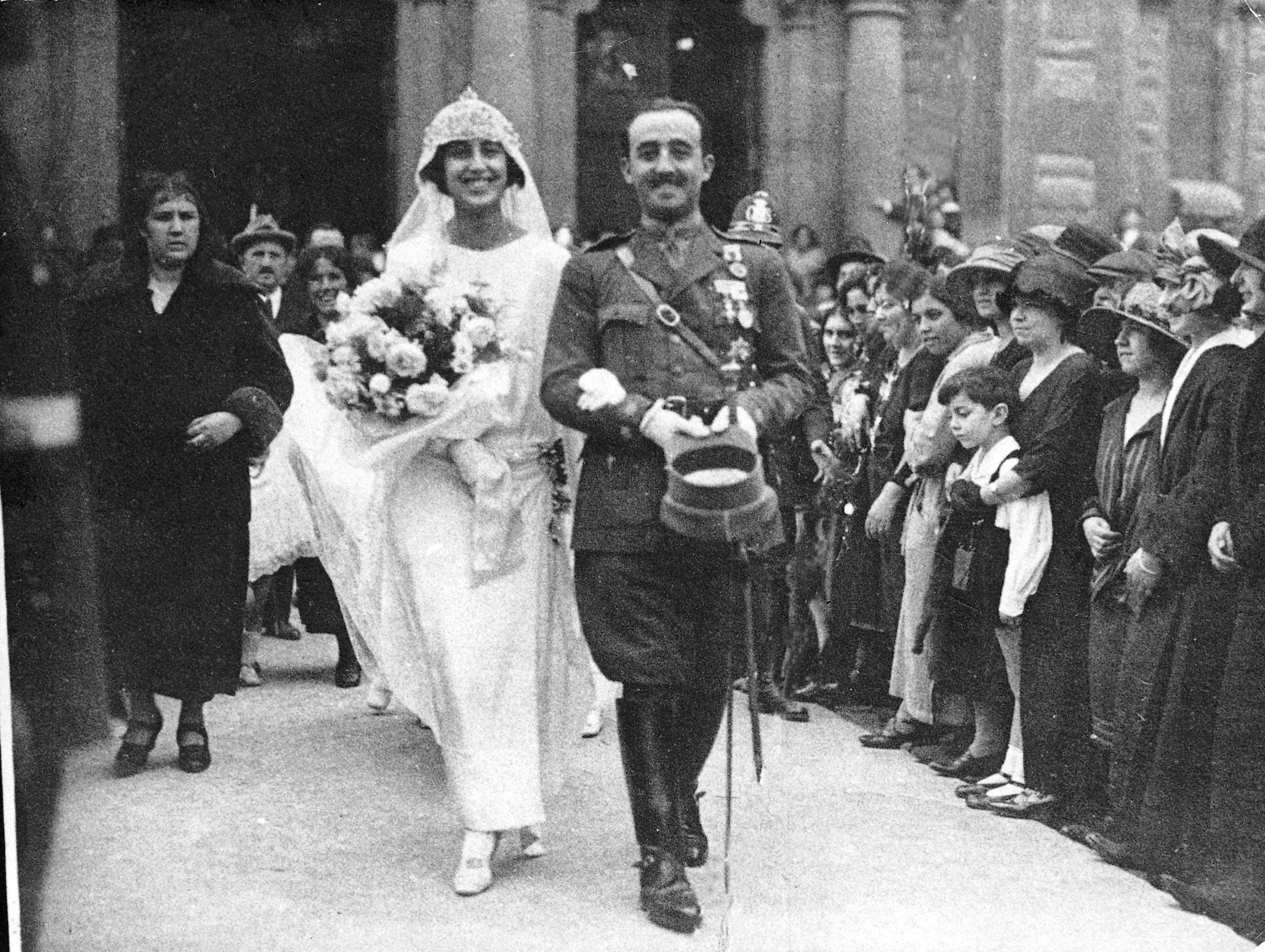
Boda de Franco y Carmen Polo, Oviedo, 22 de octubre de 1923.

Sin encontrar destino en África tras el ascenso a comandante, en la primavera de 1917 es destinado a Oviedo, donde llega ya con una cierta aureola de héroe. Allí se hospeda en el hotel París y entabla amistad con el que más tarde será su más dedicado hagiógrafo Joaquín Arrarás Iribarren. Ese mismo verano conoce a la que más tarde será su mujer Carmen Polo y Martínez Valdés.
Durante los tres años que estuvo destinado en la península ibérica se suscita el enfrentamiento dentro del Ejército entre peninsulares y africanistas. Los primeros consideraban abusivos los ascensos por méritos de guerra y denunciaban el favoritismo con el que el rey trataba a los africanistas y los segundos, entre ellos Franco, consideraban estos ascensos necesarios para premiar la arriesgada labor de los oficiales en África y la profesionalidad de unos oficiales que se encontraban en la «mejor escuela práctica por no decir la única de nuestro ejército». También vive la huelga general del 10 de agosto de 1917. El Ejército reprime a los huelguistas y, aunque en el resto de España es sofocada en una semana, en Asturias los mineros se hicieron fuertes y prolongaron los disturbios durante casi veinte días. Franco dirigió la represión allí. La casualidad quiso que se encontrara en el lugar de mayor conflictividad. Aunque algunos biógrafos sostienen que aquella fue una represión especialmente brutal que anticipaba su comportamiento posterior, lo cierto es que aun siendo brutal, no lo debió ser más que la ejercida en otras regiones dado que no existen documentos de la época que la destaquen del resto. El dirigir la represión en la región más conflictiva, le proporcionó un plus de notoriedad.

### Segundo período en África: la Legión
En sus biografías se reconoce la gran influencia que Millán-Astray pudo ejercer sobre el joven Franco. Su aspecto llegó a ser impactante: manco, sin un ojo, parte de la mandíbula destrozada y cara y cuerpo cosidos de cicatrices. Personaje histriónico que fundó la Legión a imagen de la Legión Extranjera francesa, reclutando a proscritos sin importar su nacionalidad, a los que les redimiría su permanencia en la Legión:

Os habéis levantado de entre los muertos, porque no olvidéis que vosotros ya estabais muertos, que vuestras vidas estaban terminadas. Habéis venido aquí a vivir una nueva vida por la cual tenéis que pagar con la muerte. Habéis venido a morir.
Millán-Astray.

Millán-Astray y Franco se conocieron cuando este último asistió en Valdemoro a un curso de perfeccionamiento de tiro, de septiembre a octubre de 1919. Millán-Astray estaba en el intento de crear lo que llegó a ser la Legión; acababa de estar en Francia para estudiar a su homónima, y en junio de 1920 le propuso a Franco que fuese su segundo jefe. Franco no dudó en aceptar, volvía a África como eran sus deseos y lo hacía en un cuerpo al que podría exigir a su tropa más incluso que a los Regulares indígenas.
El Tercio de Extranjeros, como se llamó originalmente, se fundó el 28 de enero de 1920 por orden del ministro de la Guerra Villalba Riquelme. El 27 de septiembre Franco es nombrado jefe de su primera bandera —la constituían tres banderas o batallones— y el 10 de octubre llegan los primeros legionarios, doscientos, a Ceuta. Esa misma noche, los legionarios aterrorizaron a la ciudad. Murieron asesinados una prostituta y un cabo de guardia, y la refriega posterior produjo dos muertos más.
La Legión se distinguió por su férrea disciplina, la brutalidad de los castigos que se imponían a la tropa y, en el campo de batalla, por constituirse en fuerza de choque. A cambio, como válvula de escape, se les disculpó abusos cometidos contra la población civil. También se distinguió por la brutalidad ejercida contra el enemigo vencido. Se practicó el ensañamiento, la decapitación de prisioneros y la exhibición de sus cabezas cortadas como trofeos.
En 1921, el desastre de Annual, que supuso la muerte de más de ocho mil españoles, con las tropas huyendo en desbandada y los Regulares indígenas pasando a las filas de Abd el-Krim, supuso para la recién creada Legión su prestigio en la Península al ser la primera fuerza en llegar a Melilla, consolidar la plaza y recuperar algunas posiciones. Las noticias de la brutalidad ejercida por la Legión en sus acciones llegaron a la Península y fueron acogidas con entusiasmo por gran parte de la población que la consideraron el justo castigo a los rifeños; en contraposición, se demandan responsabilidades a los oficiales que con su ineptitud fueron la causa del desastre.
Franco, que comandaba la bandera que por sorteo fue la encargada de socorrer a Melilla, vuelve a estar en el centro de un acontecimiento de gran resonancia, y por contraste, aumenta su prestigio, convirtiéndose en un héroe ante la opinión pública. Franco continuará hasta enero de 1922 en tareas de recuperación y consolidación de una parte de las posiciones perdidas. Es nuevamente condecorado y propuesto para el ascenso a teniente coronel por Sanjurjo, ascenso que le fue denegado al estar pendiente la investigación por los sucesos de Annual. El rey lo nombró gentilhombre. En los permisos que solicita y aprovecha para viajar a Oviedo y visitar a la que será su mujer, es recibido como un héroe, siendo invitado a banquetes y celebraciones de la aristocracia local.

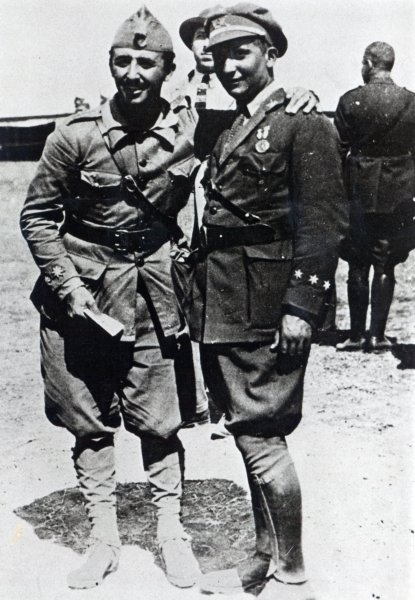
Francisco y Ramón Franco, Marruecos, 1925.

En 1922 se publicó un libro firmado por Franco —aunque tras la firma pudo estar el periodista Julián Fernández Piñedo—, Diario de una Bandera, único libro completo con su firma. Narra acontecimientos vividos en esa época en África.
Millán-Astray, tras unas declaraciones que respondían airadamente a la indignación de la sociedad española y la creación de una comisión de investigación para depurar las responsabilidades de los mandos africanos —la comisión Picasso—, fue destituido como comandante de la Legión, accediendo a su mando el teniente coronel Valenzuela, hasta entonces al mando de una de sus banderas. Franco, despechado por no asumir la jefatura de la Legión, solicitó el traslado a la Península, siendo asignado al Regimiento del Príncipe en Oviedo. Sin embargo, muerto Valenzuela en combate durante la toma de Peña Tahuarda, Franco fue ascendido a teniente coronel, sucediéndole en el mando de la Legión el 8 de junio de 1923. El 13 de septiembre, un golpe de Estado dio inicio a la dictadura de Primo de Rivera, ante la cual Franco se mostró receloso, pues era sabido que Primo era partidario de retirarse de Marruecos.
El 13 de octubre de 1923 regresa de permiso a la Península para contraer matrimonio. Deteniéndose antes en Madrid para visitar al rey Alfonso XIII, este accede a ser su padrino y el 22 de octubre, Francisco Franco y Carmen Polo entran en la iglesia de San Juan de Oviedo bajo palio real, acompañados del gobernador militar en representación del rey. Con motivo de la ceremonia, un periódico de Madrid publicó un artículo titulado La boda de un heroico caudillo, siendo la primera vez que recibió este apelativo.

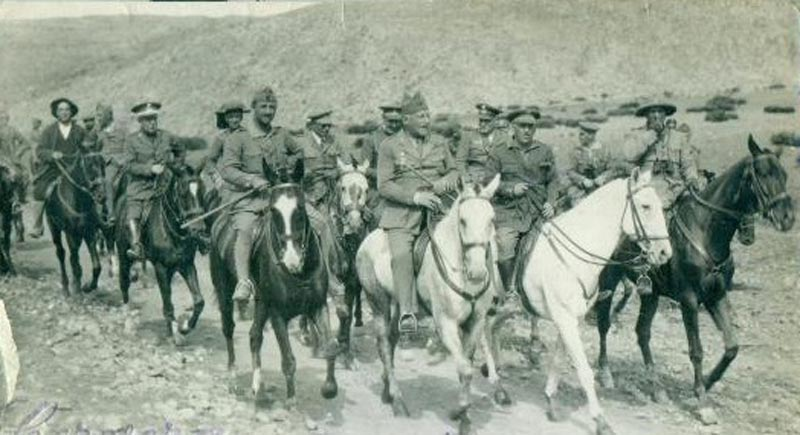
Franco, Primo de Rivera y Sanjurjo, Alhucemas, 1925.

En los años siguientes, al mando de la Legión, Franco aún protagonizó diversos éxitos militares, al tiempo que se mostraba reacio al proyecto del directorio militar de retirarse de Marruecos. Al parecer, en septiembre de 1924 barajó con Gonzalo Queipo de Llano la idea de efectuar un golpe contra Primo de Rivera, pero finalmente se atuvo a la disciplina militar.

#### Coronel
Con fecha 5 de febrero de 1925 fue ascendido a coronel. En junio de 1925 España selló una alianza con Francia contra Abd el-Krim, por la que tropas españolas le atacarían desde el norte mientras que los franceses lo harían desde el sur. El 7 de septiembre se inició el desembarco de Alhucemas, una operación mal planificada que fue un claro fracaso inicial, por lo que se dio la orden de retirada; sin embargo, Franco desoyó esta orden y consiguió tomar una cabeza de puente en la playa. Aun así, debido a la ausencia de suministros (comida y municiones), la operación se estancó, pero el éxito del avance francés, que obligó a Abd el-Krim a rendirse, condujo finalmente a la victoria. Por ello, el 3 de febrero de 1926, Franco fue ascendido a general de brigada, con treinta y tres años.
Pero no solo Francisco; su hermano menor, Ramón, era considerado también un héroe, en su caso de la aviación. Los Franco ocupaban la prensa de la época: Francisco como el general más joven de Europa y Ramón como el primer piloto español que cruzaba el Atlántico en el hidroavión Plus Ultra, en compañía del más tarde cofundador de la Falange, Julio Ruiz de Alda. Ferrol, la ciudad natal de los hermanos, los festejó celebrando sus hazañas.
A su regreso a la Península, a Franco se le dio el mando de la Primera Brigada de la Primera División de Madrid, formada por los regimientos del Rey y de León. En aquella etapa hizo vida social, se integró en la tertulia de Natalio Rivas y actuó en la película La malcasada, de Francisco Gómez-Hidalgo y Álvarez, donde interpretaba a un militar. El 4 de enero de 1928 fue nombrado primer director de la recién creada Academia Militar de Zaragoza, lo que supuso un éxito personal y de los africanistas. El 14 de septiembre de 1926 nació su única hija, María del Carmen.
Franco, en su período en África, entró a formar parte del grupo africanista del Ejército, grupo que jugaría un papel fundamental en las conspiraciones contra la República. Los africanistas se constituyeron en un grupo muy cohesionado, se mantuvieron siempre en contacto y se apoyaron mutuamente frente a los oficiales peninsulares; conspiraron contra la República desde sus inicios y, posteriormente, comandaron la sublevación que condujo a la Guerra Civil. Sanjurjo, Mola, Orgaz, Goded, Yagüe, Varela y el propio Franco fueron destacados africanistas y los principales promotores del golpe de Estado. Franco en aquella época ya era consciente de su posición privilegiada:

Desde que se me hizo general a los 33 años, se me colocó en vías de grandes responsabilidades para el futuro.
Notas autobiográficas.

## Durante la República
Tras la proclamación de la Segunda República, Franco estuvo tentado de intervenir en Madrid con los cadetes en defensa del rey Alfonso XIII, pero comunicándole su intención al general Millán-Astray, este le hizo partícipe de una confidencia del general Sanjurjo, según la cual, no se contaba con los apoyos suficientes; principalmente, no se contaba con la Guardia Civil. Esto le hizo desistir. Al día siguiente, el día 15 de abril, Franco dictaba una orden a los cadetes:

Si en todos los momentos han reinado en este centro la disciplina y el exacto cumplimiento en el servicio, son aún más necesarios hoy, en que el Ejército necesita, sereno y unido, sacrificar todo pensamiento e ideología al bien de la nación y a la tranquilidad de la Patria.

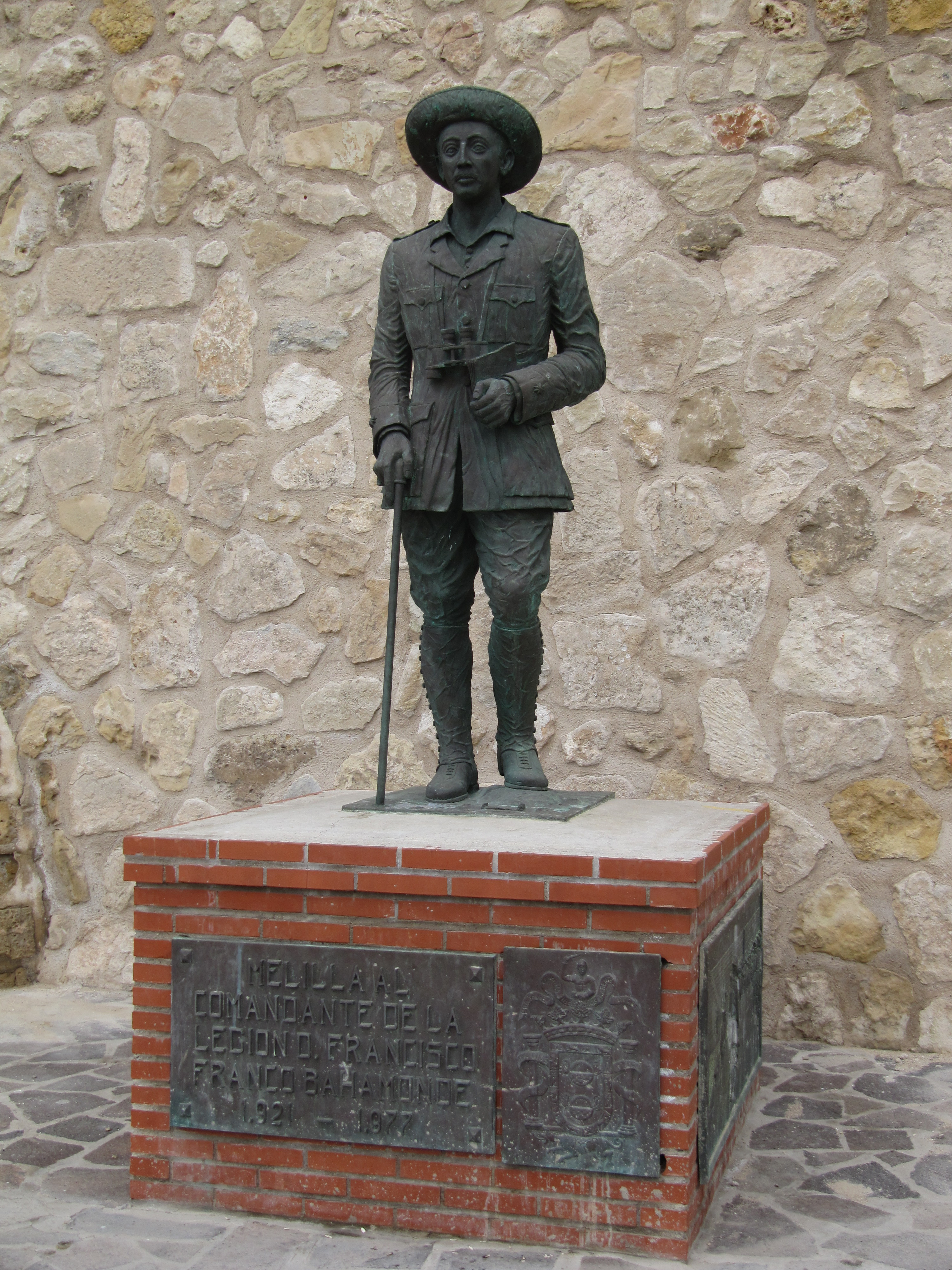
Estatua del comandante de la Legión Francisco Franco Bahamonde.

Franco desde esos primeros momentos se mostró reticente a la República; y en julio, pasados tres meses, cuando Manuel Azaña —entonces ministro de Guerra—, dentro de sus acciones encaminadas a reducir los gastos del Ejército, cerró la Academia Militar de Zaragoza, en su discurso de clausura se posicionó abiertamente contra ella. Azaña incluyó una nota desfavorable en su hoja de servicios; y cerrada la Academia, Franco se encontró en situación de disponible forzoso durante los siguientes ocho meses. En el verano de 1931 hubo intensos rumores de golpe de Estado, que implicaban a los generales Emilio Barrera, Luis Orgaz y el propio Franco; Azaña anotó en su diario que «Franco es el único al que hay que temer». Por ello, estuvo un tiempo vigilado por tres policías que lo seguían constantemente. En diciembre intervino como testigo ante la Comisión de Responsabilidades que investigaba las penas de muerte de los oficiales que participaron en la sublevación de Jaca en 1930, ante la que expuso su convicción de que «recibiendo en sagrado depósito las armas de la Nación y las vidas de los ciudadanos, sería criminal en todos los tiempos y en todas las situaciones que los que vestimos el uniforme militar pudiéramos esgrimirlas contra la Nación o contra el Estado que nos las otorga», algo que sin embargo no cumplió en 1936. El 5 de febrero de 1932 se le destinó a La Coruña como jefe de la XV Brigada de Infantería de Galicia, un claro reconocimiento a su figura por parte de Azaña.
En julio de 1932, cuatro semanas antes de La Sanjurjada, Sanjurjo se entrevistó en secreto con Franco para pedirle su apoyo en el pronunciamiento. Franco no se lo dio, pero fue tan ambiguo, que Sanjurjo pudo llegar a pensar que dado el golpe, podría contar con él. La entrevista fue en Madrid; de regreso a La Coruña, Franco pidió un permiso para ausentarse de su puesto durante unos días y acompañar a su esposa y a su hija en un viaje por las Rías Bajas coincidiendo con las fechas previstas para el pronunciamiento. El permiso le fue denegado al tener que ausentarse el general de división de la plaza. En el momento del pronunciamiento, Franco se encontraba en La Coruña asumiendo, en funciones, el mando de la plaza, y no se unió a los sublevados. Fracasado el golpe, Sanjurjo fue enviado a consejo militar, y solicitó a Franco que lo defendiera, este se negó, pronunciando una dura frase: «podría, en efecto, defenderle a usted, pero sin esperanza. Pienso en justicia que al sublevarse usted y fracasar, se ha ganado el derecho a morir».
En febrero de 1933, tras quejarse Franco de haber perdido puestos en el escalafón, Azaña lo destinó a las Islas Baleares como comandante militar. Este destino significaba un ascenso, «era un destino que normalmente habría correspondido a un general de División y bien podría formar parte de los esfuerzos de Azaña por atraer a Franco a la órbita republicana, recompensándole por su pasividad durante la Sanjurjada»:

He recibido en el ministerio al general Vera, que manda la 8.ª división. Me dice que el general Franco está muy enojado por la revisión de ascensos. De hacer el número uno de los generales de brigada, ha pasado a ser el veinticuatro. Es lo menos que ha podido ocurrirle. Yo creí durante algún tiempo que aún descendería más. Se propone elevar una instancia suplicando que se revise su caso. Voy a enviarlo a mandar Baleares, donde estará más alejado de tentaciones.
Manuel Azaña, 8 de febrero de 1933.

El 19 de noviembre y 3 de diciembre de 1933 se celebraron elecciones generales que dieron la victoria a la derechista Confederación Española de Derechas Autónomas de Gil-Robles. El nuevo Gobierno, a finales de marzo de 1934, ascendió a Franco a general de división, alcanzando así el techo de su carrera militar, ya que la República había suprimido el empleo de teniente general.
En 1934 se adhirió a la organización Entente Internacional Anticomunista con sede en Ginebra de la que desde hacía tiempo recibía los boletines en francés. Se declaró dispuesto «a cooperar, en nuestro país, a vuestro gran esfuerzo». El anticomunismo siempre fue uno de los pilares de su pensamiento político. En plena Guerra Civil afirmó que «había tenido conocimiento de los documentos que se referían a la destrucción de las iglesias y de los conventos, y poseíamos la lista de los mejores españoles, que debían ser asesinados. Conocíamos el día, la fecha de ellos». Sin embargo, años más tarde se demostró que los supuestos documentos de la Internacional comunista que servirían para justificar el «Alzamiento» de julio de 1936 eran una falsificación encargada al periodista derechista Tomás Borrás.

### Revolución de Asturias

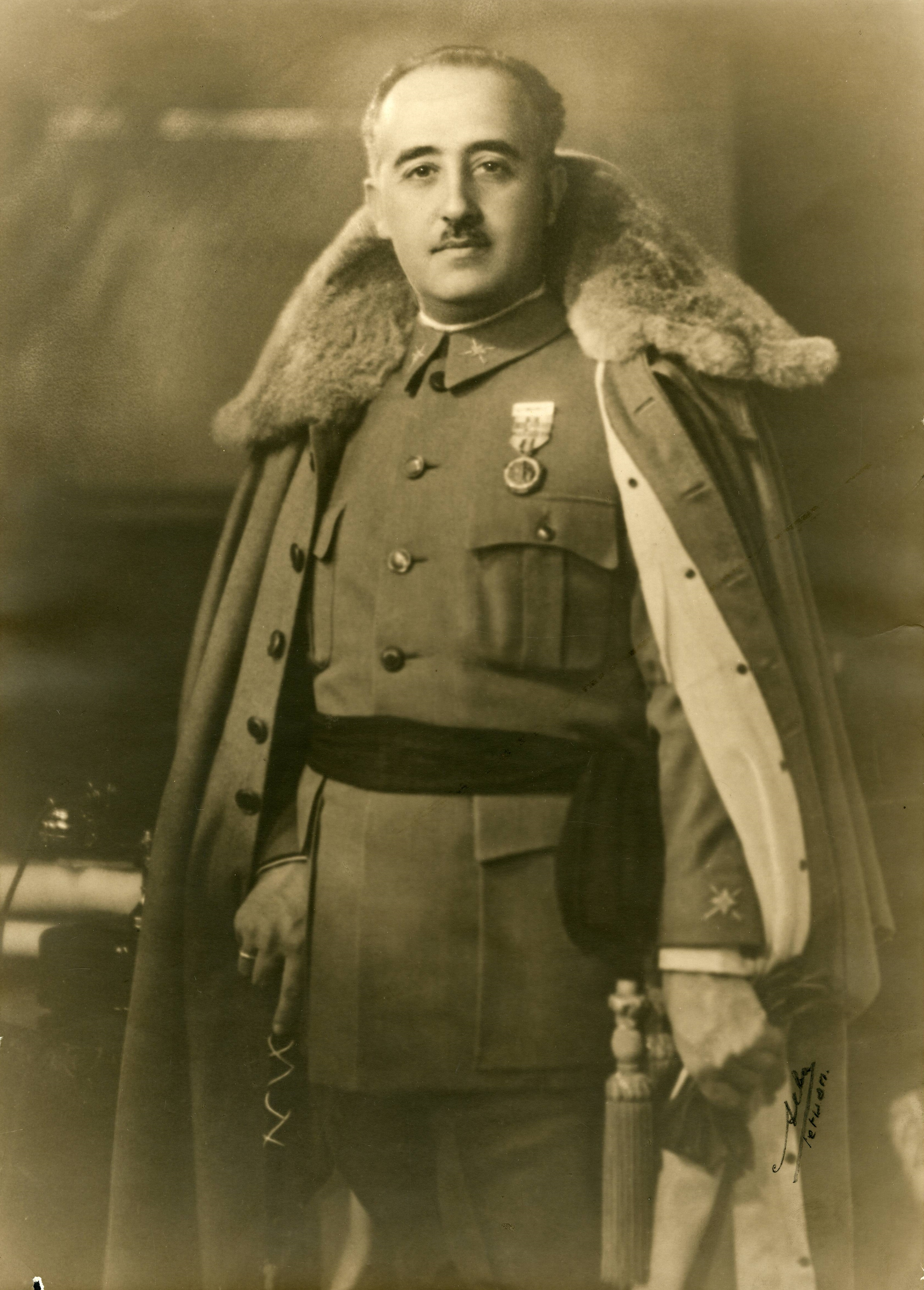
Franco con capote de invierno, 1930.

El triunfo de la derecha en las generales de 1933 propició que la coalición Radicales-CEDA emprendiera la anulación de las reformas que tímidamente se habían iniciado. Paralelamente, en la formación socialista los moderados fueron desplazados por los miembros más radicales. Julián Besteiro se vio marginado y Francisco Largo Caballero e Indalecio Prieto adquirieron todo el protagonismo. Algunos historiadores de izquierda han denominado a este período hasta finales de 1935 como «bienio negro», «para señalar que fueron años reaccionarios y marcados por el fascismo». El agravamiento de la crisis económica, el retroceso de las reformas y las radicales proclamas de los líderes de izquierda crearon un ambiente de sublevación popular. En las zonas donde los anarquistas eran mayoría se sucedieron las huelgas y los enfrentamientos de trabajadores con las fuerzas de orden público. En Zaragoza, un conato de insurrección, en el que se levantaron barricadas y se ocuparon edificios públicos, fue sofocado con la intervención del Ejército.
El 26 de septiembre de 1934 se anunció la formación de un nuevo ejecutivo presidido también por Alejandro Lerroux al que se incorporaron tres miembros de la CEDA. La actitud revanchista del anterior Gobierno Lerroux y la identificación de la CEDA con posiciones fascistas provocó la reacción de la izquierda. La Unión General de Trabajadores, los comunistas y los nacionalistas catalanes convocaron una insurrección que se materializó en diversas zonas del país como Cataluña, el País Vasco y, principalmente Asturias, donde se unió la Confederación Nacional del Trabajo. Si en otros lugares fue sofocada con relativa facilidad, no ocurrió así en Asturias. Los mineros asaltaron la fábrica de armas de Trubia, ocuparon los edificios públicos —a excepción de la guarnición de Oviedo y la comandancia de la Guardia Civil de Sama— y detuvieron la columna del general Carlos Bosch Bosch, que acudió desde León. Se cometieron asesinatos, principalmente de sacerdotes y guardias civiles, se quemaron iglesias y se saquearon edificios oficiales.
Franco se había convertido en el general más valorado por los sectores de la derecha; el haber estado alejado del anterior Gobierno de izquierdas, permitió que no se le identificase como afecto a la República, y, tras la formación del Gobierno Lerroux, se vio privilegiado por su ministro de la Guerra, Diego Hidalgo, quien lo propuso para el ascenso a general de división. En septiembre se encontraba, invitado por Hidalgo, en las maniobras que se realizaron en la provincia de León. Cuando el 4 de octubre estalló la insurrección, Hidalgo requirió a Franco para que, como asesor y desde Madrid, coordinase las operaciones. Se hizo venir a la Legión y a los Regulares de África, una fuerza de dieciocho mil soldados que, al mando del coronel Yagüe, se integraron con otras unidades traídas de León, Galicia y Santander bajo el mando supremo del general López Ochoa. Las fuerzas traídas de África y dirigidas por Yagüe se distinguieron por su especial crueldad. «La represión fue despiadada, y las tropas extranjeras, con el beneplácito de sus jefes, se dedicaron al pillaje, con una brutalidad que dejó atónitos a los mineros sublevados».
La insurrección y su posterior represión provocaron más de mil quinientas muertes, abriendo una brecha entre la derecha y la izquierda que no lograría superarse. Los muertos de uno y otro lado alimentaron el odio y el rencor en ambos bandos.
El 15 de febrero de 1935 el Gobierno le concedió la Gran Cruz del Mérito Militar y le nombró comandante en jefe de las tropas de Marruecos. Solo tres meses después de tomar posesión de su cargo en África, tras otra crisis política que propicia una nueva remodelación del Gobierno, y entrando Gil-Robles como ministro de la Guerra, Franco regresó a la Península nombrado jefe de Estado Mayor Central del Ejército, cargo de máximo prestigio que desempeñaría hasta el triunfo del Frente Popular en febrero de 1936. Con ocasión de su nombramiento, el presidente Alcalá Zamora, receloso de la figura de Franco, comentó que «los jóvenes generales aspiran a ser caudillos fascistas».

### Elecciones generales de 1936
A finales de 1935 la corrupción del Gobierno Lerroux es destapada por el caso Straperlo. El presidente Alcalá-Zamora le exige la dimisión, cae el Gobierno y deben convocarse nuevas elecciones. Con la caída del Gobierno, ante la expectativa de unas elecciones en las que existe la posibilidad de que las gane la izquierda, arrecian los movimientos en contra de la República. La CEDA y sectores del Ejército conspiran para impedir la consulta mediante un golpe de Estado. Franco es requerido desde sectores militares y civiles para que participe en el complot; pero este, sin rechazarlo, no se une al mismo, manteniendo una posición ambigua. Se conoce el encuentro que tuvo con Primo de Rivera, jefe falangista, días antes de las elecciones por las Memorias de Serrano Suñer, amigo de ambos:

Fue una entrevista pesada y para mí incómoda. Franco estuvo evasivo, divagatorio y todavía cauteloso. Habló largamente; poco de la situación de España, de la suya y de la disposición del Ejército, y mucho de anécdotas y circunstancias del comandante y el teniente coronel tal [...]. José Antonio quedó muy decepcionado y apenas cerrada la puerta del piso tras la salida de Franco (habíamos tomado la precaución de que entraran y salieran por separado) se deshizo en sarcasmos hasta el punto de dejarme a mí mismo molesto, pues al fin y al cabo era yo quien los había recibido en mi casa. «Mi padre —comentó José Antonio— con todos sus defectos, con su desorientación política era otra cosa. Tenía humanidad, decisión y nobleza. Pero estas gentes...».
Serrano Suñer.

Mapa del resultado de las elecciones de febrero de 1936 por circunscripciones: en las que ganó la izquierda marcadas en rojo, en las que ganó la derecha en azul y en las que ganó el centro en verde.

En enero de 1936, los rumores de la preparación de un golpe militar y su supuesta participación en el mismo se extendieron hasta llegar a conocimiento del presidente del Consejo Provisional Manuel Portela. Portela envió al director general de Seguridad Vicente Santiago al Ministerio de la Guerra para que se entrevistase con Franco; este, todavía jefe de Estado Mayor, se mostró nuevamente esquivo, manifestándole que no conspiraría hasta que no existiese un «peligro comunista en España». La respuesta de Santiago fue profética: «si alguna vez, esas circunstancias que usted dice les hacen ir a una sublevación, me atrevo a predecir que de no triunfar ustedes en cuarenta y ocho horas se seguirán tales desdichas como jamás se vieron en España ni en ninguna otra revolución».
Las elecciones del 16 de febrero de 1936 fueron ganadas por el Frente Popular. «Tanto Franco como Gil-Robles, de manera coordinada, trabajaron incansablemente para revocar la decisión de las urnas». El 17 de febrero a las tres y cuarto de la madrugada, nada más conocerse los resultados, Gil-Robles se dirigió al Ministerio de la Gobernación y, entrevistándose con Portela, intentó convencerle para que suspendiera las garantías constitucionales y decretara la ley marcial. Paralelamente Franco, esa noche, telefoneó al director de la Guardia Civil, general Pozas, quien se mostró contrario a la iniciativa. Posteriormente presionó al ministro de la Guerra, general Molero, para que impusiera la ley marcial y obligara a Pozas a sacar a la Guardia Civil a la calle.
A la mañana siguiente se reunió el Gobierno para debatir sobre la implantación de la ley marcial. Resultado de la reunión fue la declaración del estado de alarma durante ocho días y otorgar a Portela la potestad de declarar la ley marcial en el momento que lo estimase oportuno. Franco, aprovechando el conocimiento que tuvo de la potestad otorgada, como jefe de Estado Mayor, envió órdenes a las diferentes regiones militares. Zaragoza, Valencia, Alicante y Oviedo decretaron el estado de guerra, otras capitanías se mostraron indecisas; pero, principalmente, al no sumarse la Guardia Civil a la intentona, esta se vio frustrada. Ante el fracaso, «cuando Franco por fin vio al jefe de Gobierno por la tarde, hábilmente jugó a dos bandas. En los términos más corteses, Franco le dijo a Portela que, ante los peligros que constituía un posible Gobierno del Frente Popular, le ofrecía su apoyo y el del Ejército si permanecía en el poder».
Tras las elecciones, y superados estos incidentes, Azaña fue nombrado presidente del Consejo de Ministros. Los historiadores contemporáneos coinciden en que Azaña no advirtió la magnitud de la conspiración, minusvalorándola. Conocía la existencia del complot, y aunque no conociera ni los detalles ni exactamente sus participantes, sí tenía constancia del ambiente conspirador que existía en la derecha y en algunos sectores del Ejército; y entre las escasas medidas que tomó, una fue la de alejar de los centros del poder a aquellos generales que consideraba más proclives al pronunciamiento. El general Mola fue destituido del mando del Ejército de África y enviado a Pamplona, el general Goded fue destinado a las Islas Baleares y Franco perdió la jefatura del Estado Mayor —fue sustituido por el general José Sánchez-Ocaña—, y nombrado Comandante general a las Canarias. Franco lo consideró como un destierro, aunque lo aprovechó para estudiar inglés y jugar al golf.
Como hubo que repetir las elecciones en dos circunscripciones, Cuenca y Granada, la CEDA ofreció a Franco un puesto en las listas de Cuenca que le garantizaba salir elegido. Franco ya estuvo tentado de presentarse a diputado en las elecciones del 1933. Sea que le atrajera la actividad política o que quisiera adquirir la inmunidad parlamentaria, Franco aceptó; pero presentándose en esa misma lista José Antonio Primo de Rivera, este no admitió compartir lista con Franco y lo vetó. Serrano Súñer viajó a Canarias, se supone que con la misión de convencerle para que se retirase; el resultado del viaje fue que Franco renunció a presentarse. Franco y José Antonio nunca tuvieron muy buenas relaciones, especialmente desde que Franco abortó una intentona golpista ideada por el líder falangista que implicaba a los cadetes de la Academia de Infantería de Toledo, en diciembre de 1935. El rechazo de Primo de Rivera a la inclusión de Franco en la lista de Cuenca provocó en este resentimiento hacia el joven político derechista.

### Conspiración
Desde sus comienzos, la República estuvo amenazada por tramas de conspiración. Franco fue requerido para participar en estas conspiraciones mostrándose siempre indeciso y ambiguo. El verano de 1933, el general Sanjurjo, desde la cárcel diría: «Franquito es un cuquito que va a lo suyito». En 1936 no habría cambiado de opinión: «Franco no hará nunca nada porque es un cuco». Las Memorias de Serrano Suñer revelan la exasperación que produjo en Primo de Rivera su indeterminación. Y en junio de 1936 sus compañeros, los generales implicados en la conspiración, se referían a él como Miss Islas Canarias 1936 para significar sus vacilaciones e indecisión.
Tras el triunfo del Frente Popular en febrero de 1936 estas tramas conspiratorias convergen y adquieren fuerza. Fracasados los esfuerzos para proclamar la ley marcial que anulase las elecciones, los conspiradores continuaron reuniéndose. El 8 de marzo, un día antes de que partiera con destino a las Canarias —más concretamente a Tenerife—, Franco asistió a una reunión con otros generales en el domicilio del corredor de bolsa José Delgado, amigo de Gil-Robles. Entre otros, se reunieron Mola, Fanjul, Varela y Orgaz, así como el coronel Valentín Galarza, jefe de la Unión Militar Española. Los reunidos decidieron que el golpe lo comandara Sanjurjo. «Franco se limitó a sugerir astutamente que cualquier pronunciamiento debería carecer de etiqueta determinada alguna. No contrajo compromisos firmes». «De una u otra forma, se había visto involucrado en la conspiración contra el Frente Popular desde un comienzo, y, sin embargo, se mostraba muy reticente a comprometerse en cualquier propuesta específica de revuelta armada».
Con Franco en Canarias, la sublevación sigue su curso. Mola, designado por Sanjurjo, se encargó de coordinar los preparativos. En abril dio su primera instrucción en la que incluía los métodos que debería seguirse en el momento del golpe: «Se tendrá en cuenta que la acción ha de ser en extremo violenta, para reducir lo antes posible al enemigo, que es fuerte y bien organizado. Desde luego, serán encarcelados todos los directivos de los partidos políticos, sociedades o sindicatos no afectos al Movimiento, aplicándose castigos ejemplares a dichos individuos, para estrangular los movimientos de rebeldía o huelga». Los dos próximos meses, Mola los dedicará a preparar el golpe de Estado.
Franco, informado puntualmente de la conspiración, en todo momento se mostró reticente. Según Preston, «La idea de no poder dar marcha atrás ni cambiar de opinión debía ser para él poco menos que una de las torturas del infierno». Ante el entusiasmo del general Orgaz, Franco le comentaría: «Estás realmente equivocado, va a ser enormemente difícil y muy sangriento. No contamos con todo el ejército, la intervención de la Guardia Civil se considera dudosa y muchos oficiales se pondrán del lado de la autoridad constitucional, algunos porque es más cómodo; otros, a causa de sus convicciones. No se debe olvidar de que el soldado que se rebela contra la autoridad constitucional nunca puede echarse atrás ni rendirse, porque será fusilado sin pensárselo dos veces».
Mola, en un segundo comunicado, el 25 de mayo, concretaba las estrategias para el levantamiento en las diferentes regiones militares. En ese momento, Franco todavía se muestra indeciso. El 30 de mayo un emisario de los conspiradores llegó a Canarias para asegurar su participación y que abandonase «tanta prudencia». El coronel Yagüe le dijo a Serrano Suñer que le desesperaba «la mezquina cautela de Franco y su negativa a correr riesgos». Mola también se sintió molesto, consideraba que la participación de Franco, con su prestigio entre la derecha española y en el Ejército, era imprescindible para el éxito del pronunciamiento.
La situación social se agravó en estos meses. El paro se disparó y las dificultades para hacer avanzar las reformas frustraban las expectativas que suscitó el triunfo del Frente Popular. Los enfrentamientos en la calle se multiplicaron. «La Falange practica su táctica de acoso e intenta crear un clima de terror. La Falange y los anarquistas practican la «acción directa». Una locura asesina a la que el tiempo otorgará la dimensión de suicida se apodera de los anarquistas y los campesinos pobres». El odio y el temor al adversario se hizo presente lo mismo en la izquierda como en la derecha. La inacción del Gobierno ante la violencia y el catastrofismo de la prensa y los líderes derechistas alimentaron el pánico de las clases media y alta a la amenaza comunista. Y la oligarquía financiera y los terratenientes se retiraban, algunos a Biarritz o París, permaneciendo a la expectativa o sumándose con su financiación a la conspiración.
Los rumores de la conspiración debieron llegar al Gobierno, pero este, como en el caso de la violencia, no actuó con la suficiente firmeza. El entonces ministro de la Guerra y presidente del Gobierno, Santiago Casares Quiroga, quiso decapitar la conspiración de Marruecos desplazando al coronel Yagüe, pero titubeó ante la cerrazón de este y lo mantuvo en su puesto. También, un intento de descubrir la conspiración se frustró. El general Mola fue señalado como posible conspirador. El 3 de junio envió a Pamplona decenas de camiones cargados de policías para efectuar un minucioso registro, con la excusa de investigar el tráfico de armas a través de la frontera francesa, pero Mola fue advertido por el coronel Galarza con tiempo suficiente para ocultar cualquier huella de la conspiración.
El 23 de junio, Franco envió una carta al presidente Casares advirtiéndole del descontento existente en el seno de Ejército y brindándose para corregir esa situación. «La carta era una obra maestra de ambigüedad. Se insinuaba claramente que si Casares concedía el mando a Franco, podría desbaratar las conspiraciones. En esa etapa, Franco, ciertamente habría preferido lo que él consideraba restaurar el orden, con la sanción legal del Gobierno, en vez de arriesgarlo todo en un golpe». «Muchas veces se ha sugerido la pregunta sobre cuáles eran las intenciones de Franco. Algunos han querido ver en esta carta una última muestra de lealtad hacia el Gobierno legítimo. Otros la han interpretado como una maniobra destinada a cubrirse las espaldas en caso de fracaso». En la carta se instaba al Gobierno para que se dejase aconsejar por los generales que, «exentos de pasiones políticas», se preocupaban por las inquietudes y preocupaciones de sus subordinados ante los graves problemas de la Patria. Casares Quiroga no respondería a la carta.
A finales de junio los preparativos del pronunciamiento estaban prácticamente ultimados, únicamente faltaba cerrar el acuerdo con los carlistas y asegurar la participación de Franco. Yagüe y Francisco Herrera, amigo personal de Gil-Robles, recibieron el encargo de convencerle para que se sumarse, y a finales de junio Franco debió llegar a algún compromiso, porque el 1 de julio Herrera llegó a Pamplona para que Mola diese el visto bueno al plan según el cual se alquilaría un avión para que trasladase a Franco desde Canarias a Marruecos. La incorporación de Franco en aquel momento le otorgaba un puesto de segunda fila entre los conspiradores: tras la sublevación, Sanjurjo sería el jefe del Estado, Mola tendría un alto cargo político, así como los civiles Calvo Sotelo y Primo de Rivera, Fanjul sería capitán general de Madrid y Goded de Barcelona; para Franco se reservó el cargo de Alto Comisario de Marruecos.
El 3 de julio Mola dio el visto bueno al plan. El día 4, el financiero Juan March, instalado en Biarritz, entregó un cheque en blanco al marqués de Luca de Tena, propietario de ABC, para financiar la operación. El avión se alquiló en Londres, un Dragon Rapide pilotado por un inglés, William Henry Bebb, que el día 12 ya se encontraba en Casablanca en espera de concretarse el día del pronunciamiento. Ese mismo día, Franco envió un comunicado cifrado a Mola en el que planteó su retirada alegando «geografía poco extensa», lo que significaba que no se unía al plan por considerar que no se contaba con suficientes apoyos. Cuando Mola leyó el mensaje, «montó en cólera y furioso tiró el papel al suelo». El general Sanjurjo sentenciaría: «Con Franquito o sin Franquito» el alzamiento va adelante.
El día 13, en Madrid, fue asesinado Calvo Sotelo por miembros de la Guardia de Asalto como represalia por el asesinato de su mando, teniente Castillo. La noticia de estos asesinatos provocó la indignación general y sectores de la derecha se mostraron especialmente activos y convocaron a la sublevación militar como único medio de restaurar el orden. Numerosos indecisos se sumaron a la conspiración, los rumores de un inminente golpe de Estado se extendieron y, por la tarde, Indalecio Prieto visitó a Casares en nombre de los socialistas y los comunistas para pedirle que distribuyera armas entre los trabajadores ante la amenaza de pronunciamiento, algo a lo que este se negó. El día 14, Mola recibe otro mensaje de Franco que le transmite su decisión de unirse a la conspiración. «Es evidente que el general Franco no se distinguió por su rebeldía o resolución el 18 de julio de 1936, circunstancia que sus hagiógrafos se han encargado de silenciar debidamente».

A pocas semanas del golpe de Estado, en el momento en que el general Francisco Franco Bahamonde está a punto de convertirse en Franco a secas, hubiese sido decisivo saber si actuaba movido por un sentido del deber o por estrategia. Pero ese general corriente posee un rasgo excepcional: a partir de 1936, hasta su muerte, es y desea ser impenetrable. Nunca, ni en conversaciones privadas ni en entrevistas públicas, revelará cuáles habían sido sus intenciones últimas aquel verano de 1936, y sólo ofrecerá sistemáticamente algunos datos contradictorios.

### Golpe de Estado

Ruta del Dragon Rapide, el avión que llevó a Francisco Franco a Tetuán donde tomó el mando de las tropas sublevadas.

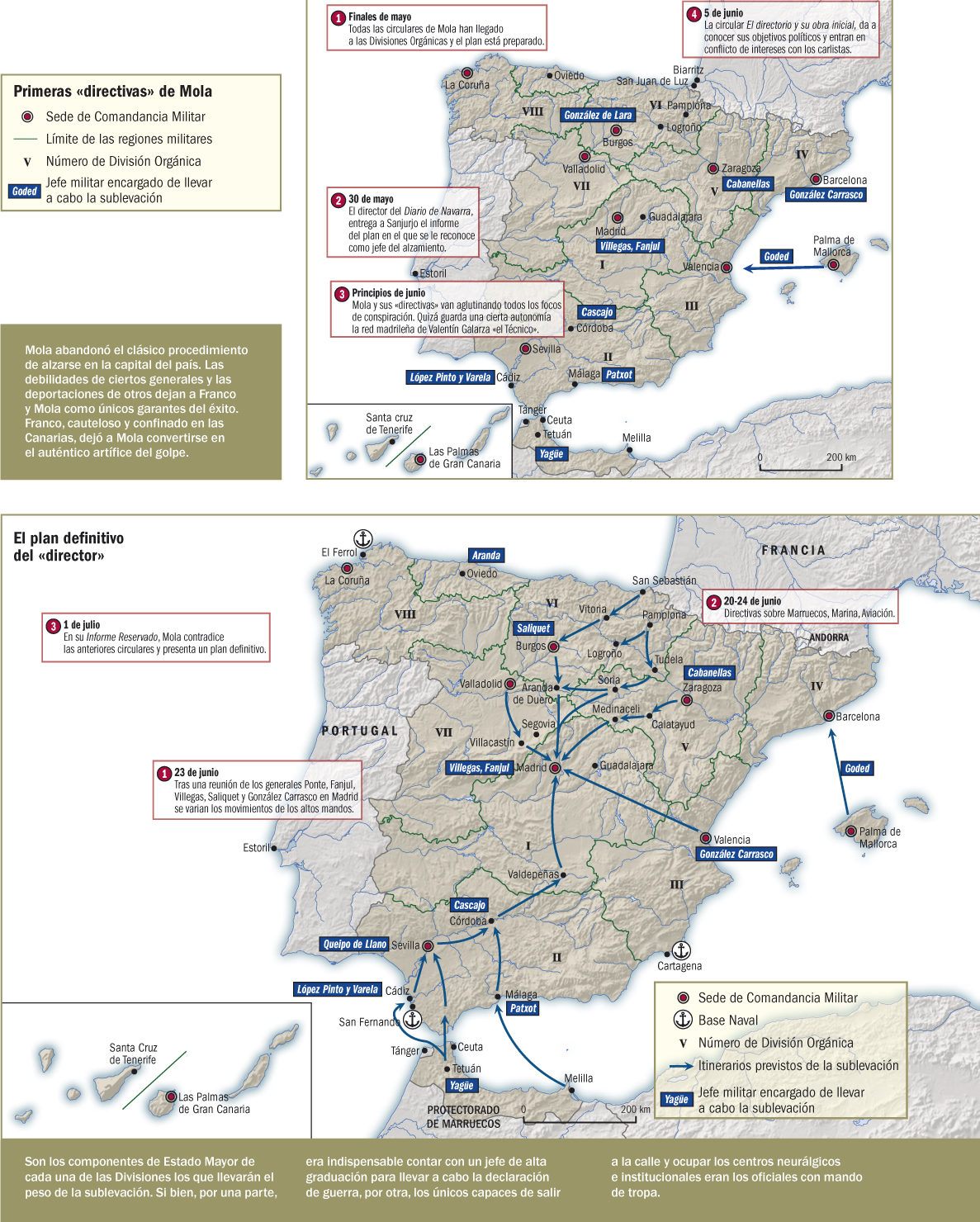
Plan golpista trazado por Emilio Mola.

Con el Dragon Rapide ya en Gando, Gran Canaria, Franco deberá trasladarse allí desde su residencia de Tenerife sin levantar sospechas. A dos días de la fecha de la sublevación, el 16 de julio, el comandante militar de Gran Canaria, general Balmes, muere de un disparo en el estómago. Su muerte permite que Franco se traslade a Gran Canaria sin levantar sospechas con la excusa de asistir a su entierro. También permite que el general Orgaz, que siempre estuvo implicado en la conspiración, sea el encargado de llevar a cabo el levantamiento en las islas Canarias. Franco, cuando el día 18 parte para Marruecos, le deja órdenes rigurosas que cumpliría ejerciendo una durísima represión en las islas.
El 17 por la mañana Franco ya está en Las Palmas de Gran Canaria con su mujer y su hija, donde asisten al entierro de Balmes. Esa misma tarde se produjo la sublevación en África. Rumores de que los conspiradores iban a ser detenidos hizo que se adelanten un día a la fecha fijada. Franco fue despertado a las cuatro de la madrugada del 18 de julio para comunicarle que se habían sublevado con éxito las guarniciones de Ceuta, Melilla y Tetuán. Aquella mañana, Franco embarcó a su mujer y a su hija con destino a Francia, y él, a las dos de la tarde, subió al Dragon Rapide que le llevaría a Marruecos. Antes, desde la comandancia de Las Palmas envió el siguiente telegrama a las otras comandancias:

GLORIA AL EJÉRCITO DE ÁFRICA. ESPAÑA POR ENCIMA DE TODO. RECIBE EL ENTUSIASTA SALUDO DE ESTAS GUARNICIONES QUE SE UNEN A TI Y A OTROS CAMARADAS DE LA PENÍNSULA EN ESTOS MOMENTOS HISTÓRICOS. FE CIEGA EN NUESTRO TRIUNFO. VIVA ESPAÑA CON HONOR. GENERAL FRANCO.

Después de hacer escala en Agadir y Casablanca, a las cinco de la madrugada del 19 partió para territorio español y, una vez en Tetuán, el avión sobrevoló varias veces su aeródromo hasta que Franco reconoció a uno de los oficiales sublevados; entonces comentó: «Podemos aterrizar, he visto al rubito». Eran las 7:30 horas de la mañana. Una vez en tierra, Franco fue recibido con entusiasmo por los sublevados. Recorrió las calles de Tetuán repletas de gente que gritan «¡Viva España! ¡Viva Franco!» hasta llegar al Alto Comisionado Español donde redactó un discurso que se emitiría por las radios locales en el que daba por hecho el triunfo del golpe de Estado: «España se ha salvado»; y termina diciendo: «Fe ciega, no dudar nunca, firme energía sin vacilaciones, porque la Patria lo exige. El movimiento es arrollador y ya no hay fuerza humana para contenerlo». La noticia de que Franco asumía la dirección de la insurrección en África supuso que, en la Península, oficiales indecisos se sumasen al pronunciamiento.
De los veintiún generales de División, se sublevaron solo cuatro: Franco, Goded, Queipo de Llano, y Cabanellas. En 44 de las cincuenta y una guarniciones del Ejército español se produjo algún tipo de rebelión, llevada a cabo, principalmente, por oficiales adscritos a la Unión Militar Española. El golpe de Estado triunfó de forma casi inmediata en África y en el norte y noroeste peninsular. Franco se encontró con un Ejército sublevado ya triunfante y Mola, con el apoyo de los carlistas, no encontró resistencia en Navarra. Burgos, Salamanca, Zamora, Segovia y Ávila también se sublevaron sin encontrar oposición. Valladolid cayó del lado sublevado tras ser arrestado el jefe de la vii región militar, general Molero, y tras aplastar la resistencia de los ferroviarios socialistas. Y en Andalucía: Cádiz cayó al día siguiente del levantamiento con la llegada de fuerzas procedentes de África; y Sevilla, Córdoba y Granada se sumarían al bando sublevado una vez aplastada, de modo sangriento, la resistencia obrera.
La clave del éxito o fracaso de la sublevación en las diferentes zonas estuvo marcada por la posición de la Guardia Civil y la Guardia de Asalto. Allí donde estos cuerpos permanecieron al lado de la República la sublevación fracasó y, por el contrario, donde se sumaron a los rebeldes, esta triunfó.
En las grandes ciudades y principales centros industriales fracasó la sublevación. En Madrid, Barcelona, Valencia y Bilbao los obreros se adelantaron al titubeante Gobierno, se apoderaron de las armas y repelieron a los sublevados. Los «milicianos» de Madrid, una vez sofocada la sublevación en la capital, se dirigieron a Toledo para frustrarla allí. El golpe de Estado había parcialmente fracasado y se inició lo que sería la Guerra Civil.

## Guerra civil

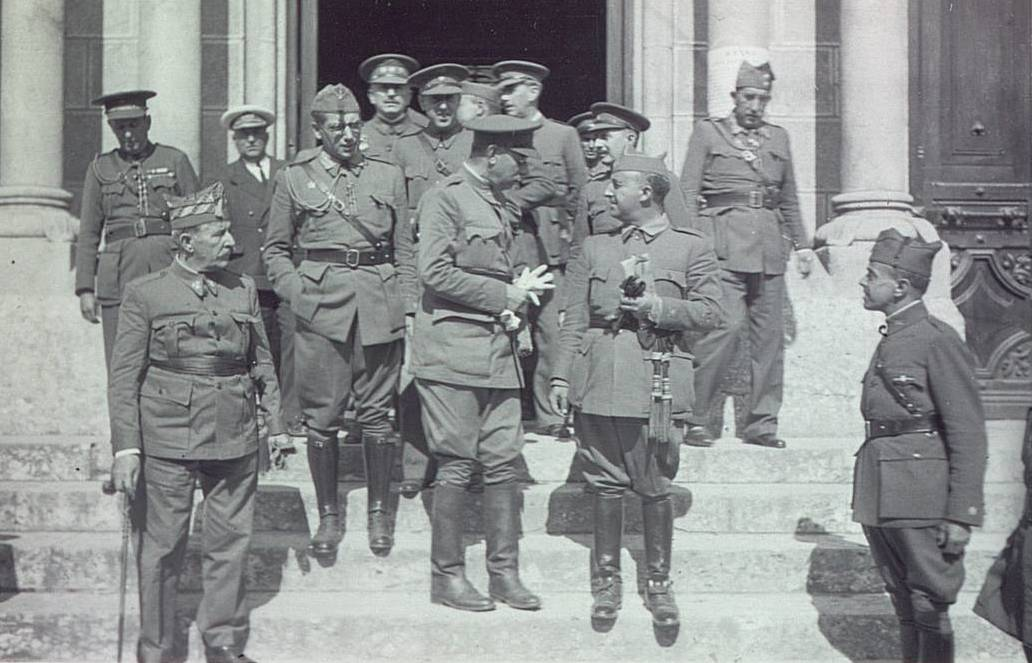
Franco con Emilio Mola y otros jefes militares sublevados.

Tras el golpe de Estado, la geografía española quedó dividida en dos zonas: la que permaneció fiel a la República y la que cayó en manos de los sublevados. Los aproximadamente ciento treinta mil soldados del ejército con plaza en la península y la Guardia Civil, una fuerza de unos treinta mil hombres, se dividieron casi en partes iguales entre sublevados y fieles a la República. Esta igualdad estaba desequilibrada a favor de los sublevados por el ejército de África, perfectamente pertrechado y único del ejército español curtido en el campo de batalla.
Los generales sublevados, a pesar de que el golpe fracasó en parte, se mostraron optimistas. Generales como Orgaz se habían aventurado en la creencia de que el golpe triunfaría en cuestión de horas, a lo sumo días. Mola, con el fracaso en Madrid, pensó que la victoria se retrasaría varias semanas, el tiempo que le llevase concluir con éxito una operación de tenaza con las fuerzas del norte y las tropas de África avanzando sobre la capital. Franco fue uno de los generales que más se acercó a la realidad; aun así fue en exceso optimista conjeturando que su consolidación no llegaría hasta el mes de septiembre: «En septiembre volveremos a las Canarias, felices y contentos, después de obtener un rápido triunfo sobre el comunismo». La realidad fue que al golpe originó una guerra encarnizada que se prolongaría casi tres años.
El Gobierno, con su indecisión ante la sublevación, se vio superado por las fuerzas populares que inmediatamente se enfrentaron a los sublevados. Esta decidida reacción, sorprendiendo a los sublevados, hizo fracasar el golpe en zonas donde estos contaban con su éxito. Este fue el caso de Barcelona, donde fracasó el general Goded, uno de los puntales de la conspiración. El paradójico efecto de la sublevación fue que en las zonas donde fracasó se inició una revolución social, justo lo que se supone que querían evitar los rebeldes al sublevarse.
Manuel Azaña, presidente de la República, cesó a Casares Quiroga y encargó la formación de un nuevo ejecutivo a Martínez Barrio, que intentó formar un Gobierno de concentración excluyendo a la CEDA por la derecha y a los comunistas por la izquierda. Martínez Barrio creyó que todavía era posible evitar la Guerra Civil y el 19 de julio se puso al habla con el general Mola. Este descartó toda posibilidad de reconciliación: «Ni pactos de Zanjón, ni abrazos de Vergara, ni pensar otra cosa que no sea una victoria aplastante y definitiva».
Barrio diría el 1 de agosto:

Simplemente se trata de sustituir la voluntad general del pueblo entero por la de una clase deseosa de perpetuar sus privilegios. Ni amor a España, ni inquietud por el cuerpo de la Patria, ni temores de desmembramiento, no zozobra por el desarrollo de su economía. Nada de lo que se ha dicho y propagado es el verdadero origen de la revuelta. Se disfrazan con frases sonoras para encubrir la turbia e inconfundible realidad.
Martínez Barrio.

Mapa de España a los dos meses de iniciada la rebelión militar.

Entretanto, el 19 de julio el Gobierno republicano despojó a Franco de su rango. El 27 de julio concedió una entrevista al periodista estadounidense Jay Allen, en la que declaró que «salvaré a España del marxismo a cualquier precio»; el periodista le preguntó entonces: «¿significa eso que tendrá que matar a media España?», a lo que respondió «le repito, a cualquier precio». El ABC de Sevilla, ese mismo agosto, recogía una proclama de Franco: «Este es un movimiento nacional, español y republicano que salvará a España del caos en que se pretendía hundirla. No es el movimiento de defensa de determinadas personas; por el contrario, mira especialmente por el bienestar de las clases obreras y humildes». Los sublevados pronto se autodenominaron «nacionales» y al levantamiento y posterior Guerra Civil los calificarían de «Cruzada»: «Está probado hasta la saciedad que nuestra Cruzada fue una lucha clara como la luz entre el cristianismo y el espíritu del mal».
El inicio de la guerra desató los odios incubados durante largo tiempo. En el territorio controlado por la República los revolucionarios se dedicaron al asesinato de todos aquellos que identificaba como enemigos. Los curas y frailes fueron especialmente perseguidos y en las grandes ciudades se generalizaron los paseos. En la zona sublevada, al odio se unió la estrategia. Yagüe, tras tomar Badajoz después de desatar una feroz represión que acabó con la vida de miles de personas, comentaría a un periodista: «Naturalmente que los hemos matado, ¿qué suponía usted? ¿iba a llevar a 4000 prisioneros rojos en mi columna, teniendo que avanzar contra reloj? ¿o iba a dejarlos en retaguardia para que Badajoz fuese roja otra vez?». Desde el primer día se pudo percibir el odio en las proclamas de los sublevados. Queipo de Llano, el mismo día del golpe, diría a través de Radio Sevilla: «Los moros cortarán la cabeza a los comunistas y violarán a sus mujeres. Los canallas que aún pretendan resistir serán abatidos como perros». Sin embargo, la relación entre Franco y Queipo era de mutuo rencor, Queipo le detestaba como persona, y Franco desconfiaba de Queipo por su aquiescencia con la República en los primeros momentos.
Inmediatamente iniciada la sublevación comenzaron los juicios sumarísimos y los fusilamientos. Mola ya había mandado instrucciones días antes de la sublevación: «Ha de advertirse a los tímidos y vacilantes, que aquel que no esté con nosotros está contra nosotros, y que como enemigo será tratado. Para los compañeros que no son compañeros, el movimiento triunfante será inexorable». Los generales Batet, Campins, Romerales, Salcedo, Caridad Pita, Núñez de Prado, así como el contralmirante Azarola y otros son fusilados por no sumarse a la sublevación. Y en la zona republicana, los generales Goded, Fernández Burriel, Fanjul, García-Aldave, Milans del Bosch y Patxot fueron fusilados por sublevarse contra el Estado. Cuando llegó Franco a Tetuán, su primo hermano y comandante del aeródromo, Puente Bahamonde, estaba en espera de que se tomase la decisión de fusilarlo por haber permanecido al lado de la República. Franco, «fingiendo estar enfermo», cedió el mando para que otro firmase la orden de ejecución. Mola diría: «Esta es una guerra sin consideraciones. Yo veo en las filas contrarias a mi padre y lo mato».
La Guerra Civil fue calificada desde el bando sublevado como una «gran cruzada», un enfrentamiento entre «la verdadera España» contra la «anti-España», entre «las fuerzas de la luz» y las «fuerzas de las tinieblas».

### Primeros meses de guerra

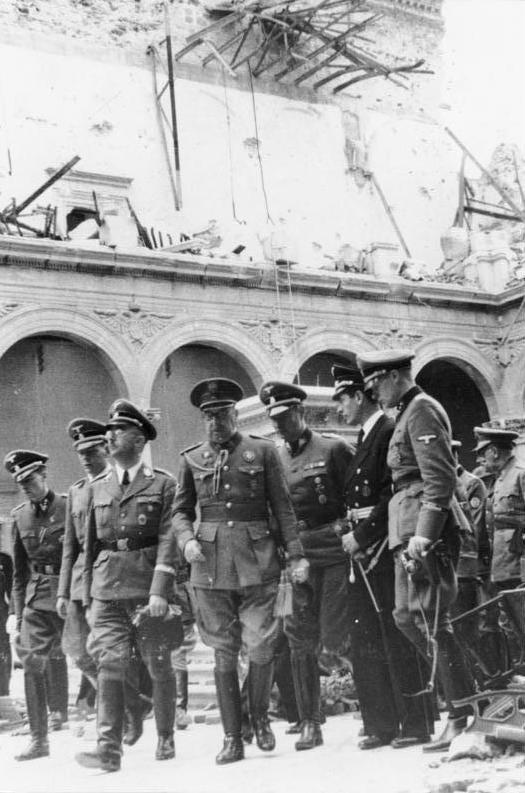
Liberación del Alcázar de Toledo: Heinrich Himmler visitando el Alcázar junto a José Moscardó en octubre de 1940.

Inmediatamente llegó a Tetuán, Franco, entre las primeras medidas que tomó, una fue la de procurar la ayuda internacional. Envió a Bolín en el Dragon Rapide a Lisboa para informar a Sanjurjo y posteriormente viajar a Italia para garantizar su apoyo y negociar la compra de aviones. También envió emisarios con la misma misión a la Alemania de Hitler. Otras medidas fueron: subir el sueldo a la Legión para garantizar su fidelidad, la recluta de mercenarios marroquíes y condecorar al visir Sidi Ahmed el Ganmia con la más prestigiosa medalla al valor militar, la Cruz Laureada de San Fernando, para procurarse el beneplácito de Marruecos.
El 20 de julio tiene lugar un acontecimiento crucial en la carrera de Franco hacia la jefatura del Estado. En Estoril se estrella, al intentar despegar, el avión que, conducido por el falangista Ansaldo, trasladaba a Sanjurjo a Pamplona. Sanjurjo, el encargado de capitanear el golpe de Estado, muere carbonizado.
Entretanto, Franco se encuentra con dificultades para el traslado de las tropas a la Península. Antes de su llegada a Tetuán, por mar, se había logrado transportar a varios cientos de hombres a Cádiz —tropas que fueron decisivas para la toma de la ciudad— y Algeciras; pero pronto, las tripulaciones se amotinaron y el transporte de tropas se limitó al que permitían pequeñas falucas marroquíes. Casualmente, el general Kindelán, fundador de la aviación española y participante en la sublevación, se encontraba en Cádiz y propuso a Franco el traslado de tropas por aire. Kindelán organizó un puente aéreo que siguió siendo insuficiente para transportar los más de treinta mil hombres de las tropas africanas.
El 22 de julio, el marqués de Luca de Tena y el propio Bolín, se entrevistaron con Mussolini en Roma. Pocos días después, el 27 de julio, llegó a España el primer escuadrón de aviones italianos, doce bombarderos Savoia-Marchetti SM.81 Pipistrello. La ayuda alemana tampoco tardaría en llegar. El 25 de julio, Hitler recibe al grupo enviado por Franco. Las primeras reticencias, al conocer la falta de fondos, se salvaron apelando a la lucha contra el peligro comunista. Al terminar la entrevista, el Führer, bajo el nombre de operación Fuego Mágico (Unternehmen Zauberfeuer), decidió duplicar la ayuda enviando veinte aviones en lugar de los diez solicitados (modelo Junkers Ju-52/3m). La ayuda se llevó en secreto a través de dos empresas privadas que se crearon para tal fin. Las ayudas de Alemania, como las de Italia, se canalizarían a través de Franco. Los aviones italianos y alemanes se sumaron al transporte de tropas. No obstante, su capacidad siguió siendo insuficiente. Franco esperó la oportunidad para poder transportar las tropas por mar, tomando la decisión de hacerlo el 5 de agosto cuando se consiguió suficiente cobertura aérea. Ese día, anulando la fuerza aérea italiana la resistencia de la marina republicana, se lograron transportar ocho mil soldados en el denominado Convoy de la victoria. Al día siguiente a la cobertura aérea italiana, se sumó Alemania enviando seis cazas Heinkel He-51 y noventa y cinco pilotos y mecánicos voluntarios de la Luftwaffe. «Desde ese día los rebeldes recibieron con regularidad armamento y municiones de Hitler y Mussolini». Los barcos de transporte rebeldes cruzaron el estrecho de Gibraltar con regularidad y se intensificó el transporte aéreo. En los tres meses siguientes, 868 vuelos transportaron a cerca de catorce mil hombres, cuarenta y cuatro piezas de artillería y quinientas toneladas de pertrechos, constituyendo una estrategia militar innovadora que contribuyó a aumentar el prestigio de Franco.
El paso del Estrecho de las tropas africanas causó el desánimo en la zona republicana donde todavía mantenían el recuerdo de la brutal actuación de estas tropas en octubre de 1934 al sofocar la revolución de Asturias. Este traslado de tropas supuso un difícil reto que Franco solventó brillantemente, posibilitando la consolidación de las posiciones rebeldes en el sur. A principios de agosto, la situación en el oeste de Andalucía es suficientemente estable y permite organizar una columna de unos quince mil hombres bajo el mando del entonces teniente coronel Yagüe, que el 2 de agosto marcha a través de Extremadura hacia Madrid. En los dos primeros días, logra avanzar ochenta kilómetros. «El terror que rodeaba el avance de los moros y los legionarios fue una de las mejores armas de los nacionales en su camino hacia Madrid».
Con la superioridad aérea local que les proporcionaba la aviación italiana y alemana, tomaron con facilidad pueblos y ciudades en su camino desde Sevilla a Badajoz (El Real de la Jara, Monesterio, Llerena, Zafra, Los Santos de Maimona, Almendralejo, etc.). Se practicó un sistemático exterminio de los milicianos de izquierdas y de todo aquel sospechoso de simpatizar con el Frente Popular. En Almendralejo se fusiló a mil prisioneros, incluidas cien mujeres. En apenas una semana avanzaron doscientos kilómetros.
El 7 de agosto, Franco vuela a Sevilla e instala su cuartel general en el lujoso palacio de la marquesa de Yanduri.
El 11 de agosto es tomada Mérida y el 15 de agosto, Badajoz. Tras la toma de esta ciudad se produjo lo que se conoce como la masacre de Badajoz, en la que las tropas moras asesinaron a varios miles de personas. Se lograron unir las tropas rebeldes de las dos zonas controladas, norte y sur. Las dificultades que Yagüe encontró para tomar Badajoz hicieron que Italia y Alemania se decidan a incrementar su ayuda a Franco. Mussolini envió un ejército de voluntarios, el Corpo Truppe Volontarie, de unos doce mil italianos plenamente motorizado, y Hitler, un escuadrón de profesionales de la Luftwaffe (2JG/88) con alrededor de veinticuatro aviones.
El 26 de agosto Franco traslada su cuartel general al palacio de los Golfines de Arriba en Cáceres. El 3 de septiembre, las tropas de Franco toman Talavera de la Reina. La publicidad de la ferocidad desplegada por las tropas moras en Badajoz provocó que parte de las milicias republicanas y de la población, huyeran de la ciudad antes de presentar batalla. El 20 de septiembre, las columnas llegan a Maqueda, a unos 80 km de Madrid. La decisión de Franco de avanzar por Extremadura, en lugar de hacerlo directamente por Córdoba, había sido cuestionada; pero después de avanzar a un ritmo vertiginoso, más de quinientos kilómetros en dos meses, conquistando las principales ciudades del suroeste, su prestigio nuevamente se vio reforzado.
Con las tropas en Maqueda, casi a las puertas de Madrid, Franco desvió fuerzas hacia Toledo para liberar el Alcázar. Esta controvertida decisión permitió a los republicanos reforzar las defensas de Madrid, pero personalmente le supuso un gran éxito propagandístico. El Alcázar era un foco de resistencia donde en los primeros días de la sublevación se habían refugiado un millar de guardias civiles y falangistas con sus mujeres e hijos. Estaban ofreciendo una resistencia desesperada. Las tropas de Franco los liberaron el 27 de septiembre, convirtiendo esta liberación en una leyenda y afianzando su posición dentro de los líderes rebeldes.
Se ha criticado el error estratégico de priorizar Toledo frente a Madrid, pero Franco era plenamente consciente del retraso que supondría tal decisión. Sin embargo, prefirió asegurarse el golpe de efecto que para su prestigio tendría el rescate del Alcázar, en unos momentos en que se estaba debatiendo la necesidad de una única jefatura militar, a la que Franco aspiraba. Así pues, la decisión fue más política que militar. Franco comentó al respecto que «cometimos un error militar y lo cometimos deliberadamente. Tomar Toledo exigía que desviáramos nuestras fuerzas de Madrid. Para los nacionales españoles, Toledo representaba un tema político que había que resolver».

### Ascenso al poder

Escudo de armas de España (versión burocrática) adoptado por el general Franco en 1938.

Sanjurjo había sido elegido por unanimidad para capitanear la sublevación. Con su muerte, la sublevación quedó descabezada, y los fracasos de Goded en Barcelona y Fanjul en Madrid dejaron al general Mola sin competidores en la carrera por dirigir el levantamiento. El 23 de julio, Mola creó una Junta de Defensa Nacional integrada por siete miembros y encabezada por Miguel Cabanellas (el general más antiguo) en la que no figuraba Franco. Fue el 3 de agosto cuando Franco es incorporado a la Junta. Para entonces, las primeras unidades de África habían cruzado el estrecho y Franco disfrutaba de unas relaciones privilegiadas con Italia y Alemania. En conversación telefónica, el 11 de agosto, ambos generales valoraron que no era efectivo duplicar los esfuerzos para conseguir la ayuda internacional y Mola cedió a Franco la relación con los que ya eran sus aliados y con ello, el control de los suministros.
A las dificultades que encontró Mola en su avance hacia Madrid (Mola tuvo que distraer tropas para responder al ejército republicano en el norte y su avance se vio frenado en el puerto de Somosierra) se contrapuso el vertiginoso avance de Franco. Si en los primeros momentos del levantamiento Franco no disponía de posibilidades de liderarlo, ya en septiembre (no habían pasado dos meses) se había convertido en el más sólido candidato para encabezarlo. El 15 de agosto Franco tomó una iniciativa que permite suponer que ya contempla esa posibilidad y que probablemente contribuyó a consolidar su posición. Franco, sin consultar con Mola, en un solemne acto público celebrado en Sevilla, adoptó la bandera roja y gualda. Posteriormente, la Junta de Defensa Nacional, forzada por esta iniciativa, confirmó oficialmente la bandera. Solo dos semanas antes, Mola había rechazado contundentemente a Juan de Borbón, el heredero de la corona, cuando intentó incorporarse al levantamiento. Franco, con esta iniciativa, se aseguraba así el apoyo de los monárquicos.

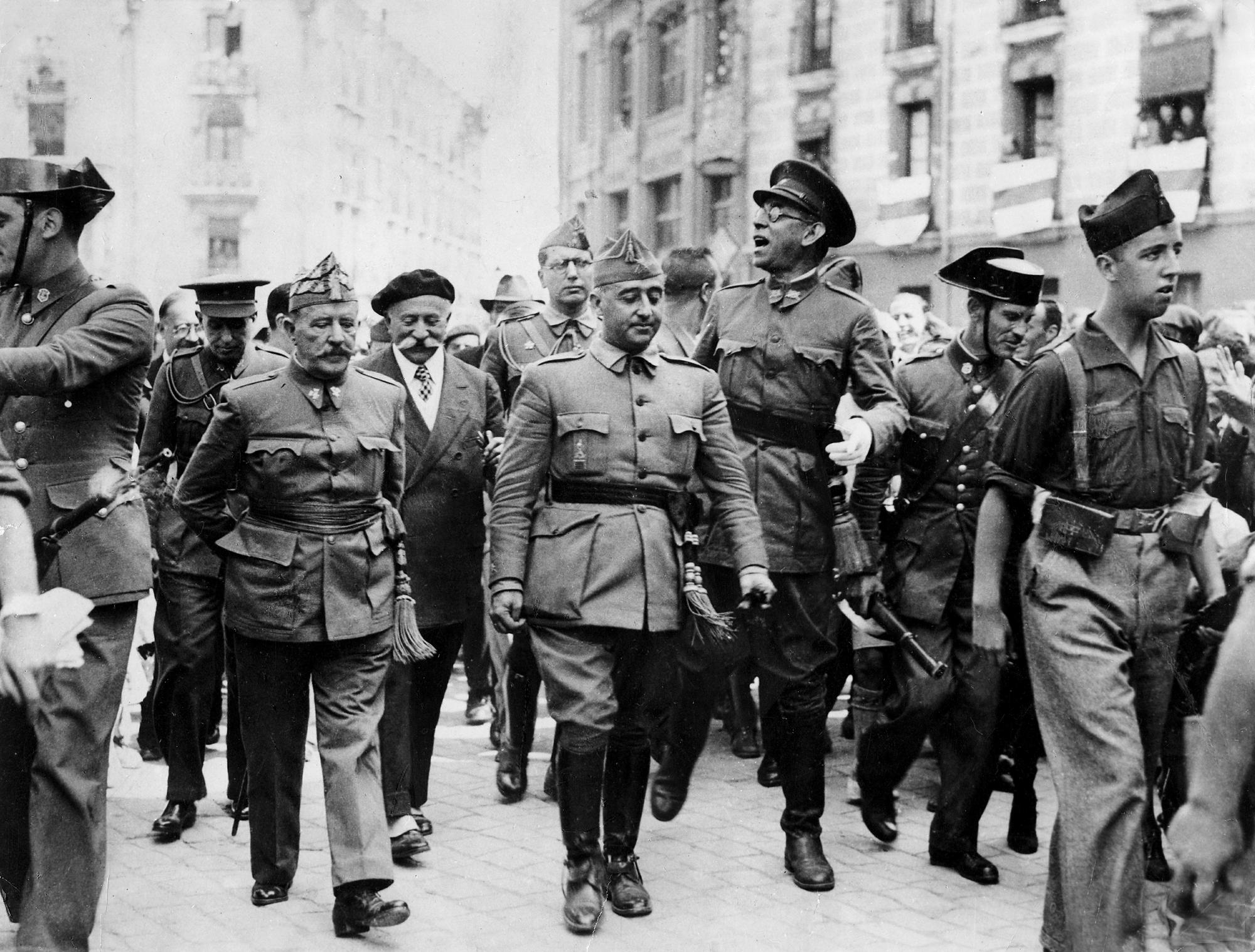
El general Franco en Burgos en agosto de 1936. A su izquierda el general Mola y a su derecha el general José Cavalcanti.

A finales de agosto, Eberhard Messerschmidt, representante en España de la operación alemana para enviar los suministros a los rebeldes, se entrevistó con Franco. Inmediatamente después envió el siguiente comunicado a Alemania: «Excuso decir que todo debe quedar en las manos de Franco para que pueda haber un dirigente que lo mantenga todo unido». Franco, por entonces disponía de un grupo de militares (Kindelán, Nicolás Franco, Orgaz, Yagüe y Millán Astray) dispuestos a maniobrar para elevarlo a comandante en jefe y jefe de Estado.
El 14 de septiembre se celebró en Burgos una reunión de la Junta en la que no se planteó el tema del mando único. El 17 de septiembre Queipo de Llano y Orgaz fueron incorporados a la Junta como vocales; y el 21 de septiembre, convocada por Franco, se reunió nuevamente la Junta, esta vez en Salamanca. En una reunión tensa, Kindelán insistió reiteradamente, con el apoyo de Orgaz, para que se tratase el tema del mando único. La reunión se había iniciado a las 11 de la mañana, se pospuso al mediodía y al reanudarse a las 4 de la tarde, Kindelán insistió: «Si en el plazo de ocho días no se nombra Generalísimo yo me voy». Kindelán propuso a Franco y contando incluso con la conformidad de Mola, Franco fue nombrado jefe de los ejércitos, Generalísimo. No contó con el apoyo de Cabanellas que propuso una dirección colegiada y recordó las vacilaciones de Franco para unirse al levantamiento hasta el último momento. La reunión terminó con el compromiso de mantener en silencio la decisión hasta que no se publicase en el decreto.

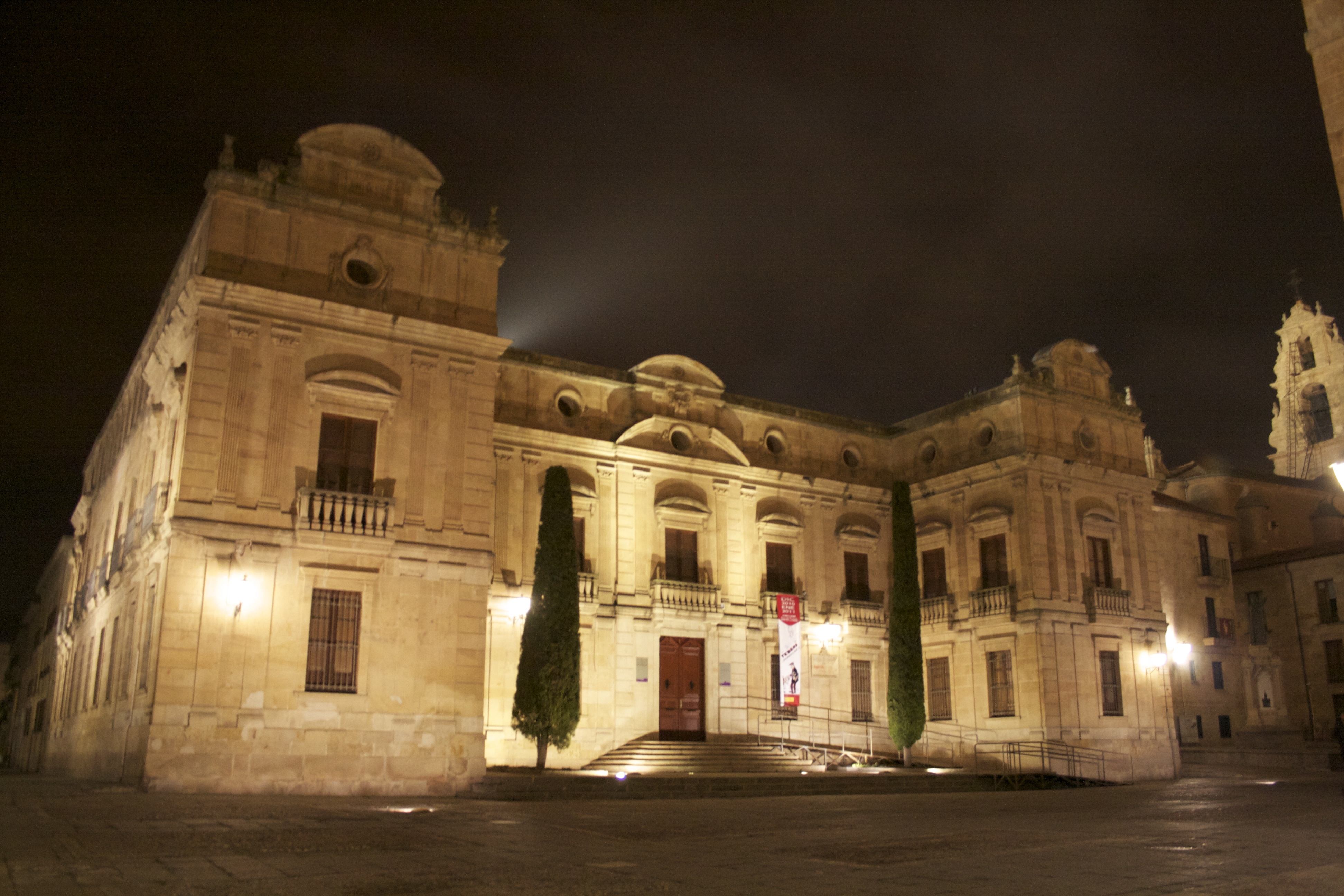
Palacio episcopal de Salamanca, sede del Cuartel General del Generalísimo Franco desde de su proclamación como jefe del Estado el 1 de octubre de 1936 hasta su traslado a Burgos.

Ese mismo día, Franco, retrasando el avance sobre Madrid, decide desviar sus tropas hacia Toledo, una plaza mucho más accesible que la capital, para liberar el Alcázar. El día 27 el Alcázar es liberado y en Cáceres se celebra una manifestación de exaltación a Franco.
Al día siguiente en Salamanca, el 28 de septiembre, se celebró otra reunión de la Junta de Defensa Nacional. Kindelán llevaba preparado un borrador del decreto por el que se nombraría a Franco Generalísimo de los ejércitos y jefe del Gobierno durante el periodo de guerra. Ante las reticencias del resto de miembros de la Junta a unir el mando militar y el político, Kindelán propuso una pausa para almorzar; y en el transcurso de ésta, presionó junto con Yagüe al resto de miembros del consejo para que apoyasen la propuesta. Reanudada la reunión la propuesta fue aceptada por todos excepto por Cabanellas y con las reticencias de Mola. El consejo quedó con el encargo de redactar el decreto definitivo. Al salir de la reunión, Franco comentó que «este es el momento más importante de mi vida».
Por su parte, el general Cabanellas comentó a varios miembros de la Junta:

Ustedes no saben lo que han hecho porque no lo conocen como yo, que lo tuve a mis órdenes en África como jefe de una de las unidades de la columna a mi mando; y si, como quieren va a dársele en estos momentos España, va a creerse que es suya y no dejará que nadie le sustituya en la guerra, ni después de ella, hasta la muerte.
Miguel Cabanellas.

El decreto fue redactado por el jurista José de Yanguas Messía, y en su primer apartado decía que «en cumplimiento del acuerdo adoptado por la Junta de Defensa Nacional, se nombra Jefe del Gobierno del Estado español al Excelentísimo señor general de División don Francisco Franco Bahamonde, quien asumirá todos los Poderes del nuevo Estado». Si bien la propuesta de Kindelán contemplaba que el nombramiento fuese durante el periodo de guerra, en el decreto no figuró esa limitación. Pese a haber sido nombrado «Jefe del Gobierno», Franco comenzó a referirse a sí mismo como «Jefe del Estado». Al día siguiente, los medios de comunicación franquistas daban la noticia de que había sido investido «jefe de Estado»; y, también ese mismo día, Franco firmó su primera orden como «jefe de Estado».

### Desde la batalla de Madrid hasta el final de la Guerra Civil

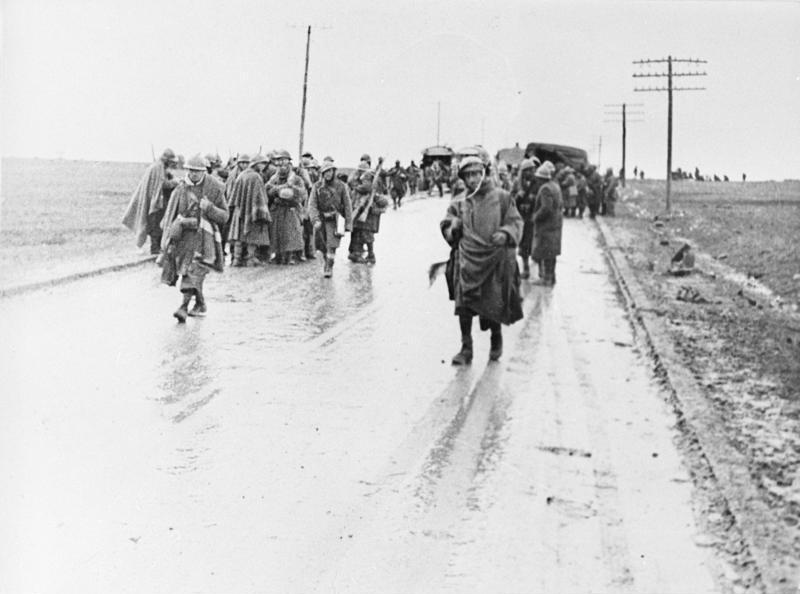
Avances de las tropas italianas del CTV durante la batalla de Guadalajara.

Una vez autonombrado jefe del Estado, comenzó el culto a su personalidad. «Se inició una campaña de propaganda al estilo fascista», la zona sublevada se inundó de carteles con su efigie, y los periódicos debían encabezarse con el eslogan: «Una Patria, un Estado, un Caudillo», copiado del «Ein Volk, ein Reich, ein Führer» de Hitler. Franco escogió, al igual que Mussolini escogiera Duce, la distinción de Caudillo, que sin embargo no tendría carácter oficial ni legal hasta un año después, cuando el 28 de septiembre de 1937 el BOE anunció la institución de la Fiesta Nacional del Caudillo, de obligada conmemoración hasta el final del régimen. A su paso, en sus discursos y en actos públicos se le aclamaba «¡Franco!, ¡Franco!, ¡Franco!» y se difundió masivamente sus supuestas virtudes: inteligencia, voluntad, justicia, austeridad... Surgieron sus primeros hagiógrafos calificándolo de «Cruzado de Occidente, Príncipe de los Ejércitos». A su dechado de virtudes se le añadieron dotes excepcionales: «Mejor estratega del siglo». Expresiones, citas, ocurrencias y discursos suyos se repitieron insistentemente en todos los medios de comunicación. Desde entonces, una de sus obsesiones fue la de controlar los medios de comunicación. Por otro lado, el 30 de septiembre, el obispo de Salamanca, Enrique Plá y Deniel, publicó una pastoral titulada Las dos ciudades —en alusión a La ciudad de Dios de san Agustín—, en que por primera vez calificaba de «cruzada» la sublevación.

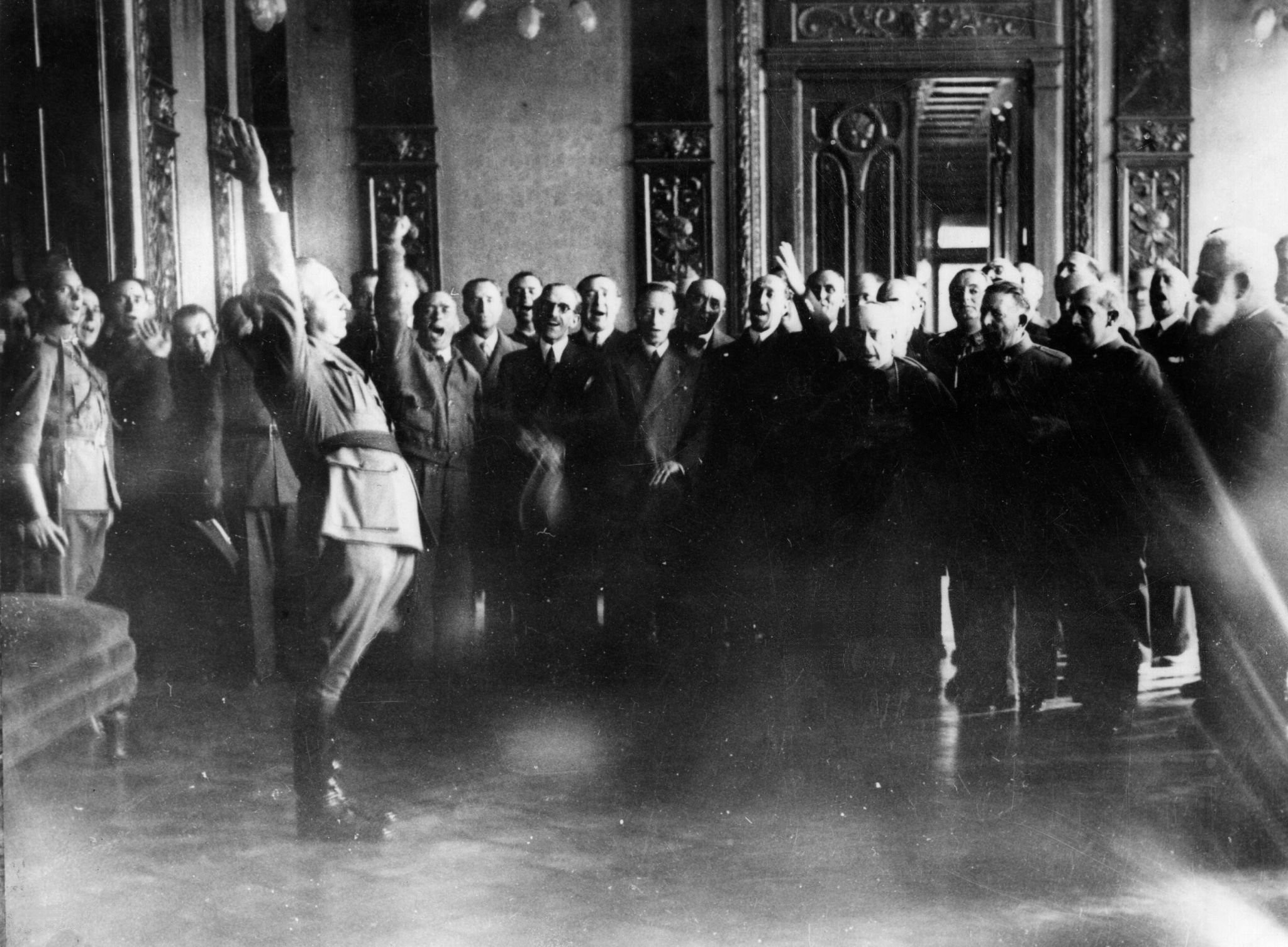
Francisco Franco siendo elegido jefe de Estado del bando sublevado a comienzos de la guerra civil española (1936-1939).

La investidura como jefe del Estado tuvo lugar el 1 de octubre de 1936 en Burgos, celebrada con una pomposa ceremonia. El Generalísimo declaró: «señores generales y jefes de la Junta: podéis estar orgullosos, recibisteis una España rota y me entregáis una España unida en un ideal unánime y grandioso. La victoria está de nuestro lado». Se disolvió la Junta de Defensa Nacional, y se creó una Junta Técnica del Estado presidida por el general Fidel Dávila. A Mola se le dio la jefatura del ejército del norte y a Queipo la del sur, mientras que Cabanellas fue relegado al puesto de inspector del ejército.
Franco envió telegramas a Hitler y Rudolf Hess en los que, en tono cordial, les comunicaba su proclamación. Hitler le respondió a través del diplomático alemán Karl Max Du Moulin-Eckart, quien se entrevistó con Franco el 6 de octubre, ofreciéndole el apoyo de Alemania, pero retrasando el reconocimiento del gobierno rebelde hasta la previsible toma de Madrid. Du Moulin informó en Berlín de la disposición de Franco: «La amabilidad con la que Franco expresaba su veneración por el Führer y Canciller, su simpatía por Alemania y la delicada efusividad de mi recepción, no permitían ni un momento de duda sobre la sinceridad de su actitud hacia nosotros». El 3 de octubre se trasladó a Salamanca ocupando el palacio Episcopal que le ofreció el obispo Plá y Deniel. Una estancia que supone breve, hasta el definitivo traslado a Madrid. El 7 de octubre diría: «Pronto estaré oyendo misa en Madrid». Fue entonces cuando estableció una Guardia Mora para su defensa personal. También desde entonces fue afianzando su posición política, que se fortaleció cuando el 20 de noviembre fue ejecutado en Alicante José Antonio Primo de Rivera, con lo que la Falange quedó en la órbita de Franco. En esta época aumentó su fervor religioso, oía misa diariamente a primeras horas de la mañana, había tardes en las que rezaba el rosario junto a su esposa Carmen Polo y, a partir de entonces, siempre dispuso de un confesor personal.
Las dos semanas siguientes a su nombramiento, Franco las dedicó a consolidar su posición de poder, las operaciones militares se retrasaron y hubo que esperar hasta el 18 de octubre para que la ofensiva contra la capital estuviese perfectamente preparada. El 15 de octubre, habían empezado a llegar al puerto de Cartagena las primeras armas soviéticas: 108 bombarderos, 50 tanques y 20 coches blindados que se embarcaron hacia Madrid, proporcionando al ejército de la República una breve igualdad de fuerzas. Desde entonces se iniciaría un nuevo tipo de guerra: hasta entonces, las tropas de África habían avanzado enfrentándose a milicianos mal pertrechados y a componentes de un ejército con escasa experiencia militar. Fue un tipo de guerra parecida a las coloniales que tanto estaban acostumbrados Franco, la Legión y los Regulares. Con la llegada del armamento soviético y la presencia del italiano y alemán, se inició una guerra de frentes en la que este armamento adquirió el protagonismo. No parece que Franco supiera adaptarse a esa nueva circunstancia. El 6 de noviembre el ejército franquista estaba frente a Madrid preparado para su asalto final. Ese mismo día, el Gobierno de la República había abandonado apresuradamente la capital, y desde el bando franquista, se vaticinaba que en cuestión de horas se presentarían en la Puerta del Sol, centro emblemático de la ciudad.
El 8 de noviembre comenzó la batalla de Madrid. Al ejército franquista dirigido por el general Varela se opuso un heterogéneo conglomerado de combatientes bajo la dirección del teniente coronel Vicente Rojo Lluch. Aunque el ejército franquista llegó a atravesar el río Manzanares y a ocupar varios barrios periféricos, finalmente y en combates cuerpo a cuerpo —principalmente en la Ciudad Universitaria—, fue repelido. En días posteriores, al ejército popular se sumaron las Brigadas Internacionales y la columna anarquista Durruti. El 23 de noviembre, ante la imposibilidad de tomar la ciudad, Franco decidió posponer el ataque. La resistencia de Madrid permitió que la República contuviera el avance franquista más de dos años, hasta el 1 de abril de 1939, día en el que Franco se alzaría con la victoria.
Consecuencia de esta derrota fue la definitiva internacionalización del conflicto. Ya a finales de octubre, Alemania había enviado al almirante Wilhelm Canaris y al general Hugo Sperrle a Salamanca para que investigasen el porqué de las dificultades que Franco estaba encontrando en la toma de Madrid. El resultado fue que el ministro de la Guerra alemán instó a Sperrle para que comunicara «enérgicamente» a Franco que sus tácticas de combate, «rutinarias y vacilantes», estaban impidiendo sacar partido a la superioridad aérea y terrestre que mantenía, lo que hacía peligrar las posiciones ganadas. Alemania desde ese momento intensificó su ayuda militar bajo la condición, aceptada por Franco, de que las fuerzas alemanas estuviesen bajo el mando de oficiales alemanes. A principios de noviembre la Legión Cóndor ya estaba en España, bajo el mando del general Sperrle. Una de sus primeras misiones, durante la batalla de Madrid, consistió en el bombardeo masivo de sus barrios populares; también protagonizó el bombardeo de Guernica. Otras fuerzas equipadas con carros de combate, armas motorizadas y bombarderos llegaron a Sevilla y, el 26 de noviembre, desembarcaron en Cádiz unidades compuestas por seis mil hombres, aviones, artillería y vehículos blindados. Mussolini, que también intensificó su ayuda, igualmente achacó a Franco el fracaso de las últimas operaciones y, el 6 de diciembre, nombró unilateralmente al general Roatta jefe de todas las fuerzas armadas italianas que actuaban en España y de aquellas que se sumasen en el futuro. El Ejército del Frente Popular, paralelamente, se vería reforzado por la ayuda militar soviética.
Posteriormente, en enero de 1937, Franco se vio obligado a aceptar un Estado Mayor conjunto italogermano y a incluir en su Estado Mayor a diez oficiales italianos y alemanes; así como asumir las estrategias militares que le marcaron, principalmente, los generales italianos. Franco fue aceptando muy a regañadientes todas estas imposiciones. Ante las exigencias del teniente coronel italiano Faldella, Franco diría:

Al fin y al cabo, se han enviado aquí tropas italianas sin pedir mi autorización. Primero me dijeron que venían compañías de voluntarios para incorporarse a los batallones españoles. Luego me pidieron que formaran por su cuenta batallones independientes y consentí. Después llegaron oficiales de alta graduación y generales para mandarlos, y por fin empezaron a llegar unidades ya constituidas. Ahora usted quiere obligarme a permitir que luchen juntas a las órdenes del general Roatta, cuando mis planes eran muy diferentes.

Según Preston, «estos comentarios manifestaban no solo el resentimiento de Franco por la ayuda italiana, sino también las limitaciones de su visión estratégica». La estrategia italiana de lograr una victoria rápida chocó con la de Franco que pretendía un lento avance consolidando perfectamente las posiciones: «En una guerra civil, es preferible una ocupación sistemática del territorio, acompañada por una limpieza necesaria, a una rápida derrota de los ejércitos enemigos que deje al país infectado de adversarios».
A las críticas alemanas e italianas también se sumaron las de generales que estuvieron muy cerca de él: Kindelán, poco después de terminada la guerra, escribiría a propósito del frente Norte y la toma de Bilbao:

El enemigo fue derrotado pero no perseguido; el éxito no se aprovechó, la retirada no se convirtió en desastre. Esto se debió al hecho de que, aunque la concepción táctica era magistral, como lo fue la ejecución, por otro lado, la concepción estratégica fue mucho más modesta.
Kindelán, Mis cuadernos de guerra.

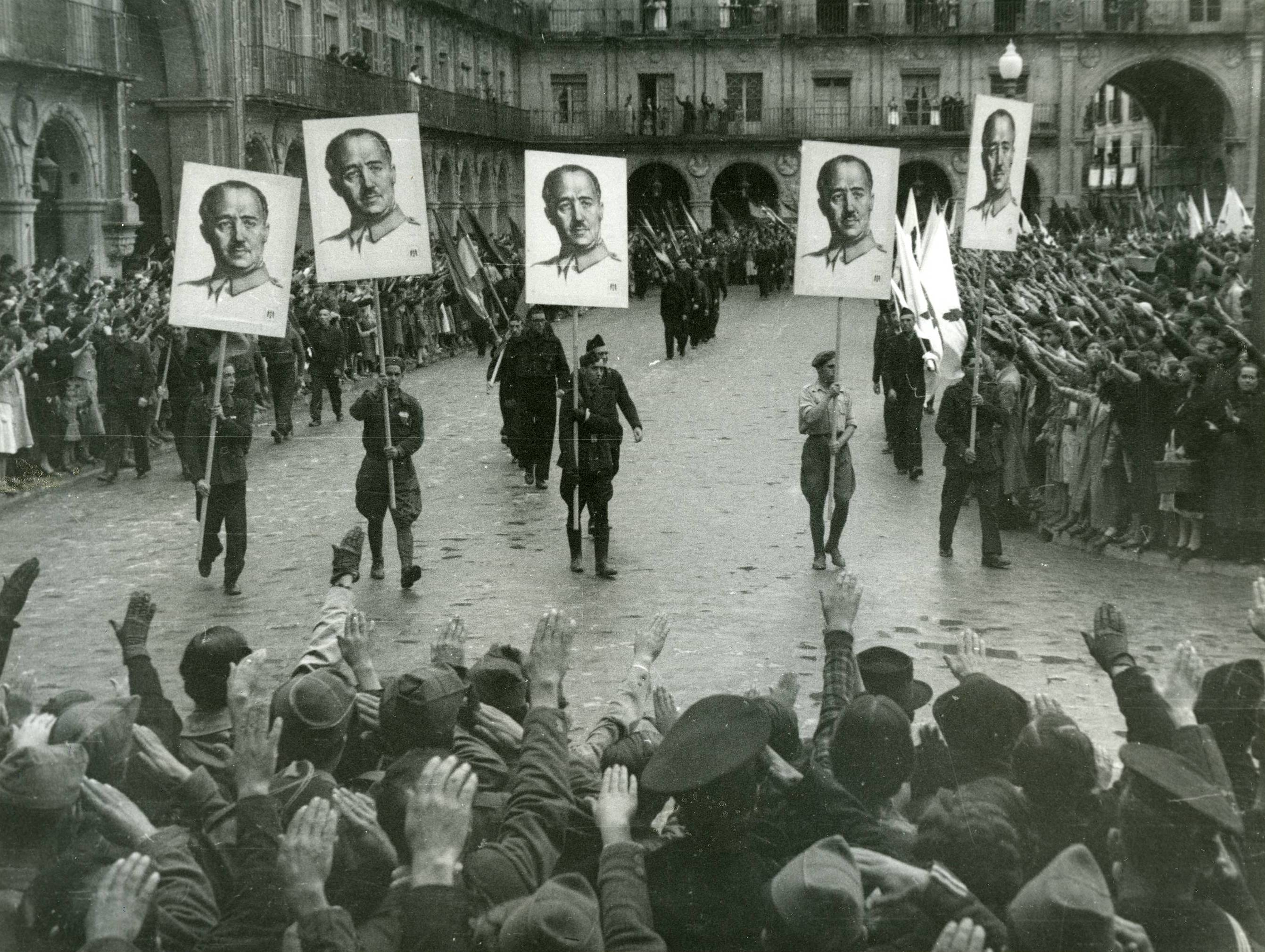
Manifestación en la Plaza Mayor de Salamanca para celebrar la toma de Gijón (1937).

Unos y otros coincidieron en que Franco, en los momentos cruciales, tomaba las decisiones con lentitud, siendo excesivamente cauteloso; y también, coincidieron en criticar su tendencia a distraer tropas de los objetivos estratégicos importantes. El general Sanjurjo ya había dicho unos años antes que «No es que sea un Napoleón». El general alemán Wilhelm Faupel comentó también que «la educación y experiencia militar de Franco no lo hacen apto para la dirección de las operaciones en su presente magnitud»; y el general italiano Roatta escribió en un telegrama a Mussolini que «el Estado Mayor franquista era incapaz de organizar una operación adecuada para una guerra a gran escala». No obstante, «juzgar a Franco por su capacidad para elaborar una estrategia elegante e incisiva es equivocarse del tema. Logró la victoria en la Guerra Civil del modo y en el tiempo en que quiso y prefirió. Aún más, obtuvo de esa victoria lo que más ansiaba: el poder político para rehacer España a su propia imagen, sin impedimentos por parte de sus enemigos en la izquierda y de sus rivales en la derecha».
Tras la ocupación del territorio, las tropas franquistas iniciaron una dura represión, que alarmó incluso a sus aliados italianos y alemanes. Debido a las protestas se cambiaron los asesinatos indiscriminados por las ejecuciones sumarias tras consejos de guerra, lo cual no supuso mucha diferencia. Ramón Serrano Suñer y Dionisio Ridruejo reconocieron posteriormente que «el Caudillo se las arreglaba para que los indultos de las sentencias de muerte llegaran solo después de que hubieran sido ejecutadas». En cambio, Franco sí cedió a los ruegos del cardenal Gomá para que cesasen las ejecuciones de sacerdotes católicos vinculados al nacionalismo vasco.
Entre marzo y abril de 1937 se sucedieron la batalla de Guadalajara y el bombardeo de Guernica. La primera fue una iniciativa y desastrosa derrota del Corpo Truppe Volontarie italiano, que pretendía descongestionar el frente de Madrid atacando Guadalajara. Franco permitió la operación con la promesa de un ataque conjunto, pero luego dilató la ayuda a los voluntarios italianos, que tuvieron que retirarse tras sufrir numerosas bajas. La premeditada acción del Generalísimo tuvo una buena dosis de revancha por la arrogancia italiana tras la conquista de Málaga. El bombardeo de Guernica fue una operación dentro de la ofensiva contra el País Vasco destinada a desmoralizar al enemigo, perpetrada por la Legión Cóndor alemana al mando del coronel Wolfram von Richthofen, mediante un intensivo bombardeo de la localidad de Guernica que destrozó la ciudad y dejó 1645 víctimas civiles. El ataque a una población indefensa fue un escándalo internacional, y fue inmortalizado por Pablo Picasso en su cuadro Guernica.
En abril de 1937, Franco se dedicó especialmente a afianzar su posición política. El Caudillo, que diría «Esto no es una guerra, es una cruzada», consiguió el apoyo incondicional de la Iglesia española y venció las primeras reticencias del Vaticano, hasta conseguir también su apoyo. La Iglesia concedió a Franco el privilegio de entrar y salir de las iglesias bajo palio. Tras la caída de Málaga el 7 de febrero de 1937 Franco se hizo con el brazo incorrupto de santa Teresa, que le acompañó durante el resto de su vida. Finalmente, su régimen fue sancionado mediante una carta pastoral titulada A los obispos de todo el mundo, publicada el 1 de julio de 1937, redactada por el cardenal Gomá y firmada por dos cardenales, seis arzobispos y treinta y cinco obispos.
Franco alejó al heredero de la corona procurando no incomodar a los monárquicos que lo apoyaban: cuando Juan de Borbón intentó de nuevo incorporarse al movimiento, diplomáticamente lo puso con los pies en la frontera, aduciendo que sería mejor para el heredero de la corona no tomar partido en la guerra. En una ocasión comentó: «primero, tengo que crear la nación; luego decidiremos si es buena idea nombrar un rey». Intentó crear un partido político franquista al estilo del creado por el dictador Primo de Rivera apoyándose en miembros de la CEDA, pero las reticencias de falangistas y carlistas, movimientos que habían adquirido una considerable fuerza desde la sublevación, le hicieron desistir y cambiar de estrategia. Descabezada la Falange tras el fusilamiento de José Antonio Primo de Rivera, Franco se preocupó de silenciar su muerte hasta que encontró la oportunidad de hacerse con su control. Aprovechando un enfrentamiento entre los líderes de la Falange, en abril de 1937 decretó su fusión con los carlistas, se autoproclamó jefe supremo del partido resultante (Falange Española Tradicionalista y de las Juntas de Ofensiva Nacional Sindicalista) y prohibió el resto de partidos políticos. Franco ya tenía un ejército y un partido en los que apoyarse para perpetuar su poder una vez terminada la guerra. En el acto de firma del Decreto de Unificación, Franco pronunció su afamado Discurso de Reconstrucción Nacional, en el que informaba a la población de la forma de gobierno que implantaría al finalizar la guerra. Esta locución sería repetida durante años por los medios propagandísticos de la dictadura.

Un estado totalitario armonizará en España el funcionamiento de todas las capacidades y energías del país, en el que, dentro de la Unidad Nacional, el trabajo, estimado como el más ineludible de los deberes, será el único exponente de la voluntad popular. Y merced a él, podrá manifestarse el auténtico sentir del pueblo español a través de aquellos órganos naturales que, como la familia, el municipio, la asociación y la corporación, harán cristalizar en realidades nuestro ideal supremo.
Francisco Franco.

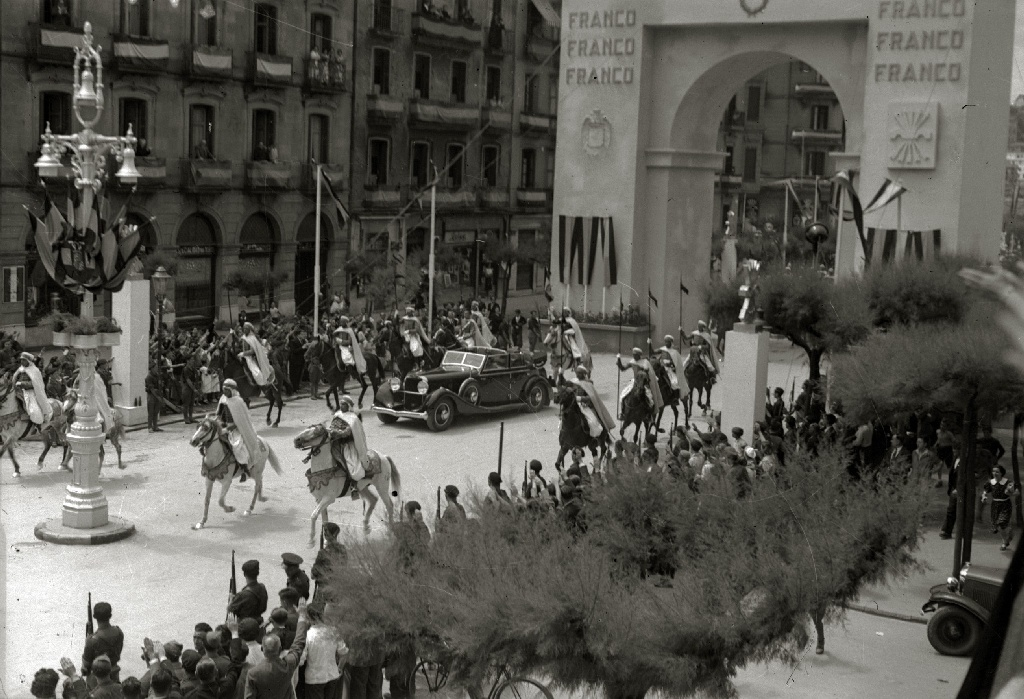
Entrada de Franco en San Sebastián (1939).

Entre 1937 y 1938 la guerra entró en una etapa de desgaste, en que las fuerzas nacionales fueron ganando terreno paulatinamente. El 3 de junio de 1937 murió el general Mola en un accidente aéreo, con lo que Franco vio reforzada su posición como líder indiscutible del Movimiento. Según el general alemán Faupel, «el Generalísimo indudablemente se siente aliviado por la muerte del general Mola». Hitler llegó a comentar: «la verdadera tragedia para España fue la muerte de Mola; ahí estaba el auténtico cerebro, el verdadero líder. Franco llegó a la cima como Poncio Pilatos al Credo». El 19 de junio el ejército nacional entró en Bilbao sin apenas resistencia, haciéndose con la poderosa industria vasca (fábricas, astilleros, altos hornos), con la que reforzaría sus suministros militares. Franco trasladó entonces su cuartel general al palacio Muguiro, en Burgos. El 26 de agosto tomaron Santander y, ese día, el ejército vasco —que se había trasladado a Cantabria— se rindió a las tropas italianas, bajo la promesa de no ser represaliados; sin embargo, Franco obligó al general italiano Bastico a entregarle los prisioneros, que fueron condenados a muerte. Según Preston, «los italianos quedaron horrorizados por la doblez y crueldad de Franco». En general, los nacionalistas vascos eran de ideología conservadora y católica, con lo que podrían haber llegado a un entendimiento; la acción de Franco provocó que «los vascos fueran sus enemigos más feroces y eficaces en los últimos años de su dictadura», según el historiador inglés. Tras la conquista de Vizcaya y Cantabria, los nacionales pasaron a Asturias y, el 21 de octubre, tomaron Gijón y Avilés. En esta fase la aviación del bando sublevado empleó una mezcla de bombas incendiarias y gasolina, en lo que sería una incipiente versión del napalm.
El 30 de enero de 1938 Franco nombró su primer Gobierno, que sustituyó a la Junta Técnica del Estado. El hombre fuerte a la sombra del Caudillo sería su cuñado, Ramón Serrano Suñer, como ministro de Gobernación. Fue nombrado vicepresidente y ministro de Asuntos Exteriores el veterano general Francisco Gómez-Jordana, antiguo miembro del directorio militar de Primo de Rivera. Entre el resto de miembros del gabinete destacaban: Fidel Dávila, ministro de Defensa Nacional; Severiano Martínez Anido, como responsable de Orden Público; el carlista conde de Rodezno en la cartera de Justicia; el monárquico Pedro Sainz Rodríguez en la de Educación; y el falangista Raimundo Fernández Cuesta en la de Agricultura, además de secretario general de FET y de las JONS. El 9 de marzo de 1938 el nuevo Gobierno aprobó una seudoconstitución titulada Fuero del Trabajo, inspirada en la Carta del Lavoro italiana; el nuevo estatuto garantizaba a los españoles «Patria, pan y justicia en un estilo militar y seriamente religioso». El 18 de julio de 1938, en el segundo aniversario del alzamiento, Franco fue nombrado capitán general del Ejército y la Armada, un grado reservado anteriormente al rey. A partir de entonces empezó a vestir en ocasiones el uniforme de almirante.
En la fase final de la guerra Franco cometió varios errores estratégicos: el 4 de abril de 1938 cayó Lérida, con lo que quedaba expedito el camino hacia Barcelona, el principal baluarte republicano después de la capital; sin embargo, Franco decidió seguir hacia Valencia, con lo que la contienda se retrasó varios meses. En julio se inició la batalla del Ebro, una sangrienta confrontación de cuatro meses que dejó un saldo de 21 500 fallecidos; pese a su falta de relevancia estratégica, Franco suspendió la campaña de Valencia y puso todo su empeño en aniquilar a las fuerzas republicanas. Su actitud enfureció a Mussolini, que comentó que «o el hombre no sabe cómo hacer la guerra o no quiere. Los rojos son combativos, Franco no». El 28 de octubre de 1938 murió su hermano Ramón; cuando se enteró de la noticia, Franco «no demostró el más mínimo atisbo de emoción», según Preston. En diciembre visitó Galicia, donde las autoridades de La Coruña le agasajaron con el regalo de la finca del Pazo de Meirás.
En 1939 cayeron los últimos reductos republicanos: el 15 de enero, Tarragona; el 26 de enero, Barcelona; el 27 de marzo, Madrid; el 29 de marzo, Albacete, Ciudad Real, Cuenca, Jaén y Sagunto; el 30, Alicante y Valencia; y, el 31, Almería, Murcia y Cartagena. El 1 de abril, Franco dictó el último parte de guerra: «En el día de hoy, cautivo y desarmado el Ejército Rojo, han alcanzado las tropas nacionales sus últimos objetivos militares. La guerra ha terminado».
En agosto de 1940, finalizada la Guerra Civil, la fortuna de Franco ascendió a 34.3 millones de pesetas, el equivalente en euros en 2015 sería de 388 millones de euros. La riqueza que acaudaló el dictador durante la guerra fue fruto de la expropiaciones, de los expolios y de diversas donaciones realizadas al «Estado español», de las que Franco se apropió, por parte de otras dictaduras.

## La dictadura

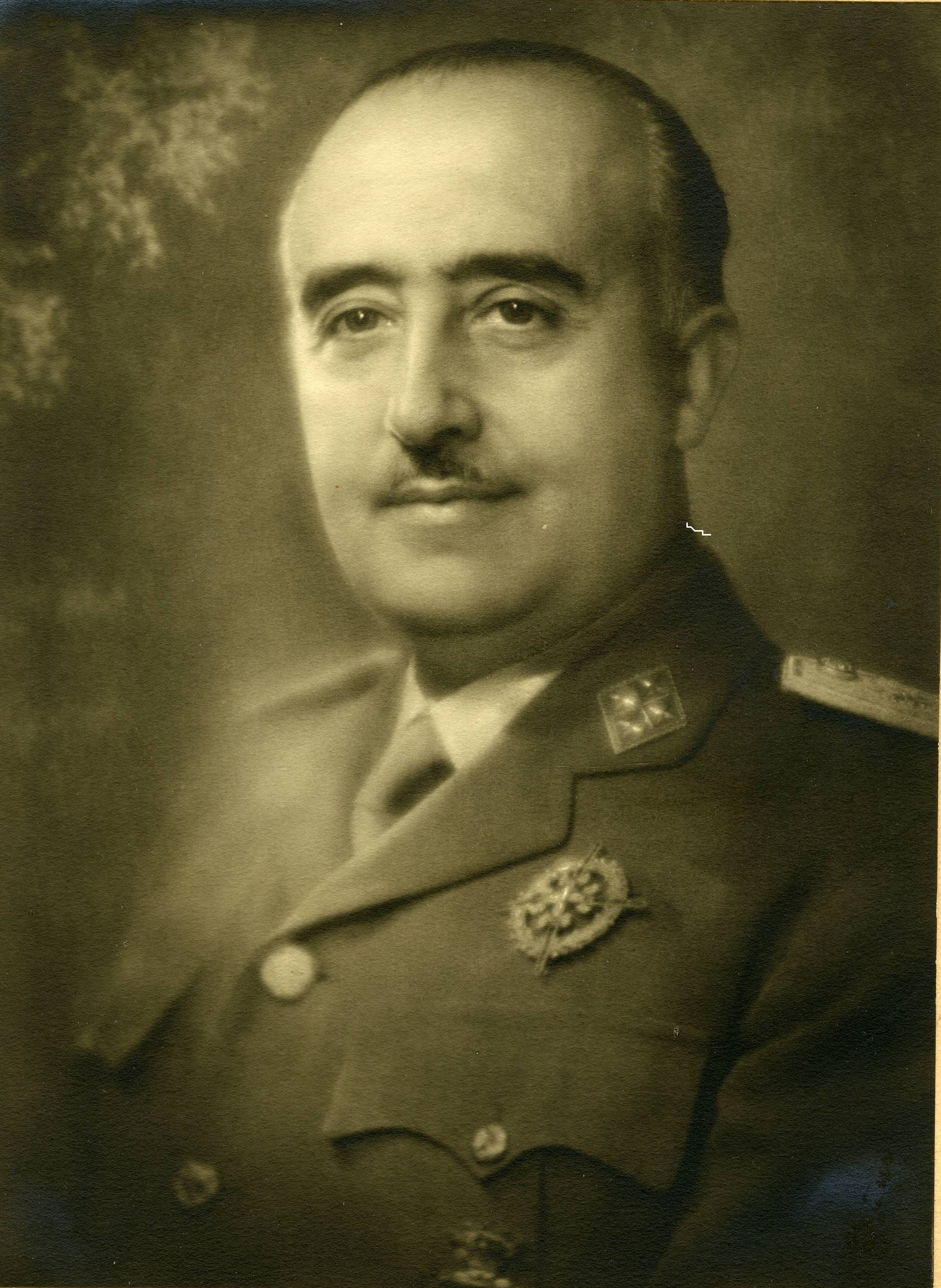
Franco con la Laureada de San Fernando, 1950.

Concluida la Guerra Civil el 1 de abril de 1939, se produjo el exilio de cerca de cuatrocientos mil españoles al extranjero, de los cuales se calcula que doscientos mil permanecieron en un exilio permanente.[cita requerida]
El 19 de mayo de 1939 se celebró el desfile de la Victoria. Ciento veinte mil soldados desfilaron frente a Franco y se le impuso la más alta condecoración militar española: la Gran Cruz Laureada de San Fernando. La principal avenida madrileña, el paseo de la Castellana, fue rebautizada como avenida del Generalísimo Franco. Según el comunicado de prensa, «la entrada del general Franco en Madrid seguirá el ritual observado cuando Alfonso VI, acompañado por el Cid, tomó Toledo en la Edad Media». La celebración se prolongó el día siguiente con otra ceremonia de carácter religioso celebrada en la iglesia de Santa Bárbara. Franco entró bajo palio, honor reservado al Santísimo Sacramento y a los reyes. Su acto central, en el que depositó la espada de la Victoria a los pies del Gran Cristo de Lepanto, traído ex profeso desde Barcelona, parecía recrear una ceremonia guerrera medieval. Ya en 1937 se proclamó su autoridad absoluta y se elevó hasta el punto de no responder sino ante Dios y la historia. Franco adquirió más poder que ningún otro gobernante en España. Poder que fue ampliando mediante sucesivos decretos. Franco mantuvo siempre al Gobierno subordinado a sus decisiones. Leyes, decretos y en general todas las acciones de gobierno y legislativas fueron fruto de sus decisiones personales. El 18 de octubre de 1939 Franco se trasladó a Madrid, donde pasó a residir en el palacio de El Pardo. Su sueldo como jefe del Estado se fijó en setencientas mil pesetas, sin incluir los que recibía como capitán general o como jefe nacional de Falange. Otro homenaje al triunfo franquista fue el monumento construido en el Valle de los Caídos, cerca de El Escorial, anunciado el 1 de abril de 1940.
Franco frustró desde el principio los anhelos de los monárquicos de restaurar a Alfonso XIII; poco antes de morir, el exmonarca comentó: «Elegí a Franco cuando no era nadie. Él me ha traicionado y engañado a cada paso». Instauró un régimen autárquico que pasó desde el totalitarismo de carácter fascista a la dictadura autoritaria. La ausencia de un ideario definido le permitió transitar de unas fórmulas dictatoriales a otras, rozando el fascismo en los cuarenta y a las dictaduras desarrollistas en los sesenta. La característica principal de su régimen fue el enorme peso del Ejército en las funciones políticas. También se apoyó en diferentes estamentos que se dio en llamar «familias»: los militares, la Iglesia, la Falange tradicionalista como partido único y sectores monárquicos y conservadores. Grupos con diferentes intereses y en algunos casos contrapuestos que Franco supo manejar apoyándose unas veces en unos, otras veces en otros, según sus intereses del momento. Según el historiador Preston, «su modo de gobierno sería el de un gobernador militar colonial plenipotenciario».
La ideología del franquismo se ha definido como nacionalcatolicismo, destacando su nacionalismo centralista y la influencia de la Iglesia en la política y demás ámbitos de la sociedad. Aunque «política e ideológicamente Franco se define sobre todo por rasgos negativos: antiliberalismo, antimasónico, antimarxista, etcétera», en su rudimentaria ideología destacaba una mentalidad cuartelaria que trasladó a los diferentes ámbitos de la sociedad española. Desde su posición de poder absoluto, intentó controlar todas las esferas de la vida española. Mediante la censura, la propaganda y la educación se puso en marcha «una de las hagiografías más alucinantes que ha conocido la historia contemporánea. Un hombre corriente, aunque habilísimo y tenaz para aprovechar con el mayor rendimiento sus circunstancias particulares, fue revestido de unos loores completamente desorbitados y, sin embargo, para muchos de sus seguidores ha sido no ya un gobernante excepcional, sino el más grande de los últimos siglos»:

Todos los españoles tenemos que meditar sobre este discurso. Hay en él tanta profundidad de ideas, tantas y tan admirables anticipaciones propias de un espíritu ungido por Dios para conseguir la grandeza de un pueblo, tantas perspectivas luminosas abiertas a nuestro futuro que lo juzgamos de una inmensa trascendencia para España.[...] Franco, que ganó la guerra con la espada, nos gana la paz con su certera visión de estadista y su esfuerzo permanente lleno de amor sin límites por la patria querida.
 ABC, Madrid, 2 de enero de 1940.

En 1939, con la ley de Responsabilidades Políticas, se empezó a purgar a los trabajadores de la cultura, especialmente a los periodistas. Todos los directores de los periódicos y revistas fueron nombrados por el Estado y tenían que ser falangistas. Franco llegó a identificar el destino de España con el suyo propio; a juicio del general Kindelán, el que más obrara para su nombramiento como jefe del Estado, Franco estaba «atacado por el mal de altura». En julio de 1939 Franco destituyó a Queipo de Llano —su principal rival en el bando nacional— de la jefatura militar de Andalucía, donde se había convertido prácticamente en un virrey; Queipo, que detestaba a Franco —le había puesto el apodo de Paca la culona—, lideraba la postura militar de oposición a la creciente fuerza de la Falange y había empezado a tramar un complot contra el Caudillo.

### La posguerra: la represión y los «años del hambre»

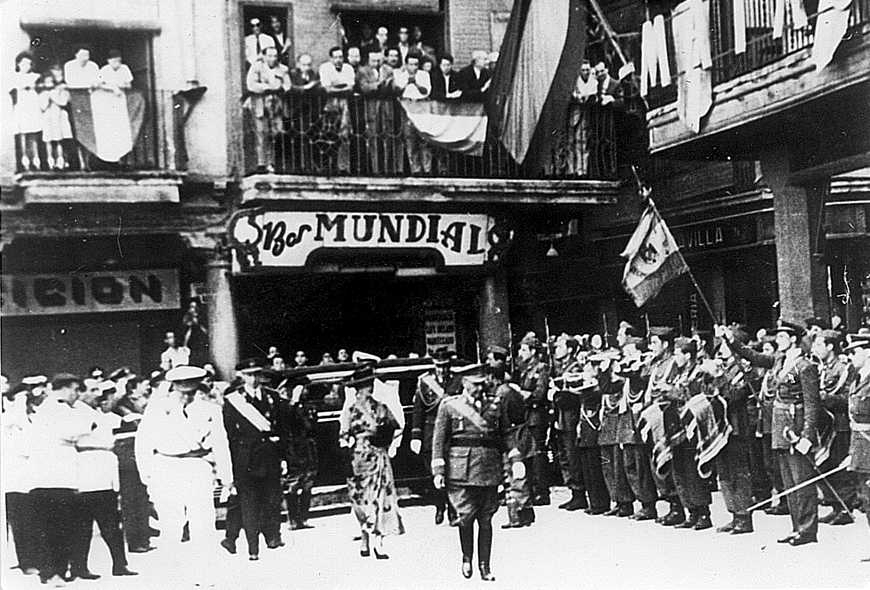
Franco en Reus, en 1940

En las cárceles de Franco en la posguerra, llegaron a hacinarse más de doscientas setenta mil personas en condiciones infrahumanas, y a las cincuenta mil ejecuciones que se estiman habría que sumar las muertes de aquellos que fallecieron en las cárceles por causa de estas condiciones. «Los avances en la comprensión de la represión como un fenómeno de más amplio alcance que las ejecuciones y los asesinatos van haciendo cada vez más inteligible la nueva realidad social que se fue configurando en torno al régimen».

Se mataba para eliminar a los peligrosos o potencialmente peligrosos, pero también se mataba pensando en los que sobrevivían. La población se constituye en carne de laboratorio para un proyecto totalitario de doctrina militarista, fascista y clerical. Hombres y mujeres serán sometidos a un proceso de trituración de la personalidad con el objeto de hacer posible su posterior reeducación en la doctrina victoriosa.
Mirta Núñez Díaz-Balart.

La represión se ejerció en muchos ámbitos: no solo fueron las ejecuciones y largas condenas de cárcel; se creó una sociedad donde los vencidos estaban excluidos de la vida política, cultural, intelectual y social. Se formaron también «brigadas penales» y «batallones de castigo» sometidos a trabajos forzados —como en el Valle de los Caídos—, que en numerosas ocasiones sirvieron de mano de obra gratis para numerosas empresas que se aprovecharon de sus servicios. También hay que añadir la represión económica: «Durante la primera etapa del régimen en virtud del favoritismo con que actuaba el Estado en favor de los vencedores o penando a los vencidos. En ese sentido puede decirse que en este terreno hubo, por así decirlo, un botín de guerra». La corrupción y el amiguismo vinieron a empeorar las condiciones de vida de la posguerra, y la desnutrición y las enfermedades provocaron al menos doscientas mil muertes por encima de la tasa de mortalidad anterior a la guerra.
Según Jorge Semprún, «la represión franquista, que fue brutal, no se puede comparar con las represiones estalinistas», ni tampoco fue tan brutal como la de Hitler. Sin embargo, cualquier otra comparación sirve para descubrir la desmedida represión que ejerció finalizada la guerra. Las cincuenta mil ejecuciones del franquismo no admiten comparación con los centenares de ejecuciones que se produjeron tras la Segunda Guerra Mundial en Francia, Alemania o Italia.
El nivel económico tras la guerra era de una penuria total, provocado por la casi aniquilación de la agricultura, que trajo una gran escasez de grano, así como la falta de combustible, que imposibilitaba el reparto de productos básicos entre la población. El 8 de octubre de 1939 se promulgó un plan de reactivación económica titulado Fundamentos y directivas de un Plan para la reorganización de nuestra economía en armonía con nuestra reconstrucción nacional, el cual, debido a su carácter autárquico, provocó aún más penuria, ya que reducía las importaciones y restringía la llegada de crédito internacional, además de mantener la peseta a un tipo de cambio sobrevalorado. Los llamados «años del hambre» estuvieron marcados por el racionamiento y el mercado negro (el estraperlo), así como la corrupción institucionalizada. La penuria económica provocó el aumento de la prostitución y la mendicidad, así como de las enfermedades epidémicas.
Más de cuatrocientos mil presos políticos fueron utilizados como mano de obra esclava. Según el historiador Javier Rodrigo, «buena parte de las políticas de construcción de la posguerra están hechas con mano de obra forzosa de prisioneros de guerra. Estos prisioneros provienen de campos de concentración que nacen con la lógica de superponer una política de violencia represiva, de transformación y de reeducación a esta lógica del aniquilamiento y la eliminación directa».

### Segunda Guerra Mundial. La etapa fascista

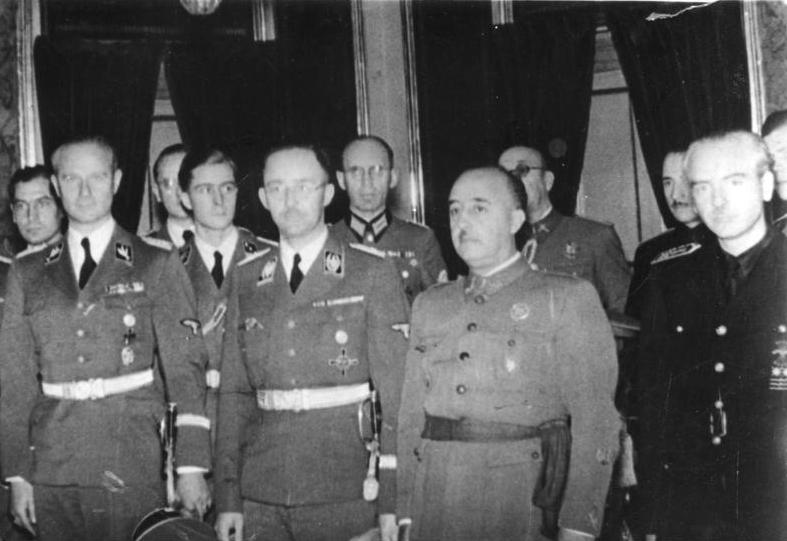
Franco junto a Heinrich Himmler, durante su visita a España (octubre de 1940).

La primera etapa de la dictadura franquista se caracterizó por su acercamiento al fascismo italiano y al nacionalsocialismo alemán, y por las personales aspiraciones imperialistas de Franco:

Hemos hecho un alto en la batalla, pero solamente un alto en la batalla. No hemos acabado nuestra empresa. No se ha derramado sangre de nuestros hermanos para volver a los tiempos blanduchos que nos trajeron los tristes días de Cuba y Filipinas. No queremos volver al siglo xix. Hemos derramado la sangre de nuestros muertos para hacer una nación y forjar un imperio.
Francisco Franco en el 4.º aniversario del alzamiento, 17 de julio de 1940.

El 27 de marzo de 1939 Franco había firmado el Pacto Antikomintern junto a Hitler y Mussolini y, el 31 de marzo, el tratado de amistad hispanoalemana. El 8 de mayo Franco sacó a España de la Sociedad de Naciones y ese verano programó dos visitas, una a Mussolini en Italia y otra a Hitler en Berlín, visitas que se pospusieron por el estallido de la guerra. Hitler le expresó a Franco sus deseos de sumarse al Eje; pero Franco le planteó que España necesitaba tiempo para recuperarse militar y económicamente, y remodeló su Gobierno incorporando a él falangistas y simpatizantes del Eje. El 9 de agosto de 1939 se constituyó el Segundo Gobierno de Francisco Franco, en el que fue nombrado ministro de Asuntos Exteriores Juan Luis Beigbeder, un defensor del Eje, sustituyendo al anglófilo Gómez-Jordana.
Hitler diría que, junto a Mussolini, Franco era el único aliado seguro. Declarada la guerra, Franco lamentó que se hubiese declarado demasiado pronto y adoptó una posición de neutralidad ante la invasión de Polonia, haciendo un llamamiento a la neutralidad a las grandes potencias. «Era evidente que sus llamamientos a la paz trataban de ayudar al Eje y hacer más difícil a las demás potencias la intervención en defensa de Polonia». Posteriormente, cuando en junio de 1940 Italia entra en guerra al lado de Alemania, a instancias de Mussolini, Franco cambia su declaración de neutralidad por la de no beligerancia. Aprovechando la coyuntura, el 14 de junio de 1940 España ocupó Tánger.
Más tarde, con motivo de la caída de Francia, Franco felicitó a Hitler:

Querido Führer: En el momento en que los ejércitos alemanes bajo su dirección están conduciendo la mayor batalla de la historia a un final victorioso, me gustaría expresarle mi admiración y entusiasmo y el de mi pueblo, que observa con profunda emoción el glorioso curso de la lucha que ellos consideran propia. [...] No necesito asegurarle lo grande que es mi deseo de no permanecer al margen de sus cuitas y lo grande que es para mi satisfacción al presentarle en toda ocasión servicios que usted estima como valiosos.
Carta de Franco enviada a Hitler el 3 de junio con motivo de la caída de Francia.

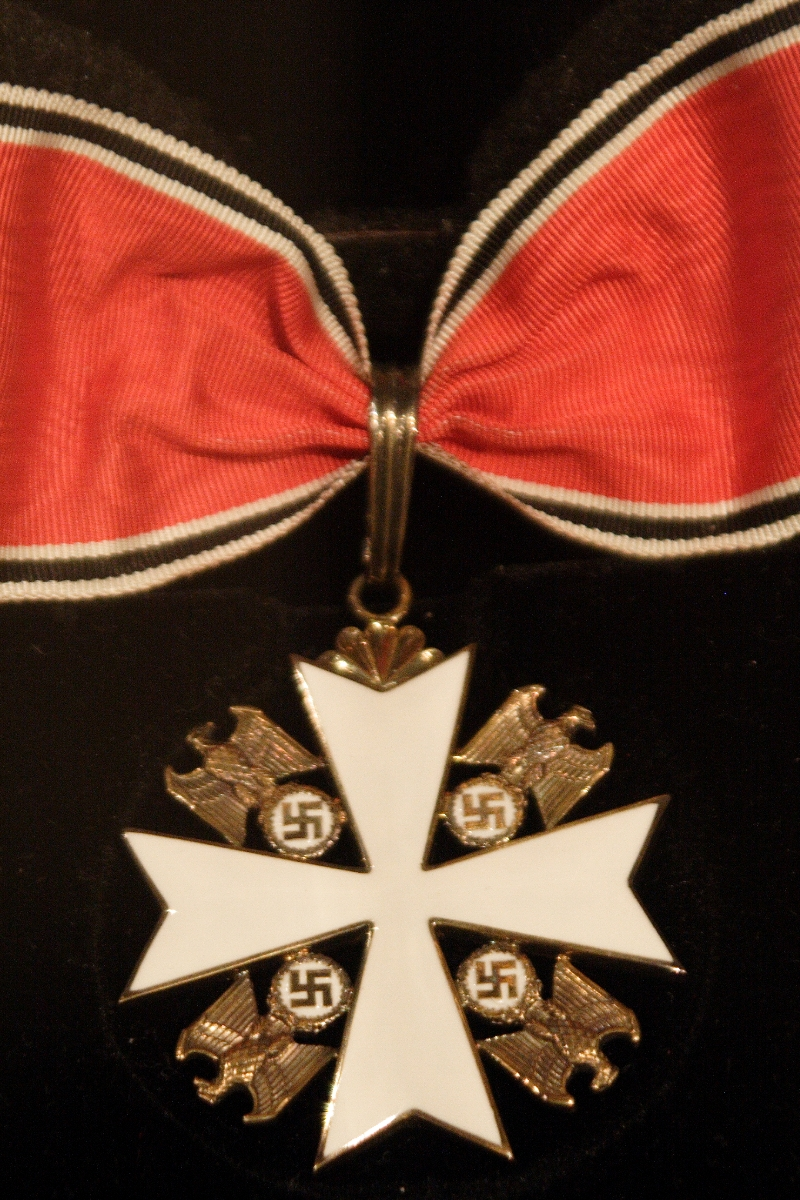
Gran Cruz de la Orden del Águila Alemana (en la imagen la Encomienda), que Hitler concedió a Franco el 18 de julio de 1940. Se trataba de la más alta condecoración del Tercer Reich que se podía conceder a un extranjero. Cuando el embajador alemán le impuso la medalla el 6 de septiembre, Franco emocionado habló de su fe en «el triunfo de nuestros ideales comunes».

En un principio Hitler desestimó el ofrecimiento de Franco, pero las dificultades que encontró en su guerra contra Inglaterra le hicieron pensar en la conveniencia de que España se incorporara al conflicto. El 8 de agosto de 1940, Berlín elaboró un informe sobre los costes y beneficios de la entrada de España en la guerra. España, sin la ayuda de Alemania, difícilmente soportaría el esfuerzo bélico. Con esta previsión la ventaja se centraba en la supresión de las exportaciones españolas de minerales a Inglaterra, el acceso de Alemania a minas de hierro y cobre de propiedad inglesa en España, y el control del estrecho de Gibraltar. Los inconvenientes serían una previsible ocupación inglesa de las islas Canarias y Baleares, la ampliación de Gibraltar, la posible conexión de las fuerzas británicas con las francesas en Marruecos y la necesidad de abastecer a España de productos de primera necesidad y combustible (ya que España se abastecía en terceros países de estas materias); también, la necesidad de rearmarla, añadiendo las dificultades que las carreteras estrechas y el diferente ancho de vía supondrían para el transporte de material bélico. Un segundo estudio pormenorizado de la ayuda que España necesitaría para entrar en la guerra desanimó a los alemanes. Ese verano existieron numerosos contactos entre España y Alemania. El 13 de septiembre de 1940, Serrano Suñer realizó un viaje a la Alemania nazi como enviado especial de Franco. Serrano le informó a los alemanes que España entraría en la guerra en el bando alemán a cambio de ayudas, armas y territorios del norte de África, donde España pudiera volver a instaurar un imperio.
En dicho encuentro Serrano dejaría un mensaje para Hitler y grabado en vídeo por los alemanes, en el que dijo:

La España falangista de Franco trae al Führer del pueblo alemán su cariño y su amistad, y su lealtad de ayer, de hoy y de siempre.
Mensaje de Ramón Serrano Suñer, Alemania, septiembre de 1940.

Según cuenta Reinhard Spitzy, quien fuera secretario y asesor de Joachim von Ribbentrop (ministro de Asuntos Exteriores de Alemania), al ministro Ribbentrop no le sorprendió la oferta de Serrano Suñer para entrar en la guerra y le dio a entender al enviado español que, «al fin y al cabo, España no era más que un pelele de Alemania» y que «a Hitler no le interesaba demasiado lo que España necesitaba para tomar parte en la guerra». El entusiasmo que mostró Franco ante la entrada de España en la guerra, que con el posterior reparto de África colmaría sus ambiciones imperialistas, contrastó con el escepticismo mostrado por Alemania. Las ambiciones de Franco respecto a sus ganancias en la guerra eran el Marruecos francés, una parte de Argelia y la ampliación del Sahara español y del territorio de Guinea Ecuatorial. También se habló en Hendaya de entregar a España la Cataluña francesa. Había también voces en el ala dura de Falange que pedían la anexión de Portugal. Sin embargo, estas ambiciones chocaron con las alemanas, que, a cambio de su ayuda militar, exigían la entrega de una de las islas Canarias, Fernando Poo y Annobón, a cambio del Marruecos francés. Pese a estas desavenencias, en una carta de Franco a Serrano Súñer en septiembre de 1940, expresaba que «creía ciegamente en la victoria del Eje y estaba completamente decidido a entrar en la guerra». El 16 de octubre de 1940 Franco nombró su tercer Gobierno, en el que Serrano Suñer sustituía en Asuntos Exteriores a Beigbeder, considerado aliadófilo.

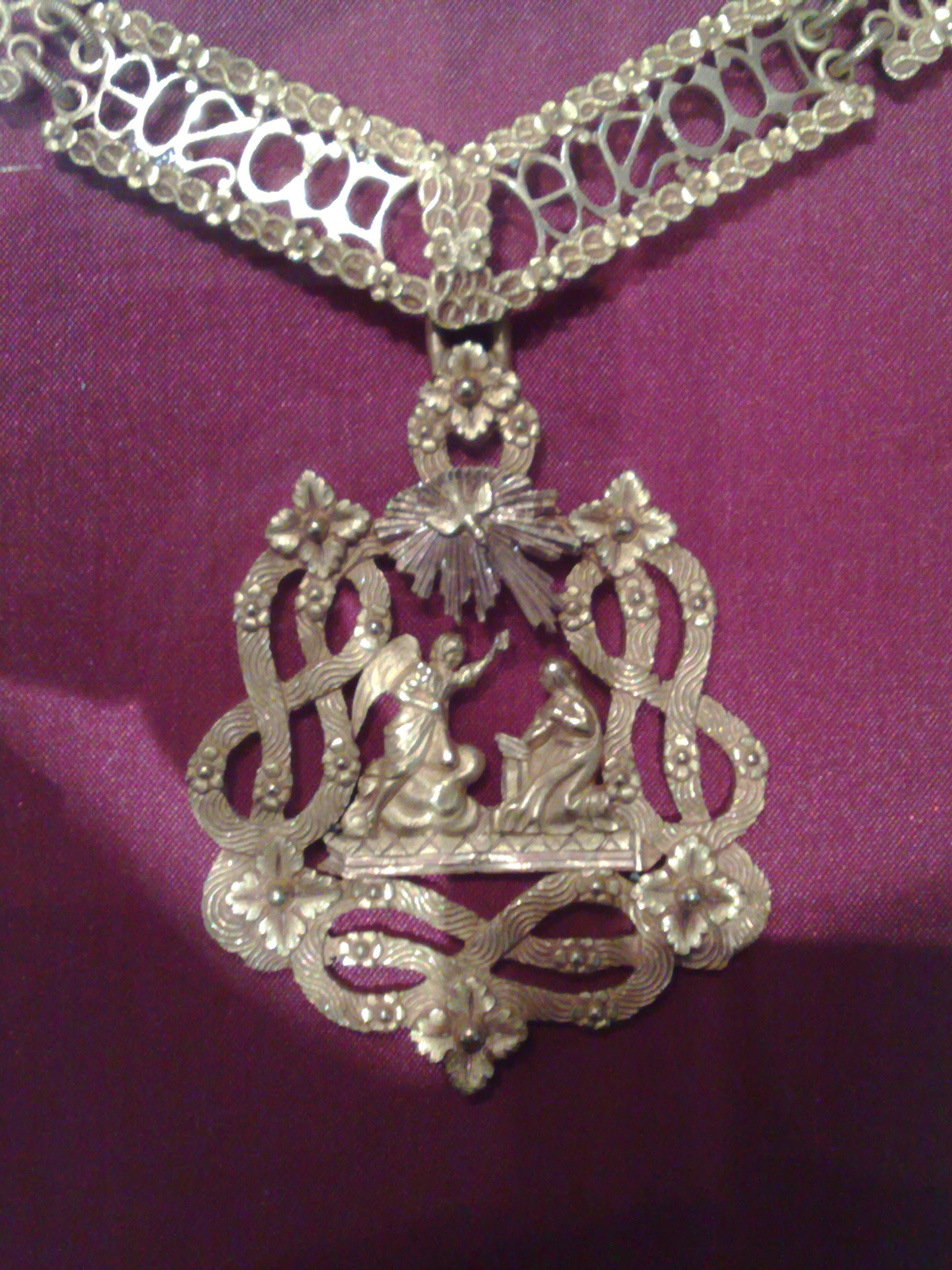
Collar de la Suprema Orden de la Santísima Anunciación concedido a Franco por el rey de Italia a propuesta de Mussolini y que le fue impuesto por el enviado especial del Duce el 11 de octubre de 1940.

El 23 de octubre de 1940, Franco partió, junto con Serrano Suñer, desde San Sebastián hacia Francia, donde se produjo la entrevista de Hendaya entre Hitler y Franco. Pese a que Franco salió con mucho tiempo de antelación, este llegó con cinco minutos de retraso a la cita, lo que le produjo un gran disgusto. Según Preston, «Franco acudió al histórico encuentro con Hitler en Hendaya con la esperanza de obtener una adecuada recompensa a sus reiteradas ofertas de unirse al Eje. Posteriormente sus propagandistas afirmarían que Franco contuvo brillantemente a las hordas nazis en Hendaya manteniendo a raya a un Hitler amenazador. De hecho, el examen del encuentro no indica una presión desmesurada por parte de Hitler a favor de la beligerancia española». Según Reinhard Spitzy, Hitler fue a la cita pensando que Franco tenía el deber de entrar en la guerra en el bando alemán y por todos los favores que Alemania le hizo a Franco durante la guerra civil española. Este también afirmó que Hitler, durante la conversación, consiguió persuadir a Franco para que entrara en la guerra como aliado de Alemania. Serrano Suñer afirmaría que Franco aceptó la propuesta de Hitler de entrar en la guerra y que, a cambio, quería algunos territorios africanos y protectorados. Serrano también afirmaría que, durante una hora y media, Franco estuvo explicándole a Hitler sus ambiciones y que el alemán no hacía sino bostezar una y otra vez durante todo ese tiempo. Serrano también comentaría que, ante las expectativas de poder anexionarse Marruecos, Franco estaba como «un niño ilusionado, encariñado con lo que había sido su deseo de siempre: el mundo en el que se había formado como gran jefe militar». El encuentro se prolongó durante varias horas. Las exigencias coloniales de Franco, que chocaban con otros intereses de Hitler, no fueron atendidas por este; y Hitler no consiguió flexibilidad por parte de Franco en sus pretensiones. Ambos comentarían la reunión en tono despectivo. Hitler diría que «con estos tipos no hay nada que hacer» y que preferiría que le sacasen tres o cuatro muelas antes que volver a conversar con Franco, a quien tildó de «latino charlatán». Más tarde comentaría a Mussolini que Franco «había llegado a Generalísimo y jefe del Estado español solo por accidente. No era un hombre que estuviera a la altura de los problemas de desarrollo político y material de su país». Goebbels anotó en su diario que «el Führer no tiene buena opinión de España y de Franco. [...] No están en absoluto preparados para la guerra; son hidalgos de un imperio que ya no existe». Por su parte, Franco comentaría a Serrano Suñer: «Es intolerable esta gente; quieren que entremos en guerra a cambio de nada». Pese a todo, se estableció un protocolo que «constituía un compromiso formal por parte de España para entrar en guerra al lado del Eje». Según Preston, en noviembre de 1940 Franco «tomó varias iniciativas peligrosas e innecesarias, que solo pueden interpretarse como indicio de su disposición a entrar en la guerra del lado del Eje». Incluso se trazó un plan para la toma de Gibraltar, denominado Operación Félix, que finalmente no se ejecutó por la reticencia española de entrar en guerra antes de estar preparada. Sin embargo, la situación económica española era desesperada, lo que obligó al Caudillo a recabar ayuda de Estados Unidos, mediante unos envíos de trigo efectuados a través de la Cruz Roja. Estos envíos estaban sujetos al mantenimiento de la neutralidad por parte de España. Franco comenzó entonces a jugar a dos bandas.

Despliegue previsto para la Operación Félix.

Entre los últimos meses de 1940 y los primeros de 1941, Franco escribió un guion de cine titulado Raza, bajo el seudónimo de Jaime de Andrade, un relato de inspiración autobiográfica teñido de romanticismo, que fue llevado al cine por José Luis Sáenz de Heredia. Según Preston, «la elección del título reflejaba la fascinación de Franco por el nazismo». El 12 de febrero de 1941 tuvo lugar la entrevista de Bordighera entre Franco y Mussolini, solicitada por Hitler para pedir a España su entrada en la guerra; sin embargo, de nuevo no se llegó a un entendimiento entre las reivindicaciones de unos y de otros. Para los alemanes, el encuentro fue la negativa definitiva de Franco a entrar en guerra y, aunque había voces solicitando la intervención directa alemana en España, esta resultaba imposible ante la urgencia de ayudar a las tropas italianas en los Balcanes. Aun así, el temor de un desembarco inglés en España hizo a los alemanes trazar un plan que cubriese esa eventualidad, denominado Operación Isabella, en abril de 1941.
En mayo de 1941 la rivalidad entre la cúpula militar y la Falange, así como los rumores sobre la creciente ambición de Serrano Súñer, provocó algunos cambios en el Gobierno por parte de Franco: fue nombrado ministro de la Gobernación el coronel Valentín Galarza, y entró en el Gobierno como subsecretario de Presidencia el capitán de navío Luis Carrero Blanco, quien sería su más fiel colaborador en el futuro. Serrano Súñer amenazó con dimitir como ministro de Asuntos Exteriores, pero finalmente permaneció en su cargo, aunque en una posición relegada. En el verano de 1941 Franco todavía confiaba plenamente en la victoria del Eje:

Yo quisiera llevar a todos los rincones de España la inquietud de estos momentos, en que con la suerte de Europa se debate la de nuestra nación, y no porque tenga dudas de los resultados de la contienda. La suerte está echada. En nuestros campos se dieron y ganaron las primeras batallas.[...] Se ha planteado mal la guerra, y los aliados la han perdido.
Discurso ante el Consejo Nacional de FET, 17 de junio de 1941.

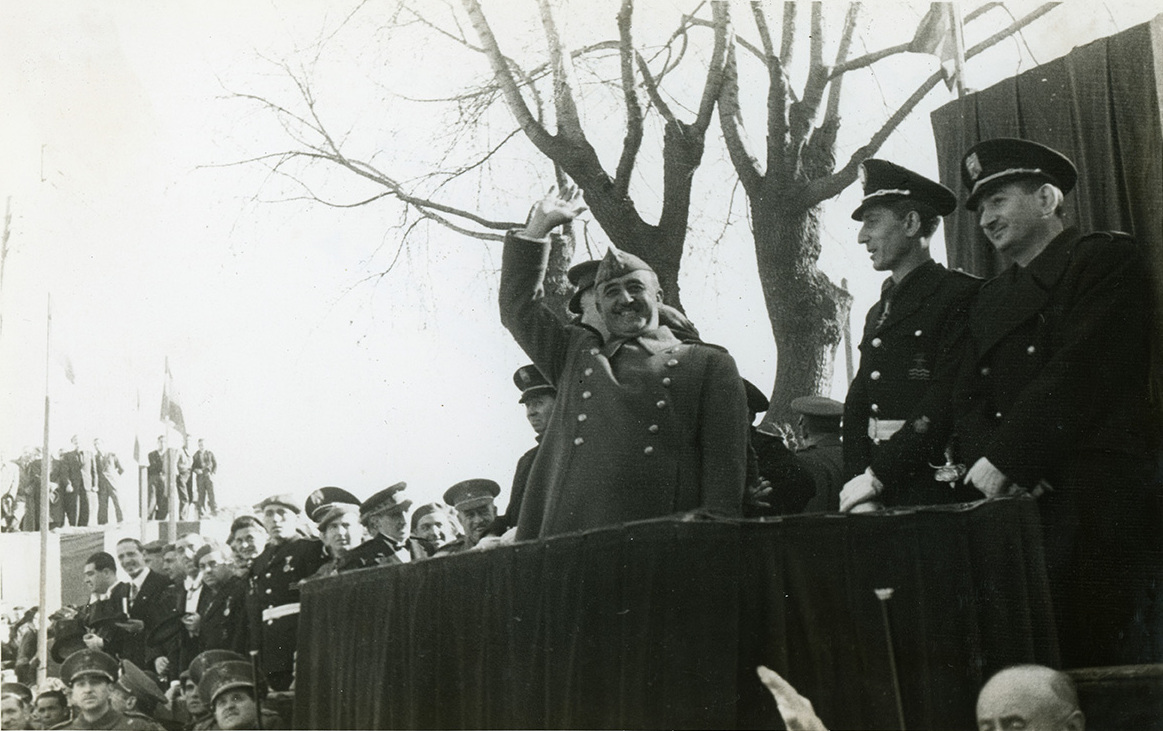
Visita de Francisco Franco a Barcelona (1942).

El 22 de junio de 1941 Alemania invadió la Unión Soviética. Pese a la neutralidad española, se formó un cuerpo de voluntarios falangistas, la División Azul, comandada por el general Agustín Muñoz Grandes, que fue enviada a Rusia bajo comandancia nazi. La campaña rusa disparó de nuevo el optimismo por la victoria del Eje y, el 2 de julio, Serrano Suñer declaró al diario Die Deutsche Allgemeine Zeitung que España pasaba de la «no beligerancia» a la «beligerancia moral». El 17 de julio Franco pronunció, ante el Consejo Nacional de Falange, un ferviente y agresivo discurso alabando al ejército nazi y reprochando a las potencias democráticas los intentos de chantaje a España para comprar su neutralidad con productos básicos. Esto alarmó a los aliados, hasta tal punto que los británicos comenzaron a hacer planes para ocupar las islas Canarias. También provocó que varios altos mandos militares (Orgaz, Kindelán, Saliquet, Solchaga, Aranda, Varela y Vigón), la mayoría de ellos monárquicos, empezasen a urdir planes para derrocar a Franco. Pese a todo, las crecientes dificultades económicas y los primeros reveses sufridos por Alemania en Rusia y el norte de África hicieron a Franco mantener la prudencia, haciéndole renunciar a sus sueños imperiales y a pensar sobre todo en su permanencia en el poder.
Durante 1942 Franco siguió jugando a dos bandas, aunque todavía era fiel al Eje y confiaba en su victoria. Según Preston, «mostraría la habilidad instintiva del que camina por la cuerda floja». A finales de aquel año relevó de la jefatura de la División Azul a Muñoz Grandes, un filonazi del que se rumoreaba que Hitler quería ponerlo en el lugar del Caudillo; fue sustituido por Emilio Esteban Infantes. En agosto de ese año tuvo lugar una de las crisis políticas más graves de su mandato: tras el atentado de Begoña, en el que un falangista lanzó una bomba contra un grupo de carlistas y monárquicos —punto culminante de un largo enfrentamiento entre el Ejército y la Falange—, dimitió el ministro del Ejército, José Enrique Varela, y Franco procedió a una remodelación de su Gobierno, en la que cesó al ministro de la Gobernación, Valentín Galarza —que había secundado a Varela— y, en contrapartida, cesó igualmente al falangista Serrano Suñer, que cada vez hacía más sombra al Caudillo. Serrano fue sustituido por Gómez-Jordana; Varela, por Carlos Asensio Cabanillas, y Galarza, por Blas Pérez González, que se convertiría en uno de los más fieles colaboradores de Franco. Por otro lado, el propio Franco asumió la presidencia de la Junta Política de Falange. Según Preston, «para Franco, Begoña fue el paso a la mayoría de edad política. Nunca más sería tan dependiente de un hombre como lo había sido de Serrano Suñer».
En los siguientes años de la contienda mundial, Franco continuó con su diplomacia dual, para la que concibió su teoría de las «dos guerras»: según él, había una guerra entre las potencias europeas, ante la que se declaraba neutral, y otra contra el bolchevismo, ante la que era beligerante. El 17 de marzo de 1943 inauguró unas cortes hechas a su medida, con un tercio de los diputados nombrados por él, otro tercio por los sindicatos falangistas y otro establecido con miembros de oficio (ministros, alcaldes, rectores universitarios, etcétera).
En la fase final de la guerra se fue decantando cada vez más hacia los aliados; aunque siguió prestando ayuda a los alemanes hasta el final, especialmente en la exportación de wolframio. También se mantuvieron en suelo español puestos de observación, instalaciones de radar y estaciones de interceptación radiofónica alemanes. A causa de estos factores, junto al internamiento de barcos italianos en puertos españoles y la presencia de la División Azul en la Unión Soviética, en febrero de 1944 Estados Unidos decidió interrumpir la exportación de petróleo a España. Sin embargo, la prensa española no difundió los motivos del embargo, haciendo creer que los aliados querían romper la neutralidad española, hecho que fortaleció la imagen interior de Franco. Pese a todo, en mayo se llegó a un acuerdo por el que se levantaba el embargo a cambio de la disminución de la exportación de wolframio a Alemania.
A la muerte de Gómez-Jordana en agosto de 1944, fue sustituido por José Félix de Lequerica, un notorio filonazi, lo que resintió las relaciones con los aliados. En octubre de 1944 se produjo la invasión del Valle de Arán por parte de tropas republicanas, que fue rechazada por el general Yagüe. En marzo de 1945 debió hacer frente a otro intento de restauración monárquica, tras el Manifiesto de Lausana publicado por Juan de Borbón. Varios destacados monárquicos dimitieron de su cargo, como el duque de Alba, embajador en Londres, y el general Alfonso de Orleans, jefe de la Región Aérea del Estrecho. En aquella ocasión Franco comentó a Kindelán: «Mientras yo viva, nunca seré una reina madre». Para contentar al sector monárquico, en abril de 1945 anunció la creación de un consejo del reino para preparar su sucesión. También promulgó una seudoconstitución llamada Fuero de los Españoles.
Con el fin de la guerra y la derrota de Alemania e Italia, se desvanecieron las aspiraciones imperialistas de Franco y su intento fascista. Según el historiador Reig Tapia, «si bien el naciente régimen político franquista asumió plenamente la decisión de crear ex novo un Estado totalitario alternativo al liberal-democrático, al igual que sus aliados naturales, el fascismo italiano y el nacionalsocialismo alemán, no pudo consumar su sueño, y la derrota de Hitler y Mussolini primero y el aislamiento internacional y la guerra fría después le obligaron a renunciar a sus objetivos, forzándole a renunciar al “ideal totalitario” en beneficio del “autoritarismo pragmático”».

#### Franco y los judíos

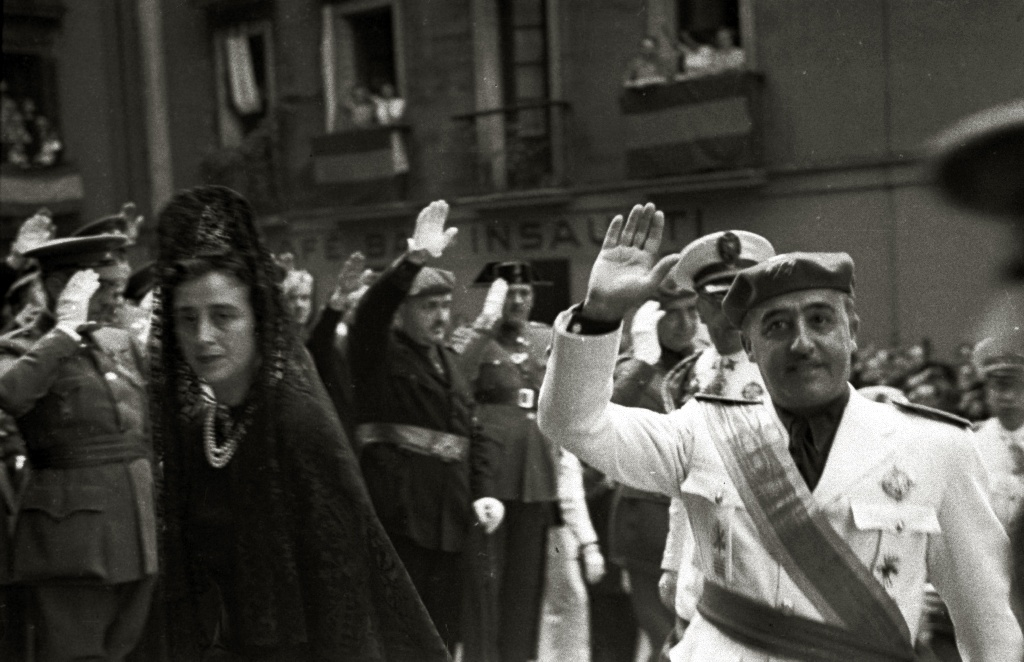
Llegada de Franco a la basílica de Santa María del Coro de San Sebastián en 1941.

Según el historiador Gonzalo Álvarez Chillida, el general Franco fue «filosefardí desde sus años en la guerra de Marruecos», como lo prueba el artículo «Xauen la triste» publicado en la Revista de tropas coloniales en 1926, cuando tenía treinta y tres años y acababa de ser ascendido a general de brigada. En el artículo resaltaba las virtudes de los judíos sefardíes con los que había tratado —y con los que trabó cierta amistad: alguno de ellos le ayudó activamente en el alzamiento de 1936—, que contrastaba con el «salvajismo» de los «moros». En su guion de la película Raza (1942), aparece un episodio en el que se refleja este filosefardismo. El protagonista visita con su familia la sinagoga de Santa María la Blanca de Toledo y allí dice: «Judíos, moros y cristianos aquí estuvieron y al contacto con España se purificaron». «Para Franco, como vemos, la superioridad de la nación española se manifestaba en su capacidad de purificar hasta a los judíos, convirtiéndolos en sefardíes, bien diferentes de sus demás correligionarios», afirma Álvarez Chillida. El filosefardismo de Franco se ha intentado explicar por sus supuestos orígenes judeoconversos —que algunos han relacionado incluso con su devoción a santa Teresa de Jesús, de familia conversa—, pero no hay ninguna prueba al respecto —al parecer, el nazi Reinhard Heydrich ordenó una investigación sobre la cuestión sin ningún resultado—. De todas formas, el filosefardismo del general Franco no afectó a su política de mantener España libre de judíos, salvo en sus territorios africanos.
«Franco era mucho menos antisemita que muchos de sus compañeros de armas, como Mola, Queipo de Llano o Carrero Blanco, y ello influyó sin duda en la política de su régimen respecto de los judíos», afirma Álvarez Chillida. En sus discursos y declaraciones durante la Guerra Civil, no utilizó ninguna expresión antisemita.[cita requerida] Aparecieron por primera vez tras la victoria en la guerra, concretamente en el discurso que pronunció el 19 de mayo de 1939 tras el desfile de la Victoria:

No nos hagamos ilusiones: el espíritu judaico que permitía la gran alianza del gran capital con el marxismo, que sabe tanto de pactos con la revolución antiespañola, no se extirpa en un solo día y aletea en el fondo de muchas conciencias.
Francisco Franco, 19 de mayo de 1939.

En su discurso de fin de año, cuando Hitler acababa de barrer del mapa a Polonia y estaba internando en guetos a los judíos polacos, se mostró comprensivo con:

[...] los motivos que han llevado a distintas naciones a combatir y a alejar de sus actividades a aquellas razas en que la codicia y el interés es el estigma que las caracteriza, ya que su predominio en la sociedad es causa de perturbación y peligro para el logro de su destino histórico. Nosotros, que, por la gracia de Dios y la clara visión de los Reyes Católicos, hace siglos nos libramos de tan pesada carga…
Francisco Franco, 31 de diciembre de 1939.

Una posición que mantuvo incluso después de que comenzaran los reveses para los nazis en la guerra.
Así, en abril de 1943, tras la derrota alemana de Stalingrado, el Generalísimo escribió al papa Pío XII:

Se mueven, entre bastidores, la masonería internacional y el judaísmo imponiendo a sus afiliados la ejecución de un programa de odio contra nuestra civilización católica, en el que Europa constituye el baluarte principal por considerársele el baluarte de nuestra fe.

Sin embargo, las manifestaciones más antisemitas del general Franco datan de dos artículos que, en 1949 y 1950, escribió para el diario Arriba firmados con el seudónimo de Jakin Boor, en los que vincula a los judíos con la masonería y los califica de «fanáticos deicidas» y «ejército de especuladores acostumbrados a quebrantar o a bordear la ley». Según Álvarez Chillida, esos artículos responden al voto en la ONU de Israel contrario al levantamiento de las sanciones internacionales contra España acordadas en 1946. En el artículo titulado «Acciones asesinas», publicado el 16 de julio de 1950, el general Franco da plena credibilidad al libelo antisemita Protocolos de los Sabios de Sión, gracias a los cuales, según él, se ha podido conocer la conspiración del judaísmo «para apoderarse de los resortes de la sociedad».

### La España de la posguerra mundial

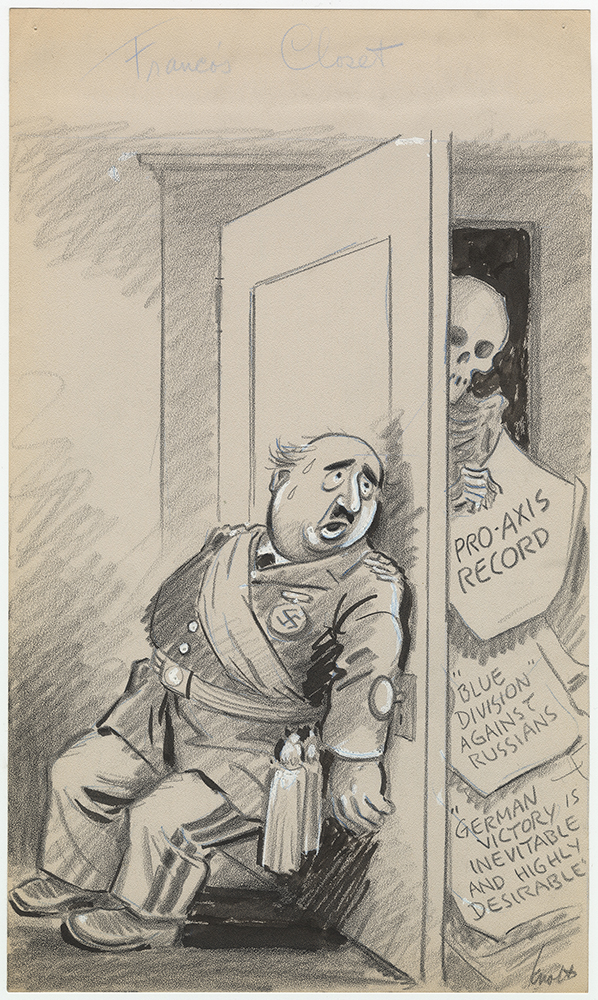
Caricatura del dibujante estadounidense John F. Knott (1945) en el que aparece un general Franco con la esvástica nazi que se ve amenazado por su colaboración con las potencias del Eje en la Segunda Guerra Mundial, como las declaraciones a favor de la victoria de la Alemania nazi o el envío de la División Azul al frente ruso.

En el encuentro de Hendaya Franco había adquirido el compromiso de adherirse al Eje, compromiso que dejaba en manos de España la fecha de esa adhesión que nunca se materializaría.
Los requerimientos de Hitler para su incorporación nunca fueron atendidos.

Alemania pidió la intermediación de Italia. Franco se entrevistó con Mussolini en Bordighera el 12 de febrero de 1941; la entrevista fue muy cordial; Mussolini entendió los argumentos españoles y salió con la certeza de que Franco no podía ni quería ir a la guerra.
Juan Pablo Fusi.

No obstante, Franco, sin alterar su declaración de no beligerancia, prestó apoyo a Alemania. Los submarinos alemanes utilizaron los puertos españoles como base para sus reparaciones y abastecimiento, lo que les permitió extender su radio de acción. También los aviones alemanes utilizaron los aeropuertos españoles con los mismos fines, quedando demostrado por el Consejo de Seguridad de las Naciones Unidas que operaron desde ellos en misiones contra la flota aliada. Y en junio de 1941, tras una beligerante campaña de prensa, se creó la División Azul, que lucharía junto a Alemania en el frente soviético hasta 1944. Con la evolución de la guerra, ante la inminente derrota del Eje, la primera evolución del franquismo fue su «desfascistización». En 1943 la delegación nacional de Propaganda daba instrucciones muy concretas:

Como norma general, deberá tenerse en cuenta la siguiente: en ningún caso, bajo ningún pretexto, tanto en artículos de colaboración como en editoriales y comentarios…, se hará referencia a textos, idearios ejemplos extranjeros al referirse a las características y fundamentos políticos de nuestro movimiento. El Estado español se asienta exclusivamente sobre principios, normas políticas y bases filosóficas estrictamente nacionales. No se tolerará en ningún caso la comparación de nuestro Estado con otros que pudieran parecer similares, ni menos aún extraer consecuencias de pretendidas adaptaciones ideológicas extranjeras a nuestra patria.
La España franquista en sus documentos.

Aunque no cesó la colaboración, el régimen se fue alejando paulatinamente del Eje y, con la caída del Tercer Reich, se enviaron directrices para que la derrota se viese como el triunfo del régimen. Según estas directrices, España se había mantenido alejada de la guerra y siempre estuvo preocupada por la paz. En el plano internacional, «Franco iniciaría en el otoño de 1944 una operación de cosmética política que daría al Régimen una fachada más aceptable». El 3 de noviembre Franco declararía a la agencia de noticias United Press que España nunca había sido nazi o fascista.
En 1945, la recién creada ONU rechazó el ingreso de España y, al año siguiente, recomendó a sus miembros la retirada de sus embajadores: «No hay lugar en las Naciones Unidas para un Gobierno fundado sobre principios fascistas». Franco respondió convocando una gran manifestación en la plaza de Oriente de apoyo al régimen, como haría en sucesivas ocasiones en las que la presión internacional le obligaría a mostrar un respaldo. El pueblo español sufrió las consecuencias del aislamiento que le impusieron al régimen naciones como Francia, Reino Unido y Estados Unidos, que no veían con buenos ojos la pervivencia de un régimen fascista en Europa. Solo la Argentina de Perón firmó un tratado de relaciones comerciales en enero de 1947, ratificado con la visita de Evita, la primera dama, en junio del mismo año.
Durante estos años Franco lidió con diversos frentes abiertos: la oposición monárquica en el interior, la de exiliados republicanos en el exterior y la de las potencias aliadas en torno a la ONU. También debió enfrentarse a los guerrilleros del maquis, activos hasta 1951. Su estrategia fue cimentar su respaldo basándose en tres ejes principales: la Iglesia, el Ejército y la Falange; junto a ello, confiaba en que la situación geopolítica de España en el marco de la nueva situación internacional que cristalizó en la Guerra Fría le permitiría mantener su régimen. Para mantener el respaldo interior, creó la imagen de una España asediada por la «ofensiva masónica», que necesitaba más que nunca mantener el orden y la unidad. En agosto de 1945 comentó a su hermano Nicolás: «Si las cosas andan mal, yo terminaré como Mussolini, porque resistiré hasta derramar mi última gota de sangre. Yo no me fugaré como hizo Alfonso XIII». Franco ligó, además, su destino al de España: según Preston, «al pretender que el aislamiento internacional estaba dirigido contra España y no contra su persona, Franco dejaba de ser la causa de los males del país para convertirse en el campeón que la defendía de sus enemigos ancestrales». Esta postura provocó, a su vez, que la dura situación económica en la que estaba sumida el país, a causa principalmente de la política autárquica del Gobierno, fuese achacada al «bloqueo internacional».
En julio de 1945 renovó su Gobierno, del que salieron los miembros más vinculados al Eje: Lequerica fue sustituido en Asuntos Exteriores por Alberto Martín-Artajo, y Asensio, por Fidel Dávila como ministro del Ejército; se suprimió la cartera de ministro secretario general del Movimiento. De forma paralela, en agosto de 1945 se formó un Gobierno en el exilio presidido por José Giral. En septiembre de 1945, ante la presión británica, Franco retiró las tropas españolas de Tánger; también se abolió el saludo fascista. En diciembre de ese año, Estados Unidos retiró a su embajador, que no sería reemplazado hasta 1951. Por su parte, en febrero de 1946 Francia cerró la frontera con España y rompió las relaciones económicas entre ambos países.
Durante estos años el régimen franquista prestó auxilio a numerosos prófugos nazis, fascistas y colaboracionistas de Vichy, como el general belga de las SS Léon Degrelle, el general italiano Gambara o el alemán Otto Skorzeny. En un informe publicado por un subcomité de la ONU el 31 de mayo de 1946, se especificaba que el régimen franquista había nacido gracias a la ayuda prestada por el Eje, que era de carácter fascista, que había colaborado con el Eje durante la Segunda Guerra Mundial y posteriormente dando refugio a criminales de guerra, y que practicaba una dura represión contra sus adversarios internos; concluía, además, que «representaba una amenaza potencial para la paz y la seguridad internacionales».

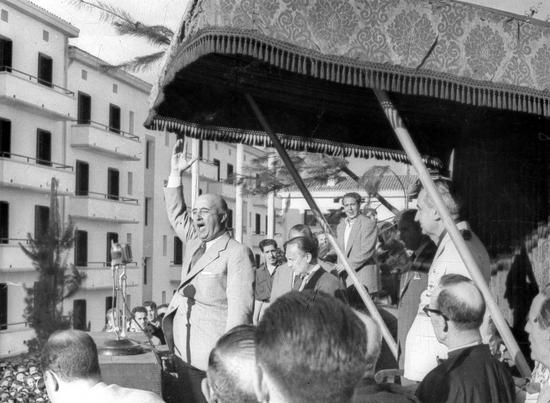
Franco dando un discurso en Éibar en 1949.

El 7 de junio de 1947 se aprobó la Ley de Sucesión en la Jefatura del Estado, por la que España se constituía en reino, correspondiendo la jefatura del Estado a Francisco Franco, que se reservaba el derecho de nombrar sucesor. La nueva ley fue ratificada en referéndum el 7 de julio y entró en vigor el 26 de julio. Don Juan de Borbón reaccionó con el Manifiesto de Estoril, que denunciaba la ilegalidad de la nueva ley; según Preston, «con aquello don Juan se había eliminado a sí mismo como posible sucesor del Caudillo». Una prueba de la nueva condición regia del Caudillo fue que empezó a otorgar títulos nobiliarios. Pese a todo, el 25 de agosto de 1948 Franco se encontró con don Juan a bordo del yate Azor, recalado en el golfo de Vizcaya. En esta reunión se decidió que el hijo de don Juan, Juan Carlos, de diez años, sería educado en España, adonde se trasladó el 9 de noviembre de 1948.
Esta situación terminó, en parte, durante la Guerra Fría, cuando las necesidades geoestratégicas de Estados Unidos le hicieron colaborar con España. Estados Unidos intentó incluir a España en el Tratado del Atlántico Norte (OTAN) y ante la oposición de países europeos, principalmente el Reino Unido, reconduce su estrategia que acabará con la firma de un tratado bilateral.

El Reino Unido tuvo una decisiva influencia en el mantenimiento del cerco diplomático. Como representante más cualificado de los Gobiernos europeos, y con el visto bueno de Francia y otros países, presionó a Estados Unidos para que supeditara la política española al conjunto de la política hacia Europa occidental. […] Si se incluía a la España franquista [en el bloque atlántico], esta política se convertiría en sinónimo de anticomunismo, una opción demasiado vinculada a actitudes conservadoras que restaría apoyo social. Franco, como símbolo del fascismo, no podía ser incluido sin poner en peligro el soporte social y liberal.
Florentino Portero y Rosa Pardo, 2007.

### Años 50. Del aislamiento a la apertura internacional

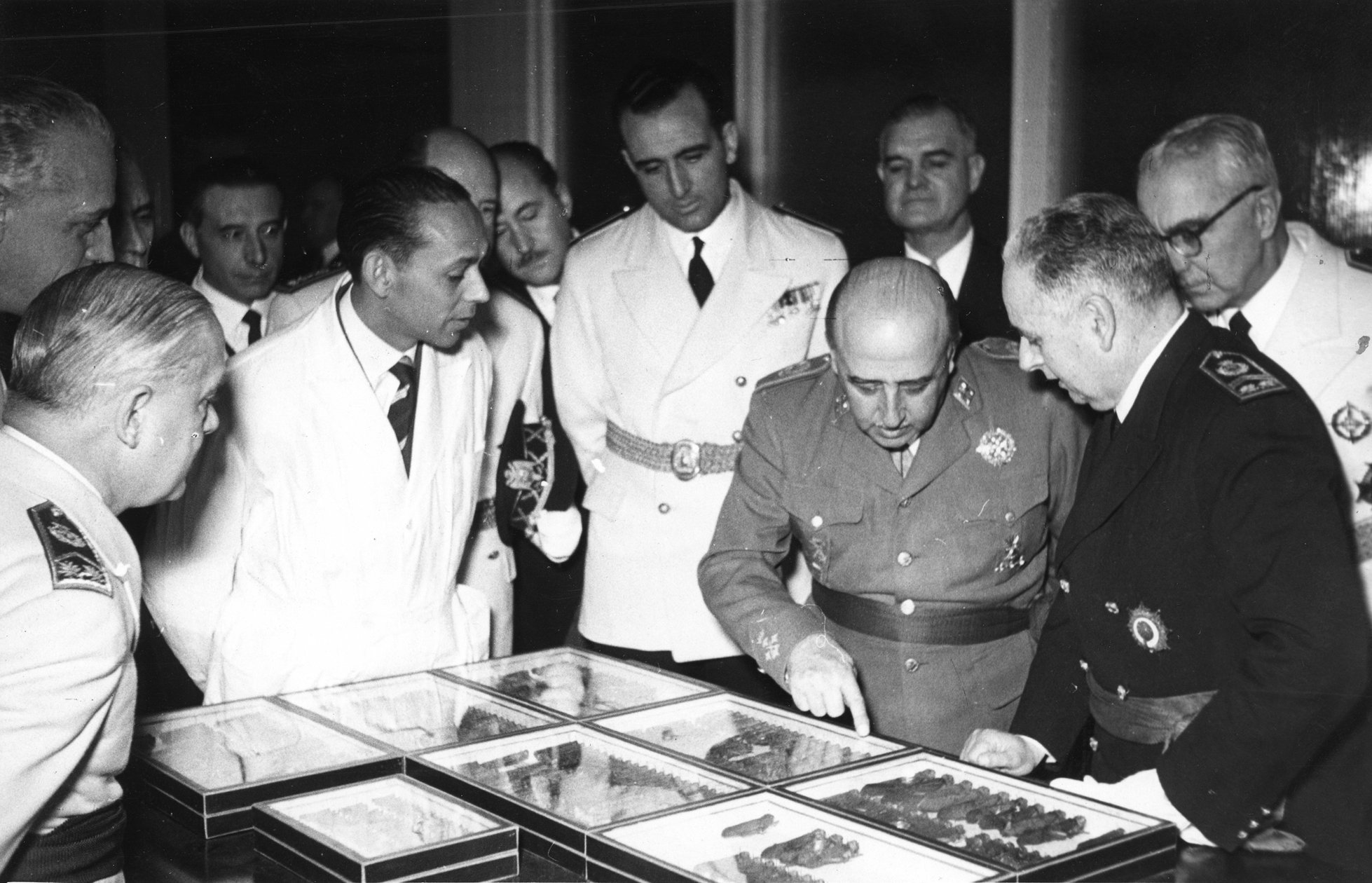
Inauguración del INIA por Franco (1954).

Los años 1950 se iniciaron con un feliz acontecimiento, la boda de su hija Carmen con Cristóbal Martínez-Bordiú, marqués de Villaverde, el 10 de abril de 1950. Fue una ceremonia regia, celebrada en la capilla de El Pardo, con cientos de invitados. En la nueva década, el clima propiciado por la Guerra Fría propició el acercamiento del régimen franquista con las potencias occidentales, especialmente Estados Unidos, cuyo Gobierno estaba preocupado a principios de los 50 por el anuncio de la bomba atómica soviética y el triunfo del maoísmo en China. En junio de 1950 se inició la guerra de Corea, para la que Franco ofreció su ayuda al presidente Truman. El 4 de noviembre de 1950, la Asamblea General de las Naciones Unidas votó a favor de derogar la resolución de 1946 que exhortaba a las naciones a romper relaciones diplomáticas con España. Así, el 27 de diciembre Estados Unidos envió a su nuevo embajador, Stanton Griffis.
En el interior, empezaron a surgir crecientes protestas por la situación económica y el coste de la vida. Una de las primeras pruebas de fuego del régimen fue la huelga de tranvías de Barcelona de 1951, que fue duramente reprimida. El 18 de julio de 1951, Franco remodeló su Gobierno: Luis Carrero Blanco fue ascendido a ministro de la Presidencia, Joaquín Ruiz-Giménez fue nombrado ministro de Educación, Agustín Muñoz Grandes ministro del Ejército, Manuel Arburúa se hizo cargo de la cartera de Comercio, Joaquín Planell de la de Industria, y Gabriel Arias-Salgado se puso al frente del recién creado Ministerio de Información y Turismo. El nuevo Gobierno inició una tímida apertura de la economía al exterior, en un proceso gradual que «señalaría el comienzo de un creciente distanciamiento entre Franco y su régimen», según Preston. El Caudillo cada vez se alejaría más de la política activa y se centraría en los actos protocolarios como jefe de Estado, al tiempo que se volcaría más en sus aficiones, especialmente la caza y la pesca.
El 27 de agosto de 1953 se firmó el Concordato con el Vaticano, que afianzó la apertura internacional de España. Poco después, el papa Pío XII condecoró a Franco con la Suprema Orden de Cristo. Pero la principal alianza fue la forjada con Estados Unidos gracias a los Pactos de Madrid de 1953, firmados el 26 de septiembre. En virtud del acuerdo, los norteamericanos instalaron en territorio español cuatro grandes bases militares, tres aéreas (Morón, Zaragoza y Torrejón de Ardoz) y una naval (Rota). Por su parte, España recibió 226 millones de dólares en ayuda militar y tecnológica.

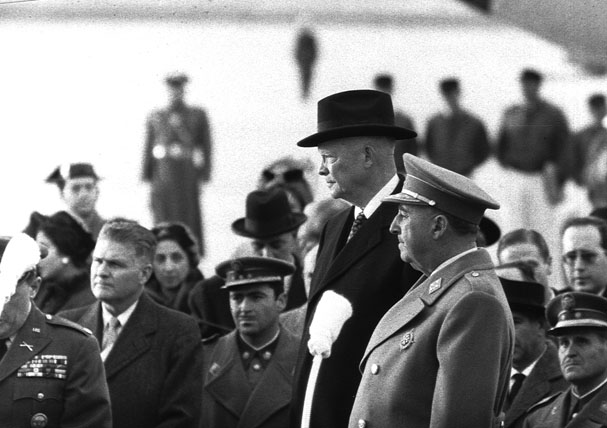
Franco junto al presidente estadounidense Eisenhower, en la visita de este último a España en diciembre de 1959.

En 1954 fue nombrado doctor honoris causa en Derecho por la Universidad de Salamanca. Ese año se celebraron elecciones municipales restringidas en Madrid, las primeras desde la Guerra Civil. El 29 de diciembre de 1954 tuvo un nuevo encuentro con Juan de Borbón en la finca Las Cabezas, en Navalmoral de la Mata. Franco exigió que el príncipe Juan Carlos recibiera formación militar y una educación basada en los principios del Movimiento, bajo la coacción de ser apartados de la línea sucesoria, a lo que don Juan accedió.
En 1956 entró en el Gobierno como secretario técnico de la Presidencia Laureano López Rodó, quien sería uno de los principales artífices de la modernización del aparato estatal y de la liberalización de la economía, además del proyecto sucesorio en la figura del príncipe Juan Carlos. El 22 de febrero de 1957 hubo un trascendental cambio de Gobierno que supuso la llegada al poder de los llamados «tecnócratas» —la mayoría vinculados al Opus Dei—, encargados de liberalizar la economía: Camilo Alonso Vega fue nombrado ministro de Gobernación, Antonio Barroso del Ejército, Fernando María Castiella se hizo cargo de Exteriores, Mariano Navarro Rubio de Hacienda y Alberto Ullastres de Comercio. También se creó una Oficina de Coordinación y Planificación Económica, dirigida por López Rodó, que se encargó junto a los ministerios económicos de impulsar la economía, que se concretaría en el Plan de Estabilización de 1959. Por otro lado, en 1958 se promulgó la Ley de Principios del Movimiento Nacional, que supuso la desvinculación del régimen con la Falange.
En el ámbito exterior, el 7 de abril de 1956 España concedió la independencia al Protectorado español de Marruecos. Posteriormente, entre 1957 y 1958 se produjo la Guerra de Ifni entre España y Marruecos, en disputa por las últimas colonias españolas en el África Occidental Española. España entregó a Marruecos la zona de Cabo Juby, y mantuvo la provincia de Ifni hasta 1969 y el Sahara español hasta 1976.
El 1 de abril de 1959 se inauguró el Valle de los Caídos, el gran monumento del régimen. En una ceremonia fastuosa, Franco pronunció un discurso revanchista, señalando que habían obligado al enemigo a «morder el polvo de la derrota». También señaló entonces que deseaba ser enterrado allí. El 21 de diciembre de ese año Franco recibió la visita del presidente Dwight D. Eisenhower, lo que supuso un espaldarazo a su posición internacional.

### Años 60. Reformas políticas y desarrollo económico

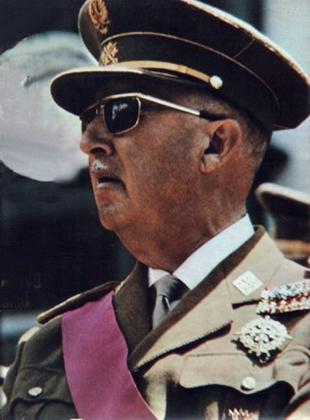
Franco, con la Cruz Laureada de San Fernando, en 1969.

En la década de 1960 las reformas económicas de los «tecnócratas» tuvieron éxito, lo que afianzó su posición y supuso un paulatino desplazamiento del poder de los falangistas, que implicó a su vez una mayor desvinculación del Caudillo de los asuntos cotidianos. En mayo de 1961, en un viaje a Andalucía, el gobernador civil de Sevilla, Hermenegildo Altozano, llevó a Franco a ver un barrio de chabolas, ante el que quedó horrorizado, clara muestra de su desconocimiento de la realidad del país. En la Nochebuena de 1961 tuvo un accidente de caza, cuando explotó su escopeta probablemente por la utilización de un cartucho de calibre inadecuado, con el resultado de unas fracturas en el dedo índice y el segundo metacarpiano de la mano izquierda. A pesar de ello, continuó practicando la caza, aunque empezaba a notar síntomas cada vez más de cansancio, por lo que empezó a practicar la costumbre tan española de la siesta.
En 1962, coincidiendo con una oleada de huelgas mineras en Asturias, se produjo una intensificación de los sentimientos antifranquistas en toda Europa, que se concretaron en el IV Congreso del Movimiento Europeo celebrado en Múnich entre el 5 y el 8 de junio, una reunión bautizada por el diario Arriba como el «Contubernio de Múnich». El congreso reunió una amplia amalgama de la oposición al régimen, incluso sectores monárquicos y católicos, lo que fue visto por Franco como una traición, por lo que suspendió las garantías del Fuero de los Españoles y envió al exilio a personajes como Dionisio Ridruejo y José María Gil-Robles, que habían participado en el congreso. El 10 de julio de 1962 remodeló el Gobierno: nombró por primera vez un vicepresidente, Agustín Muñoz Grandes; entró Gregorio López Bravo —miembro del Opus Dei— como ministro de Industria, que con la permanencia de Ullastres y Navarro Rubio consolidó el Gobierno tecnócrata; de igual filiación fueron Manuel Lora-Tamayo, ministro de Educación, y Jesús Romeo Gorría en Trabajo; Arias-Salgado fue sustituido en Información por Manuel Fraga Iribarne, de origen falangista. Desde entonces Franco actuó más como jefe de Estado que del Gobierno, ofreciendo audiencias, recibiendo a dignatarios extranjeros, entregando premios y medallas o inaugurando obras públicas.

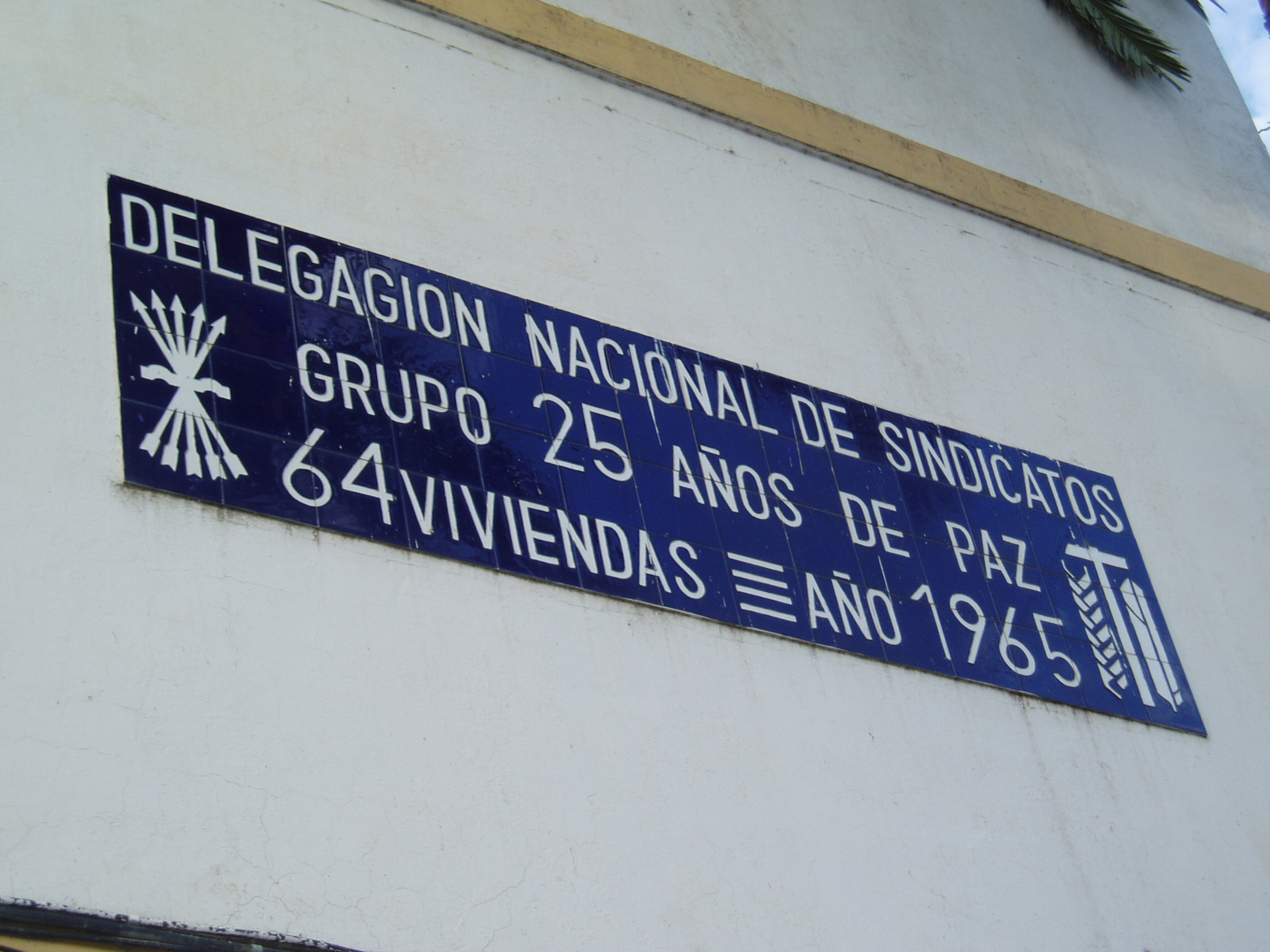
Placa en unas viviendas de 1965 en Estepona: los 25 Años de Paz.

El rechazo internacional al régimen se puso de nuevo de manifiesto en 1963 con el juicio y ejecución del dirigente comunista Julián Grimau. El hecho coincidió con la creciente hostilidad del Vaticano hacia el franquismo, en un tiempo en que se celebraba el Concilio Vaticano II; el 11 de abril de 1963 el papa Juan XXIII promulgó la encíclica Pacem in terris, que exhortaba a la defensa de los derechos humanos y la libertad política y de expresión. La respuesta del régimen fue la creación el 31 de mayo del Tribunal de Orden Público, por el cual los condenados eran juzgados por lo civil y no militarmente, pasando a ser ajusticiados por garrote vil en vez de fusilados, como pasó cuatro meses después con dos presos anarquistas, Francisco Granados Gata y Joaquín Delgado Martínez.

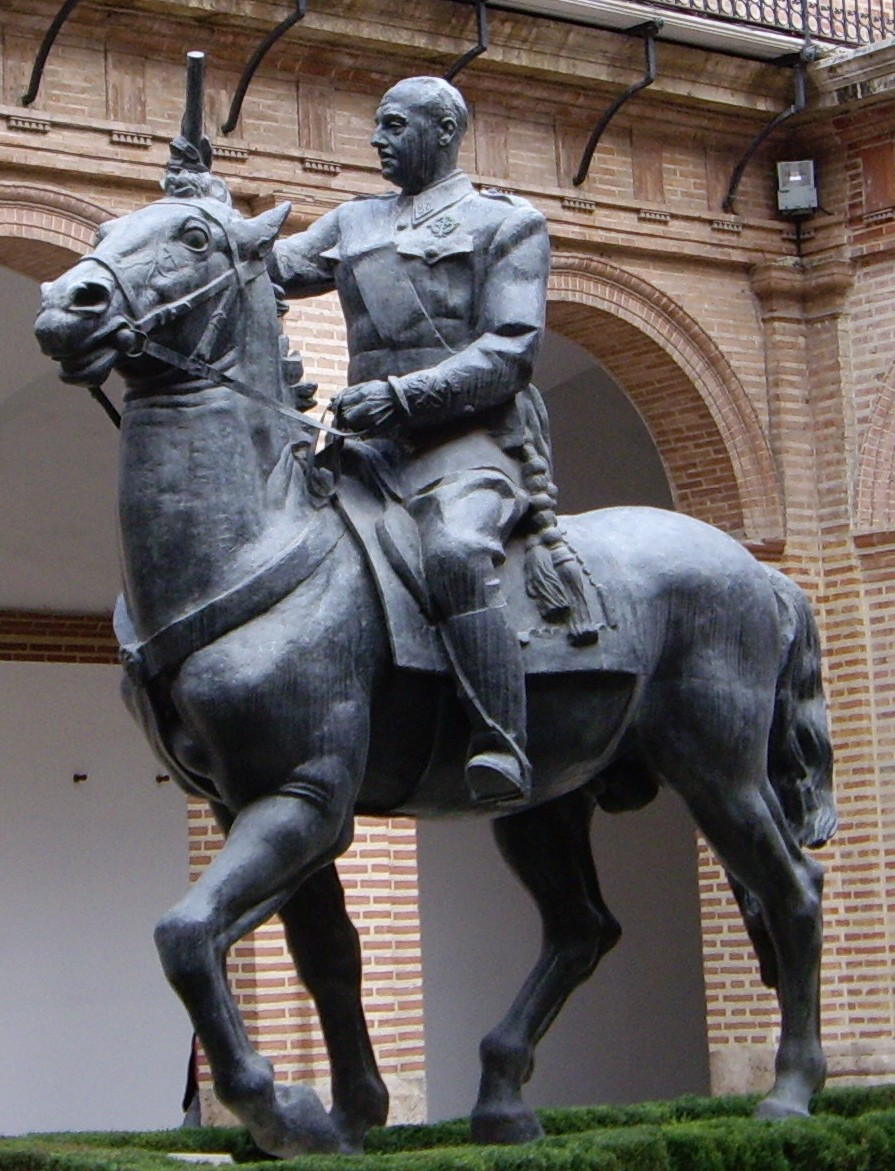
Estatua ecuestre del Generalísimo Franco, obra del escultor José Capuz, que se encontraba en la plaza del Caudillo (actual plaza del Ayuntamiento) de Valencia. Fue inaugurada en 1964 con motivo de la celebración de los «XXV Años de Paz».

En 1964 se celebraron fastuosamente los Veinticinco Años de Paz, con una serie de actos organizados por Manuel Fraga, que comenzaron con un Te Deum en el Valle de los Caídos. También se estrenó la película Franco, ese hombre, dirigida por José Luis Sáenz de Heredia, que, sin embargo, no agradó especialmente al Caudillo, que comentó «demasiados desfiles». Ese año Franco comenzó a mostrar los primeros síntomas de la enfermedad de Parkinson, que se mostraban en temblor de las manos, rigidez corporal, vacía expresión facial y fallos de concentración y memoria.
Al año siguiente se produjeron disturbios en las universidades de Madrid y Barcelona, por los que fueron expulsados de sus cátedras profesores como Enrique Tierno Galván, Agustín García Calvo y José Luis López Aranguren. También efectuó de nuevo una remodelación ministerial, programada prácticamente por Carrero Blanco: Navarro Rubio fue sustituido en Hacienda por Juan José Espinosa San Martín, Ullastres en Comercio por Faustino García-Moncó, Federico Silva Muñoz fue nombrado ministro de Obras Públicas, y Laureano López Rodó pasó a ser ministro sin cartera.

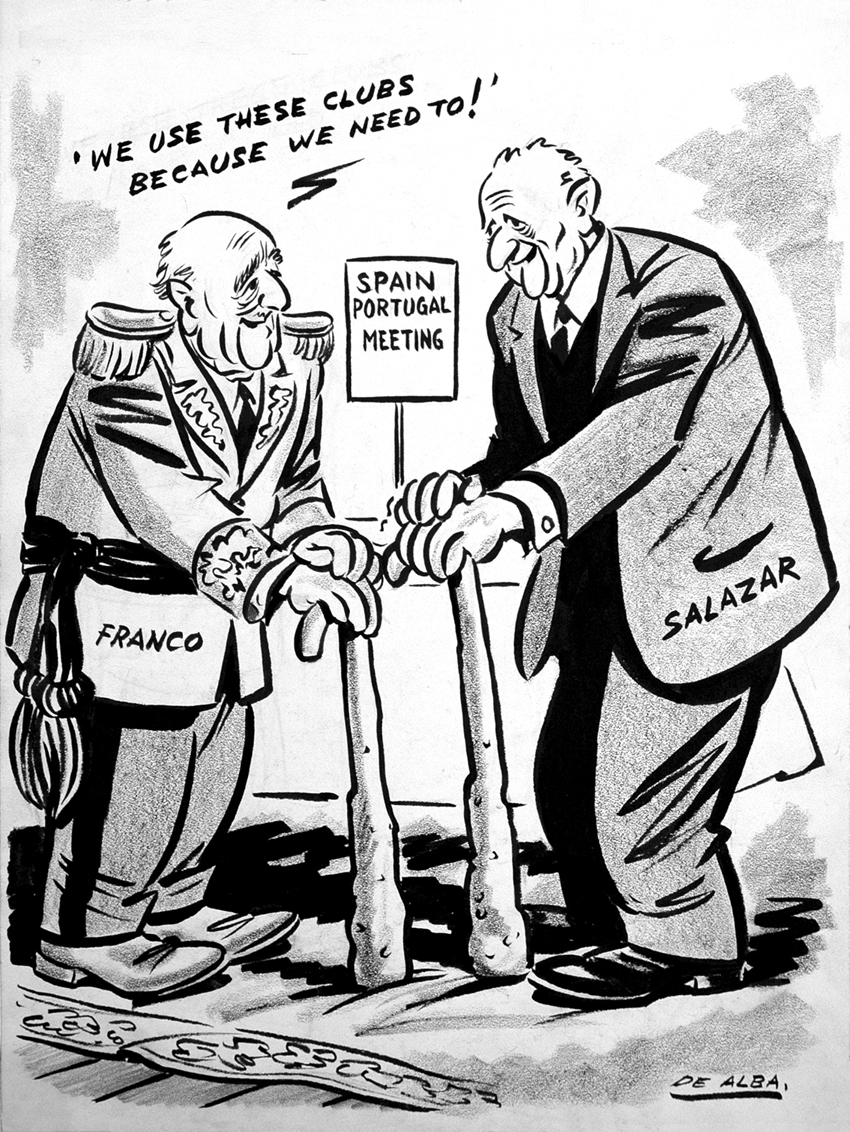
Caricatura de De Alba publicada por The Washington Daily News en la que los ancianos dictadores de España y de Portugal, Franco y Salazar, se reúnen para dialogar: «¡Usamos estos garrotes porque los necesitamos!».

En 1966 se promulgó la Ley de Prensa redactada por Fraga, que supuso la finalización de la censura previa, aunque incidía en los periodistas y redactores la responsabilidad por lo que escribiesen. Ese año se presentó en las Cortes la Ley Orgánica del Estado: «se decidió que no hubiera debate sobre la compleja ley. Sería sometida primero a las Cortes y luego al pueblo español sin examen público de sus ventajas y desventajas ni demasiadas explicaciones». El 14 de diciembre se votó en referéndum con una participación del 88 % y tan solo un 1.81 % de votos negativos —aunque hubo sospechas de fraude, ya que en algunas localidades votó un 120 % de la población, lo que fue achacado a «transeúntes»—. Producto de la Ley Orgánica, un tercio de los procuradores de las Cortes fueron elegidos por «cabezas de familia» en votaciones que simulaban un proceso democrático. «No se trataba de una liberalización significativa: todos los procuradores eran miembros del Movimiento y cerca de la mitad eran funcionarios del Estado. En cualquier caso, Franco no dejó de señalar a uno de sus ministros. Las Cortes no eran soberanas. Solo el Caudillo podía sancionar las leyes».

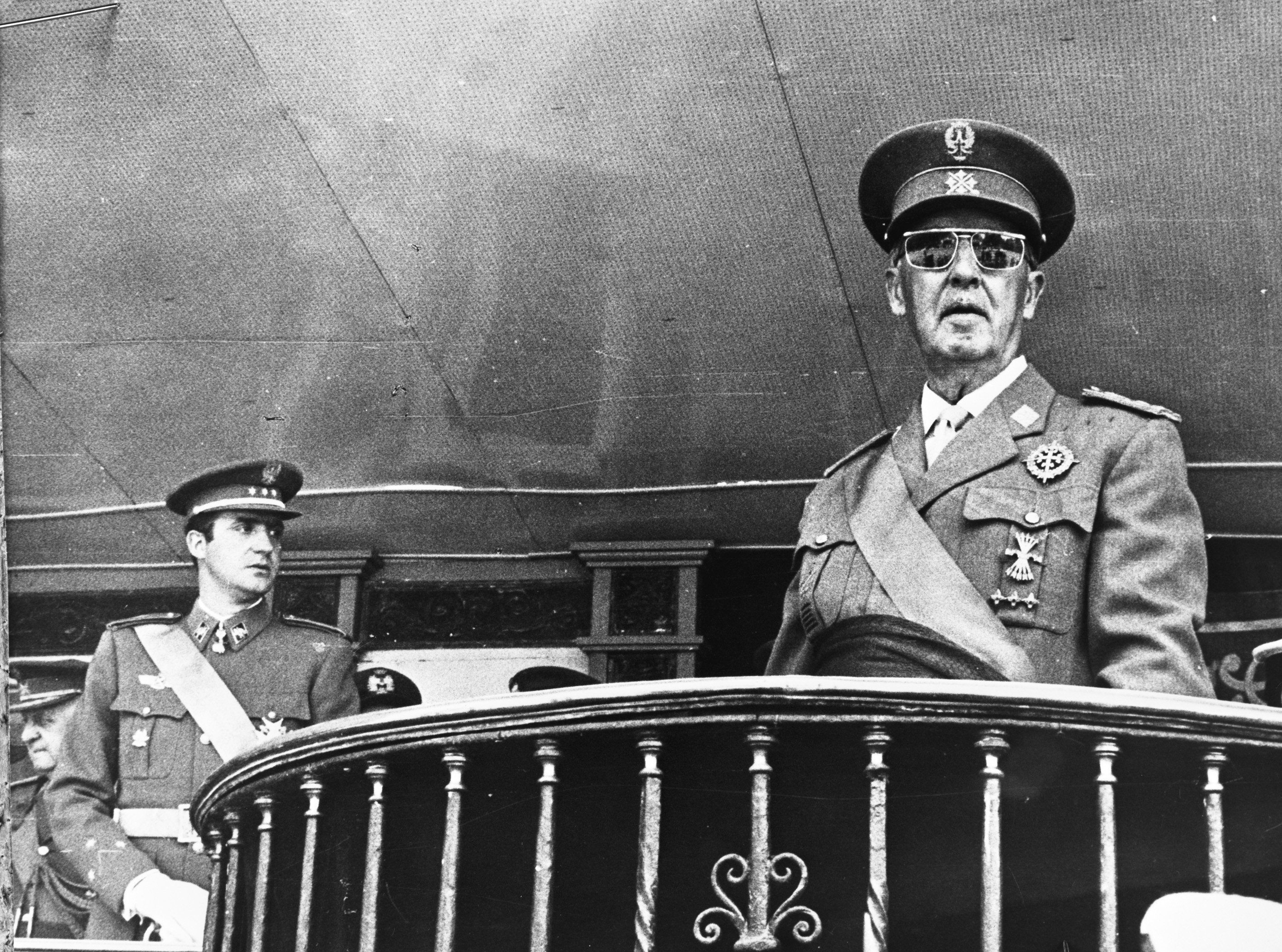
Franco y Juan Carlos en 1969

En 1967 Carrero Blanco sucedió a Muñoz Grandes como vicepresidente del Gobierno. Franco, durante la segunda mitad de los 60, recibió presiones de su entorno —en forma de reiteradas sugerencias— para que nombrara sucesor. Franco mostraba ya una creciente decrepitud y se temía por la continuidad del Régimen. En ese tiempo surgieron varios candidatos, entre ellos Juan de Borbón, que intentó, en diversas comunicaciones con Franco, hacer valer su legitimidad. Juan Carlos fue el candidato elegido, ya que se había mostrado «gris» en sus opiniones: «Juan Carlos era dolorosamente consciente desde hacía mucho tiempo de su estrecho margen de maniobra». El entorno de Franco lo consideraba débil de carácter y sin capacidades políticas para tomar decisiones que lo pudieran enfrentar a las instituciones del Régimen. Estimaron que con su elección, al menos durante un tiempo, la continuidad del Régimen estaría asegurada. Cuando en enero de 1969 Franco le comunicó su decisión de nombrarlo sucesor, Juan Carlos se preocupó de consultar con su consejero, Torcuato Fernández Miranda, que «le garantizó que serían perfectamente posibles nuevas reformas una vez hubiese heredado plenamente la estructura legal del Estado franquista»; Fernández Miranda, con Juan Carlos ya como jefe de Estado, diseñó la autodefenestración del Régimen, contribuyendo activamente a ella desde su puesto de presidente de las Cortes, al que accedió por designación del rey. Franco, por fin, en julio de 1969, presentó al consejo del Reino y a las Cortes a Juan Carlos como sucesor, con el título de príncipe de España. Juan Carlos juró fidelidad a los principios del Movimiento, y la designación fue aprobada por las Cortes sin apenas oposición: 419 votos a favor y 19 en contra. En su alocución de Navidad de ese año, Franco pronunció por primera vez su famosa frase «todo ha quedado atado y bien atado».
En el último año de la década Franco procedió de nuevo a una reforma gubernamental: Gregorio López Bravo pasó a Exteriores, Torcuato Fernández Miranda fue nombrado ministro secretario general del Movimiento, José María López de Letona entró en Industria, Alberto Monreal Luque en Economía, Enrique Fontana Codina en Comercio, Camilo Alonso Vega fue sustituido en Gobernación por Tomás Garicano Goñi, y Fraga Iribarne fue reemplazado por Alfredo Sánchez Bella en Información. La práctica totalidad del nuevo Gobierno eran conservadores católicos vinculados al Opus Dei, por lo que fue apodado el «Gobierno monocolor». Ello provocó fricciones en el seno del franquismo entre los llamados «inmovilistas», vinculados a la extrema derecha —también conocidos como «el búnker»—, que no querían cambios y abogaban por la sucesión en la persona de Alfonso de Borbón y Dampierre —futuro marido de la nieta de Franco, Carmen Martínez-Bordiú—; los «continuistas», agrupados con los tecnócratas y partidarios de la monarquía de Juan Carlos; y los «aperturistas», partidarios de efectuar reformas políticas, liderados por Manuel Fraga. En el extremo más duro se encontraba el grupo ultraderechista Fuerza Nueva, dirigido por Blas Piñar, y el grupo parapolicial Guerrilleros de Cristo Rey.

#### El milagro económico español

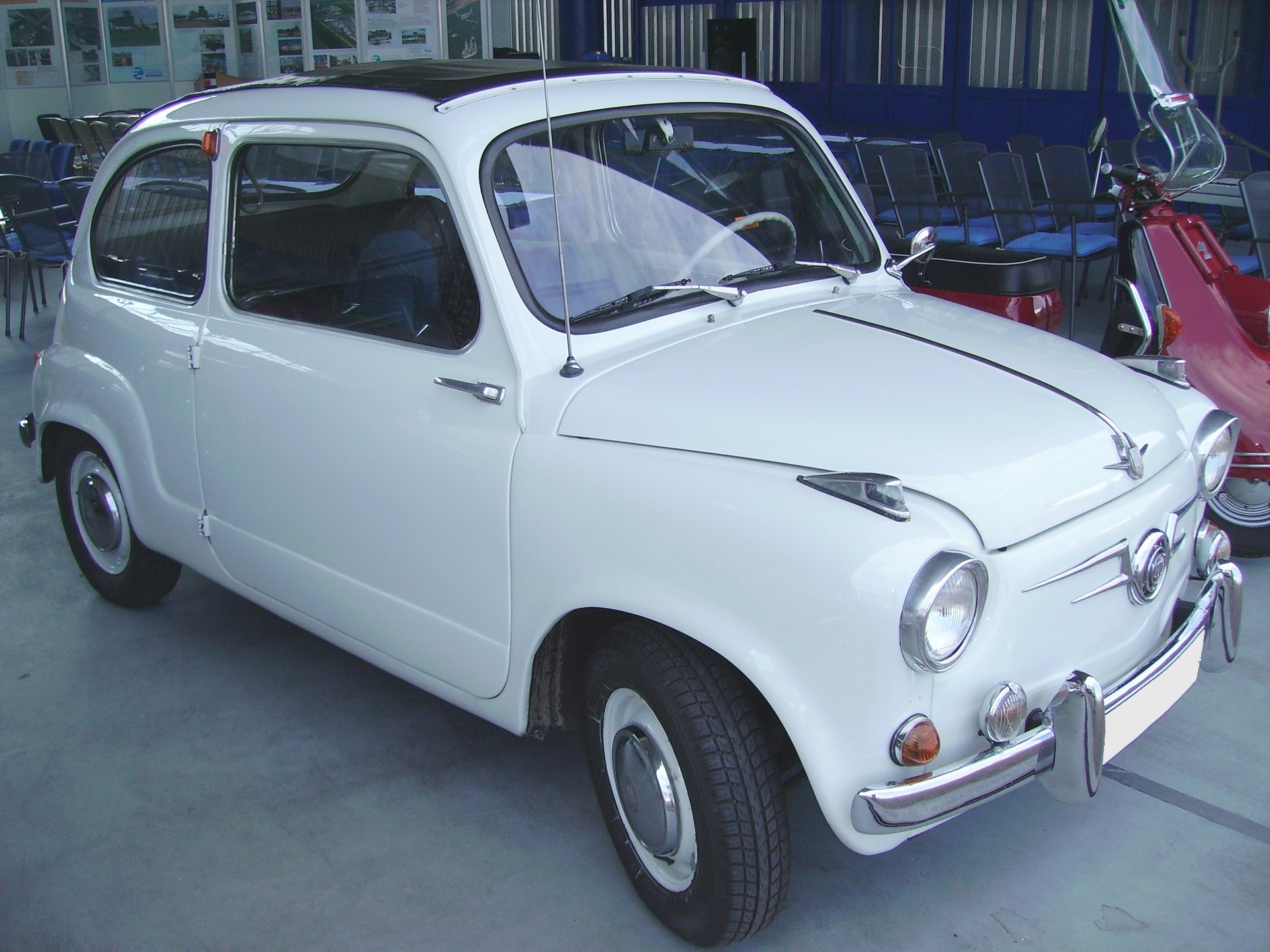
El SEAT 600, símbolo de los años del desarrollismo económico.

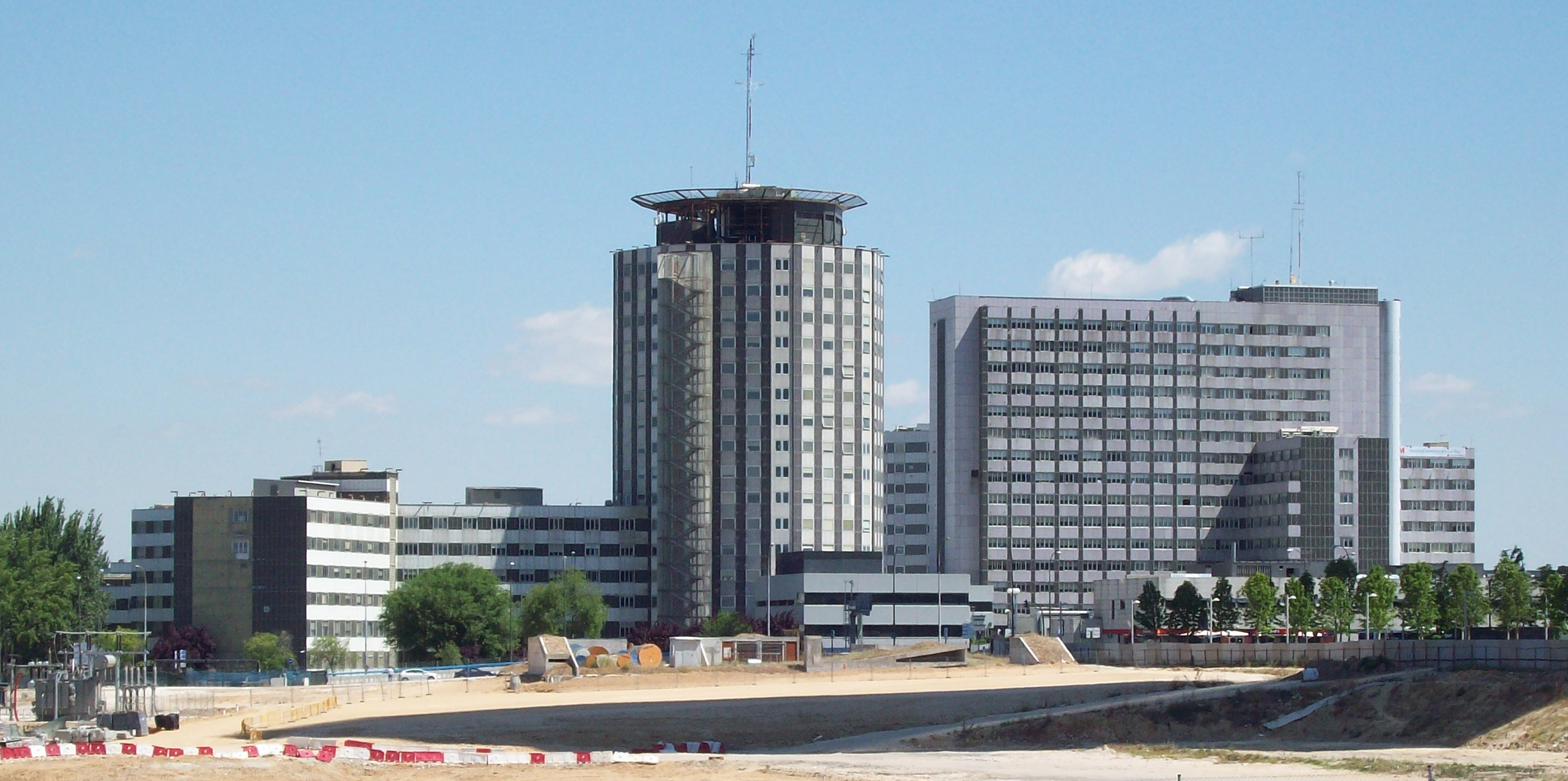
El Hospital Universitario La Paz fue creado en 1964.

España se caracterizó en la década de los 60 por el fuerte crecimiento de su economía, lo que se dio en llamar el «milagro económico español». Durante esa década España creció a un ritmo del 7 %. Las raíces de esta expansión económica habría que buscarlas en la década de los 50. El modelo autárquico impuesto por Franco había colocado a España al borde de la bancarrota. Durante esa década, aun con las reticencias y la oposición de los sectores falangistas del régimen y del propio Franco, se produjo una lenta liberalización de la economía. También las ayudas norteamericanas, tras la firma del tratado bilateral, tuvieron los efectos de paliar esa crítica situación económica.
El periodo que desde el final de la II Guerra Mundial incluye estas décadas, fueron años decisivos para Europa: se emprendió la reconstrucción que culminó con su unificación, proceso del que estuvo excluida España, pero que no evitó que se viese favorecida por el fuerte y sostenido crecimiento económico que generó. «El contexto económico internacional fue, en este sentido, decisivo».

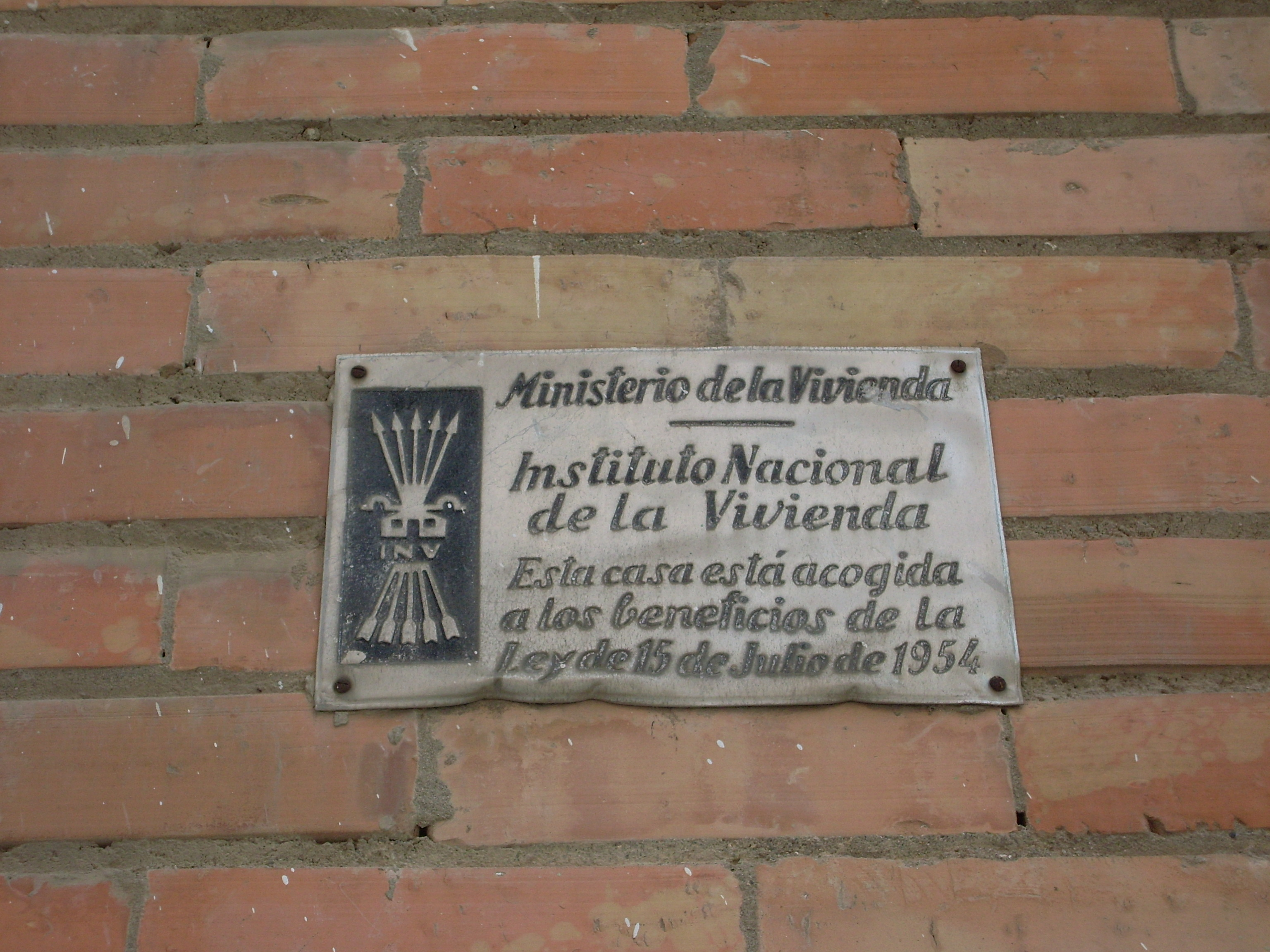
Placa del Ministerio de la Vivienda. Durante la época franquista se promocionó la construcción de casas baratas.

España, en los años 50, no se sumó plenamente al avance económico que experimentaron los países de su entorno hasta que con el progresivo desplazamiento de los falangistas del Gobierno y el acceso de los llamados «tecnócratas» —su núcleo principal, miembros del Opus Dei—, con una mejor formación técnica en economía, se materializara el alejamiento del modelo autárquico. En 1959, el Plan de Estabilización, con la supervisión del FMI y la OCDE, significó el definitivo lanzamiento de la economía española. España, a cambio de recibir ayudas financieras, envió un memorando al FMI en el que se comprometía a «adoptar las medidas necesarias para situar a la economía española en condiciones de solvencia y estabilidad económica». La reacción fue inmediata y durante toda la década de los 60 se creció a un ritmo medio del 7 %, solamente superado por Japón. España partía de un suelo muy bajo, era uno de los países más pobres de Europa, junto a Grecia y Portugal, con una renta per cápita inferior a la de algunos países latinoamericanos, y las claves de su crecimiento estuvieron relacionadas con la expansión económica de los países de su entorno: la entrada de capital extranjero, la afluencia del turismo y las remesas procedentes de la emigración (la emigración permanente superó los ochocientos mil españoles, a los que deben sumarse otros tantos emigrantes temporales). Este desarrollo, en cierto modo desordenado, y la afluencia de gente del campo a la ciudad, propició la gran expansión del chabolismo que rodeó a las grandes ciudades. Las altas tasas de crecimiento económico no vinieron acompañadas de la consecuente creación de empleo —la necesidad de industrialización del país, primó el aumento del factor capital frente al factor trabajo—, fue la emigración a Europa lo que evitó que la escasa capacidad de crear empleo no se tradujese en un aumento de las tasas de paro.

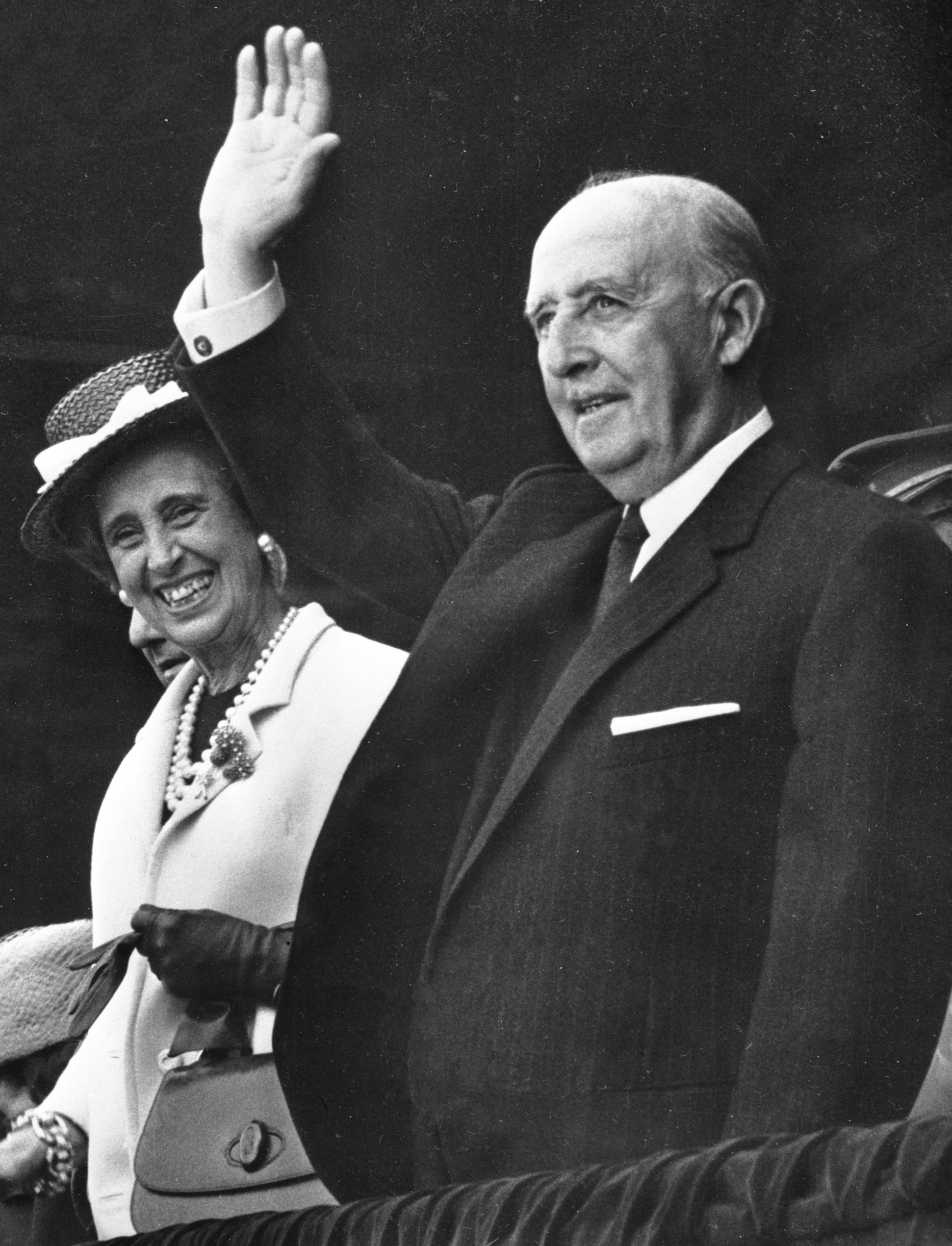
Franco y su esposa Carmen Polo de Franco c. 1960, presumiblemente.

Aunque parte de los recursos generados para modernizar la economía fueron a parar a manos de personas cercanas al poder, lo que generó un desequilibrio en la distribución de la riqueza, esto no logró evitar que gran parte de la población experimentase una mejora en su calidad de vida. Paralelo al desarrollo económico vino la modernización de la sociedad, se pasó de una sociedad agraria a una industrial, con avances en la educación, alcanzándose una tasa de escolarización del 90 % y reduciéndose el nivel de analfabetismo. Otro avance fue la tímida incorporación de la mujer al trabajo y a los estudios. Se produjo un aumento del bienestar, una mejora en las infraestructuras del país y, también, el contacto con el exterior propició la extensión de hábitos y costumbres más liberales: la minifalda, el pelo largo masculino, la ropa desenfadada, el biquini, la música pop y rock. También se experimentó un cambio en la sexualidad: la venta de píldoras anticonceptivas superó el millón de unidades en 1967.
En esta década se extendió la movilización social. Creció la militancia obrera, agrupada, principalmente, en torno a Comisiones Obreras, que surgió no como un sindicato, sino como una plataforma sindical, impulsada por el Partido Comunista Español, que, con una estructura clandestina, utilizó las estructuras del sindicato vertical para llevar las reivindicaciones a la calle, procurando la movilización de masas; otras centrales sindicales también comenzaron a mostrarse activas, como USO y UGT.

La movilización reivindicativa de la clase obrera durante la década de los 60 fue, sin duda, el mayor desafío que tuvo que afrontar el régimen de Franco. [...] La constitución de las Comisiones Obreras como movimiento de ámbito nacional es indisoluble de esa lenta transformación antifranquista del nuevo movimiento obrero español, gracias a la acción conjunta de militantes comunistas y de católicos progresistas.
Enrique Moradiellos.

La universidad dejó de ser un feudo del SEU, el sindicato falangista. En el curso 1955-1956 se crearon las agrupaciones de estudiantes Frente de Liberación Popular (el Felipe), de adscripción comunista, y la Asociación Socialista Universitaria (ASU) auspiciada por el PSOE. Y durante los años siguientes las universidades serán escenario también del activismo contra el régimen de Franco.
«No cabe duda que la acción reivindicativa de segmentos significativos de la clase obrera española fue una condición necesaria para la consecución de mejoras sustanciales en el nivel de vida y las condiciones laborales». La represión ejercida por Franco tras ganar la guerra hizo innecesarias las mejoras laborales. Si en el resto de Europa, desde 1942, se venía trabajando para conseguir mecanismos e instituciones que universalizaran la protección social, en España no fue hasta 1963, con la promulgación de la Ley de Bases de la Seguridad Social, cuando se comenzó a «forjar una nueva configuración de las prestaciones sociales en España, dentro de un auténtico sistema de seguridad social». Aun con la inexistencia de una reforma fiscal que la dotara de medios y la ineficacia en la gestión de recursos, la puesta en marcha de la Seguridad Social supuso un importante avance en protección social, permitiendo que, en 1973, cuatro de cada cinco españoles tuvieran cobertura sanitaria. Sin embargo las primeras prestaciones percibidas los españoles surgieron de la Comisión de Reformas Sociales de 1883. Aunque fue en 1900 cuando es creado el primer seguro social y se redacte la Ley de Accidentes de Trabajo en la que el artículo segundo rezaba: «El patrono es responsable de los accidentes ocurridos a sus operarios con motivo y en el ejercicio de la profesión o trabajo que realicen».
Franco, durante esta década de logros económicos, resultó «intocable» para las diferentes facciones que formaban el conglomerado franquista. No resultaba así en el exterior: la Comunidad Económica Europea se negó a iniciar conversaciones para la entrada de España en la comunidad, algo que Franco achacó a las fuerzas hostiles contra España. Como también achacó a esas supuestas fuerzas hostiles las movilizaciones obreras y estudiantiles.

### Últimos años. El tardofranquismo
A principios de los años 70 el Régimen se dividía en «continuistas» e «inmovilistas». Entre las acciones de los inmovilistas estuvo el intento de sustituir en la sucesión a Juan Carlos de Borbón por Alfonso de Borbón, prometido de la nieta de Franco con la que posteriormente se casaría. Desde el movimiento se instó a los gobernadores provinciales a que restaran importancia a las visitas de Juan Carlos y destacaran las de Alfonso de Borbón. En ese tiempo, desde el interior del Régimen ya se tomaban posiciones para el momento posterior a su muerte.

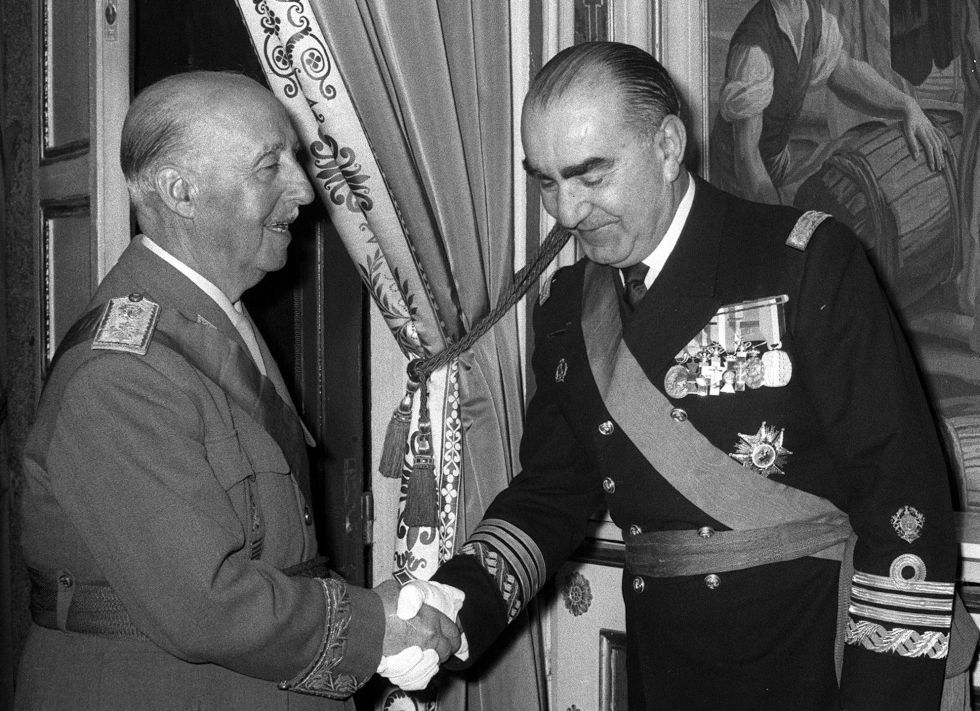
Franco saluda a su colaborador, el almirante Luis Carrero Blanco.

En septiembre de 1970 Franco recibió la visita de Nixon y Kissinger, una visita que reforzaba la imagen del dictador fuera y dentro de España y que marcó el punto de máxima tolerancia de las democracias occidentales con el franquismo. Dos meses después de la visita, el proceso de Burgos, que terminó condenando a la pena de muerte a seis miembros de ETA, hizo retroceder treinta años la situación de España en el mundo. El 17 de diciembre, convocada por el «búnker», una multitud se concentró en la plaza de Oriente de Madrid. En ella pudo verse a Franco saludando desde el balcón muy debilitado físicamente, a causa del Parkinson. La excusa de la manifestación era contestar a las críticas que se multiplicaban en el exterior y a la contestación interior de la oposición democrática; pero, realmente, fue una demostración de capacidad de convocatoria del «búnker» en sus intentos de desplazar de los puestos de poder a tecnócratas y continuistas. La imagen de Franco aclamado por la multitud y su deterioro físico tuvieron el efecto en la oposición democrática de no intentar precipitar su caída y, en el «búnker», el de aceptar que «mientras Franco viviera, contra él no iría nada». Las sentencias de muerte fueron finalmente conmutadas. Franco, muy reticente a conmutarlas, atendió en última instancia la insistencia, principalmente, de López Rodó y Carrero Blanco, preocupados por las seguras repercusiones internacionales —también le escribió su hermano Nicolás pidiéndole que las conmutara—. Franco, en el discurso de aquel fin de año, justificó las protestas internacionales con su fijación persecutoria: «La paz y el orden de que hemos disfrutado durante más de treinta años han despertado el odio en las potencias que siempre han sido el enemigo de la prosperidad de nuestro pueblo». En el interior, el proceso de Burgos tuvo el efecto de unir a las fuerzas de oposición democrática, que ampliaron su área de influencia. La Iglesia comenzó a mostrarse crítica, y los más aperturistas del franquismo vieron al Régimen como un «barco que se estaba hundiendo».
En los años 70 se generalizaron las movilizaciones obrera y estudiantil iniciadas ya en los 60. Sectores como la Democracia Cristiana, hasta entonces cercanos al Régimen, se posicionan frente a él; desde el propio falangismo surgieron grupos de oposición; en el ejército, una asociación clandestina, la UMD, desafió la disciplina militar para hacer también oposición; y, su mayor aliada, la Iglesia, se mostraba dividida. El Vaticano ya había dado muestras de alejamiento del régimen de Franco y, durante esos años, se sucedieron las muestras de desaprobación. En el interior, el cardenal primado Vicente Enrique y Tarancón se mostró especialmente beligerante. Para completar una situación insostenible, ETA y otros grupos terroristas adquirieron una fortaleza creciente, multiplicando sus acciones. Franco se enfrentó a estas tensiones iniciando un giro hacia posiciones inmovilistas. El 1 de octubre de 1971, en la celebración del aniversario de su nombramiento como jefe de Estado, con nuevas concentraciones en la plaza de Oriente, Franco dejó claras sus intenciones de no retirarse. Desde el sector continuista comenzó a temerse la previsible pérdida de facultades físicas y mentales de Franco antes de sustanciarse la transmisión de poderes.

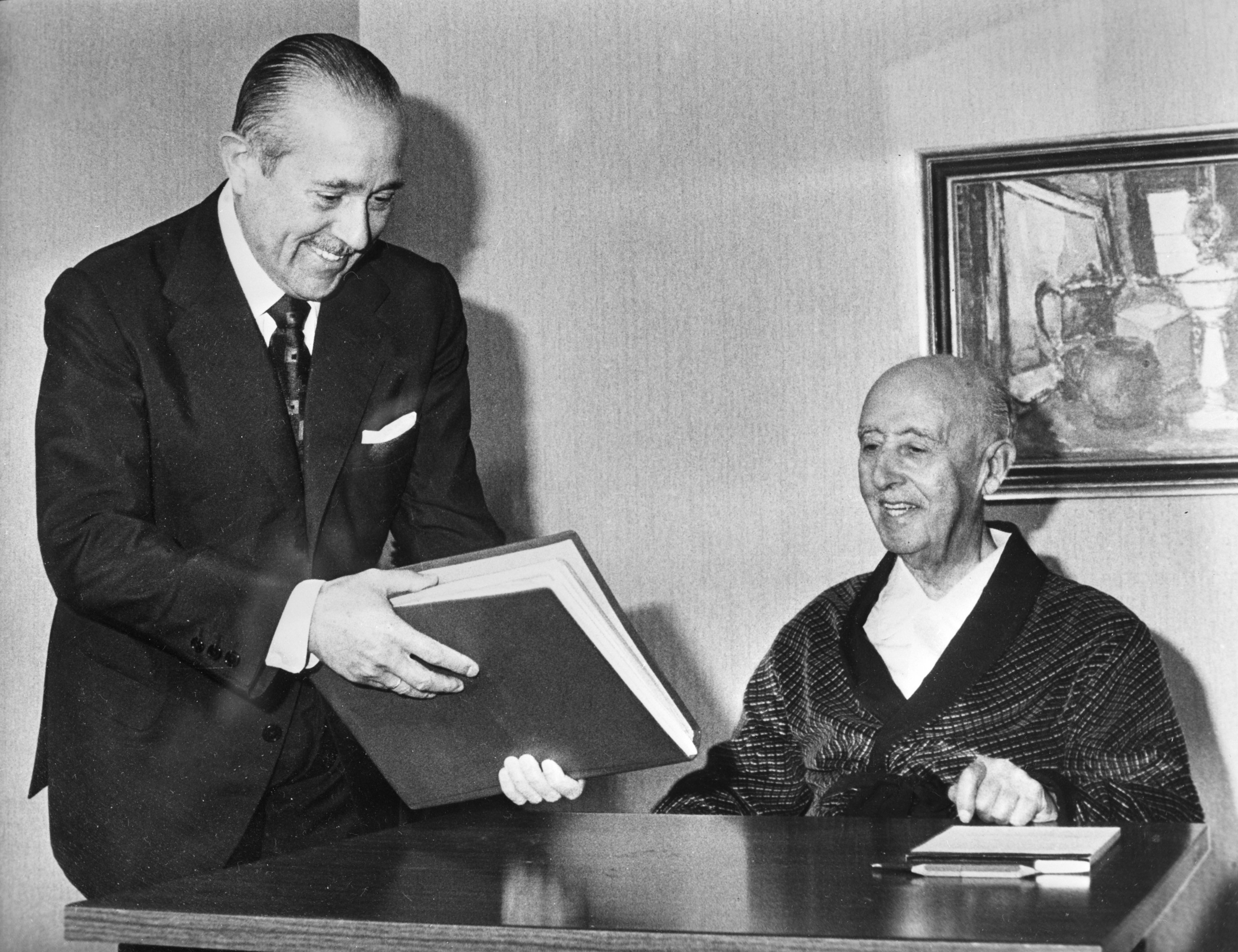
El presidente del Gobierno, Carlos Arias Navarro, visita al general Franco durante su convalecencia en el hospital de La Paz en Madrid.

En 1973 se inició una crisis energética mundial que afectó a España, con una economía muy dependiente del petróleo. El milagro económico terminó, dejando paso a una época de estancamiento y crisis que duró más de diez años, coincidiendo con la Transición. Ese año se agravó considerablemente la tensión social en el país: en abril, un huelguista fue asesinado por la policía en Barcelona; el 1 de mayo, Día del Trabajo, fue apuñalado un policía. El 2 de mayo dimitió Garicano Goñi, decepcionado por el inmovilismo del Régimen. Franco encargó un nuevo Gobierno a Carrero Blanco, que implicó un endurecimiento del Régimen: Torcuato Fernández-Miranda fue nombrado vicepresidente y secretario general del Movimiento; López Rodó pasó a Exteriores, lo que se consideró como un «exilio»; dos falangistas de la línea dura, José Utrera Molina y Francisco Ruiz-Jarabo, entraron en Vivienda y Justicia, respectivamente; Carlos Arias Navarro fue nombrado ministro de Gobernación.
El 20 de diciembre de 1973, coincidiendo con el denominado Proceso 1001, juicio contra diez dirigentes de Comisiones Obreras, que pretendía ser ejemplar, ETA atentó contra el presidente del Gobierno y principal apoyo de Franco, Carrero Blanco, causándole la muerte. Franco comentó: «me han cortado el último lazo que me unía al mundo». Abierta la sucesión, Franco se dejó influir por su mujer y su yerno, el marqués de Villaverde —junto a sus adeptos, la llamada «camarilla de El Pardo»—, para seguir con la línea dura, por lo que desestimó la sucesión natural en la figura del vicepresidente, Fernández-Miranda, y en su lugar nombró presidente del Gobierno a Arias Navarro. Según Preston, «la elección del sustituto de Carrero Blanco, realizada bajo presión, fue la última decisión política importante de Franco». Paradójicamente, la elección de Arias decepcionó a la línea dura, pues los complejos problemas políticos y sociales de España obligaron al nuevo Gobierno a efectuar diversas reformas. El 12 de febrero de 1974 Arias pronunció un discurso en el que afirmó que «la responsabilidad de la innovación política ya no puede descansar solamente sobre los hombros del Caudillo», una postura conocida como el «espíritu del 12 de febrero» que le enfrentó al «búnker».
En 1974 se recrudeció la agitación obrera, y en marzo fueron ajusticiados el anarquista catalán Salvador Puig Antich y el delincuente común Heinz Chez. En abril, ante la caída de la dictadura portuguesa, la línea dura del Régimen fue tomando posiciones, asegurándose puestos clave en el mando militar. Entre julio y agosto Franco estuvo ingresado por una flebitis en la pierna derecha, que se complicó por la enfermedad de Parkinson, lo que le provocó úlceras gástricas. Durante su convalecencia el príncipe Juan Carlos asumió interinamente la jefatura del Estado. A finales de 1974 mostraba claros síntomas de senilidad: tenía siempre la boca abierta y los ojos llorosos, por lo que empezó a llevar gafas oscuras, y sus gestos eran vacilantes y espasmódicos. Según Preston, «los que hablaban con él advirtieron que había perdido la capacidad de pensar lógicamente».

#### Últimas apariciones

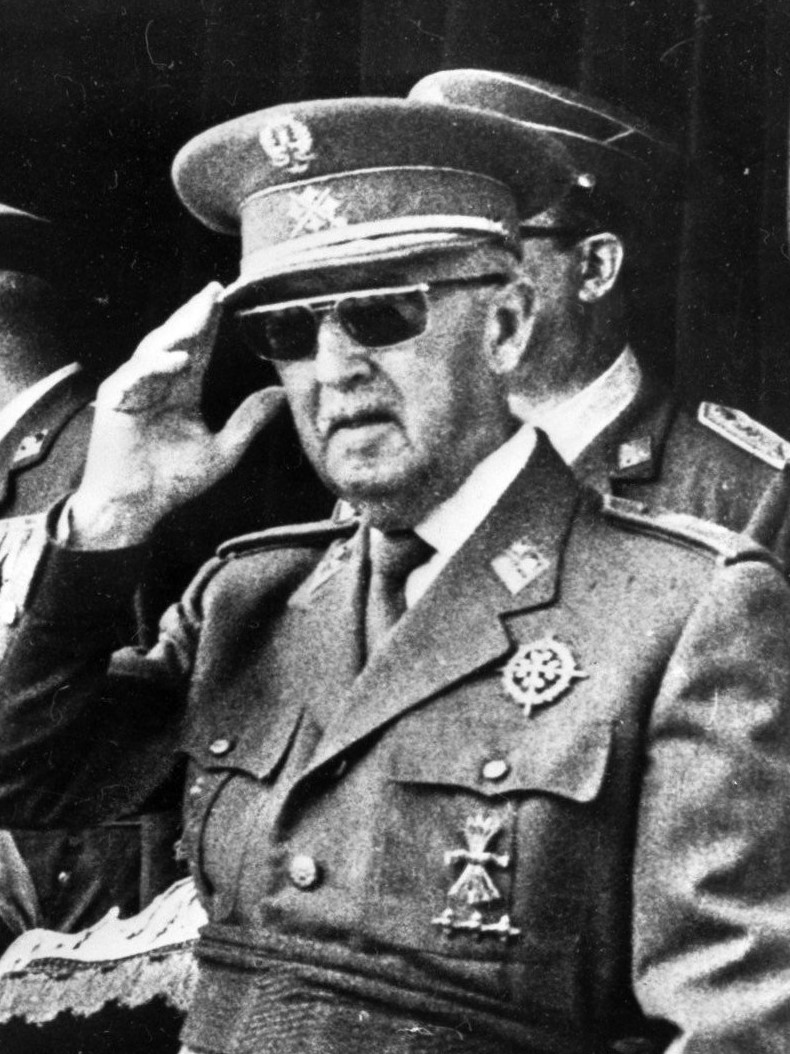
Francisco Franco en 1975

En febrero de 1975 se nombró el último Gobierno de Franco, en el que entró Fernando Herrero Tejedor como principal innovación, en el cargo de ministro secretario general del Movimiento. El 31 de mayo visitó España el presidente estadounidense Gerald Ford, al que se le dispensó una acogida menos calurosa que a sus predecesores Eisenhower y Nixon. Ford pasó más tiempo con el príncipe Juan Carlos que con Franco, en una clara señal de lo que deparaba el futuro. En el verano de ese año, «la sensación de desmoronamiento del régimen era omnipresente», según Preston. El 27 de septiembre de 1975 se realizaron las últimas ejecuciones del franquismo: en total cinco personas (tres militantes del FRAP y dos militantes de ETA político-militar) fueron ejecutadas por fusilamiento, en ejecución de sentencias de cuatro Consejos de Guerra. Otras seis personas habían sido también condenadas a muerte pero se les conmutó su pena por la de reclusión.
Estas ejecuciones, las últimas de la dictadura franquista, poco antes de la muerte del general Francisco Franco, levantaron una ola de protestas y condenas contra el Gobierno de España, dentro y fuera del país, tanto a nivel oficial como popular. Quince países europeos retiraron a sus embajadores, produciéndose protestas y ataques a las embajadas de España en la mayoría de los países europeos. Como reacción a aquel desmoronamiento, el 1 de octubre Franco volvió al balcón de la plaza de Oriente y, en la que sería su última aparición en público, «repite ante la muchedumbre su discurso de siempre y una vez más, con una voz que la enfermedad hace aún más trémula, denuncia en medio del fervor general de sus incondicionales el complot judeomasónico contra España y la subversión comunista-terrorista».

Todas las protestas habidas obedecen a una conspiración masónica-izquierdista, de la clase política, en contubernio con la subversión comunista-terrorista en lo social, que si a nosotros nos honra a ellos les envilece.
Francisco Franco Bahamonde, 1 de octubre de 1975.

#### Agonía y muerte
La agonía de Franco fue lenta y dolorosa. Fue sometido a numerosas intervenciones innecesarias y de efectos desastrosos. El 15 de octubre, Franco sufrió un infarto y, contra los consejos de su médico, el doctor Vicente Pozuelo Escudero, presidió el Consejo de Ministros dos días después, tras varias crisis de su salud. El 22 de octubre sufrió su tercer ataque cardíaco, el 24 otro, y se agravaron sus otras dolencias. Desde entonces, todos los intentos de su entorno fueron para prolongarle la vida, intentando que sobreviviese al 26 de noviembre, momento en que debería renovar el mandato de Alejandro Rodríguez de Valcárcel como presidente del consejo del Reino y de las Cortes y, así, garantizarse una persona «fiable», con poderes para influir en la elección del futuro presidente del Consejo de Ministros.
El 25 de octubre el obispo de Zaragoza le administró la extremaunción en el quirófano improvisado en el que era atendido en el Palacio de El Pardo, llevándole el manto de la Virgen del Pilar. A inicios de noviembre sufrió una importante hemorragia estomacal causada por una úlcera péptica. Franco fue trasladado al Hospital de La Paz de Madrid y operado para extirparle dos tercios del estómago. También le detectaron uremia, por lo que tuvo que ser sometido a diálisis.
El 6 de noviembre de 1975, estando Franco en la unidad de cuidados intensivos, el rey de Marruecos Hasán II aprovechó la incertidumbre política de España y ordenó la invasión del Sáhara español, en una operación que se conoció como la Marcha Verde. Sin declarar formalmente la guerra a España, Marruecos envió a la frontera de la colonia a veinticinco mil militares, a los que se les unieron más de trescientos cincuenta mil civiles, persiguiendo el objetivo del nacionalismo marroquí de aumentar los límites de su reino.[cita requerida] El poder político de España, en vilo por la situación del dictador y sin intención de iniciar un baño de sangre por un territorio pendiente de descolonización, transfirió mediante el Acuerdo Tripartito de Madrid firmado el 14 de noviembre la administración —pero no la soberanía— del Sáhara Occidental a Marruecos y Mauritania; este último país posteriormente renunció a la misma, debido a su falta de medios económicos. La Marcha Verde marroquí cruzó la frontera y acabó ocupando los pueblos y ciudades del Sáhara Occidental, quedando sin resolver la cuestión de la soberanía de este territorio, pues el acuerdo se realizó sin el reconocimiento de la ONU.
Como consecuencia de las perforaciones efectuadas durante la segunda operación que se le realizó, Franco contrajo una peritonitis aguda que le causó fallos multiorgánicos. El 15 de noviembre fue operado por tercera y última vez y, el 18, el doctor Manuel Hidalgo Huerta anunció que no volvería a intervenir. El 19 de noviembre a las 11:15, la enfermera Encarna Redondo procedió a retirarle los tubos que le conectaban a las máquinas que le mantenían con vida, llegándole finalmente la muerte por choque séptico a las 4:20 horas del 20 de noviembre. «La causa oficial fue shock endotóxico provocado por una aguda peritonitis bacteriana, disfunción renal, bronconeumonía, paro cardíaco, úlcera de estómago, tromboflebitis y enfermedad de Parkinson» El fallecimiento fue anunciado a los medios de comunicación a través de un telegrama escrito por Rufo Gamazo, alto cargo de la Prensa del Movimiento Nacional, que solo contenía tres veces la frase «Franco ha muerto», enviado cerca de las 5 de la madrugada. A las 6:15 de la mañana, la noticia fue difundida por primera vez por Radio Nacional, y el presidente del Gobierno, Carlos Arias Navarro, retransmitió a las diez de la mañana su afamado mensaje televisivo: «Españoles, Franco ha muerto».

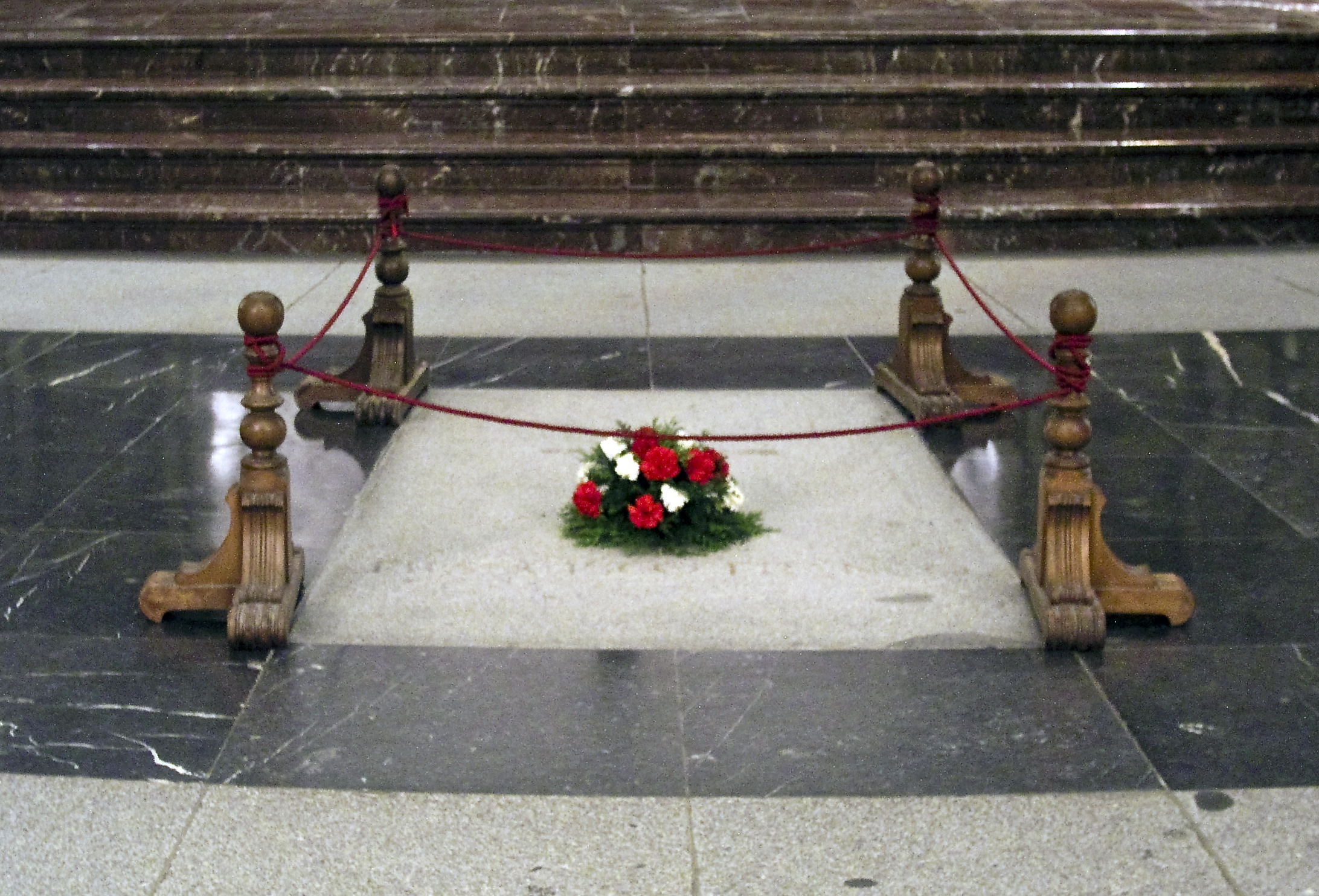
Tumba de Franco en la cripta del Valle de los Caídos en 2005.

Durante las cincuenta horas que estuvo abierta la capilla ardiente en la sala de Columnas del palacio de Oriente, se calcula que pasaron por ella para mostrarle su último respeto entre trescientas y quinientas mil personas, formándose largas colas de varios kilómetros. El sepelio desde Madrid al Valle de los Caídos, donde fue enterrado en una solemne tumba junto a la de José Antonio Primo de Rivera, fue presenciado, también, por una gran multitud. Solo asistieron tres jefes de Estado: el príncipe Raniero de Mónaco, el rey Husein I de Jordania y el general Augusto Pinochet de Chile. Se declararon treinta días de luto nacional tras su fallecimiento.
Tras su muerte, los mecanismos sucesorios funcionaron y Juan Carlos —aceptando los términos de la legislación franquista— fue investido rey, siendo aceptado con escepticismo por los adeptos al Régimen y con rechazo por la oposición democrática. Posteriormente, Juan Carlos desempeñaría «un papel central en el complejo proceso de desmantelamiento del régimen franquista y en la creación de la legalidad democrática», iniciando el proceso conocido como Transición Española.

## Imputación por crímenes de lesa humanidad
El 16 de octubre de 2008, fue imputado —junto a otros altos cargos de la dictadura— por el entonces magistrado-juez de la Audiencia Nacional Baltasar Garzón, acusado de «presuntos delitos permanentes de detención ilegal, sin dar razón del paradero, en el contexto de crímenes contra la humanidad». En dicho auto, el magistrado resaltó que instruía la causa con «el máximo respeto para todas las víctimas que padecieron actos violentos execrables, masacres y gravísimas violaciones de derechos durante la Guerra Civil y la posguerra, con independencia de su adscripción política, ideológica, religiosa o de cualquier otra clase, y sin que se establezca razón de diferenciación alguna entre ellos por tales circunstancias», así como que el cometido de la justicia no era el «de hacer una revisión en sede judicial de la Guerra Civil». El auto llegó a dar por hechos constatados los siguientes:

De lo dicho anteriormente y de los hechos que acontecieron posteriormente al 18 de julio de 1936, se constata que el alzamiento o insurrección armada que se materializó en esa fecha, fue una decisión perfectamente planeada y dirigida a acabar con la forma de Gobierno de España, en ese momento, atacando y ordenando la detención e incluso la eliminación física de personas que ostentaban responsabilidades en los altos Organismos de la Nación y ello, como medio o al menos como paso indispensable para desarrollar y ejecutar las decisiones previamente adoptadas sobre la detención, tortura, desaparición forzada y eliminación física de miles de personas por motivos políticos e ideológicos, propiciando, asimismo, el desplazamiento y exilio de miles de personas, dentro y fuera del territorio nacional, situación que continuó, en mayor o menor medida, durante los años siguientes, una vez concluyó la Guerra Civil, y cuya realidad pretende concretarse en esta investigación, así como los autores, en cada caso, con el fin de individualizar las conductas y los responsables de las mismas, y resolver sobre la extinción de su posible responsabilidad penal, de haber fallecido. [...] La categoría de crimen contra la humanidad parte de un principio básico y fundamental, que estas conductas agredan en la forma más brutal a la persona como perteneciente al género humano en sus derechos más elementales como la vida, la integridad, la dignidad, la libertad, que constituyen los pilares sobre los que se constituye una sociedad civilizada y el propio Estado de Derecho.
Auto del 16 de octubre de 2008 del Juzgado Central de Instrucción n.º 5 de la Audiencia Nacional.

Posteriormente, el 18 de noviembre del mismo año, el mismo tribunal decidió extinguir su responsabilidad al haberse certificado su fallecimiento.

## Ideología

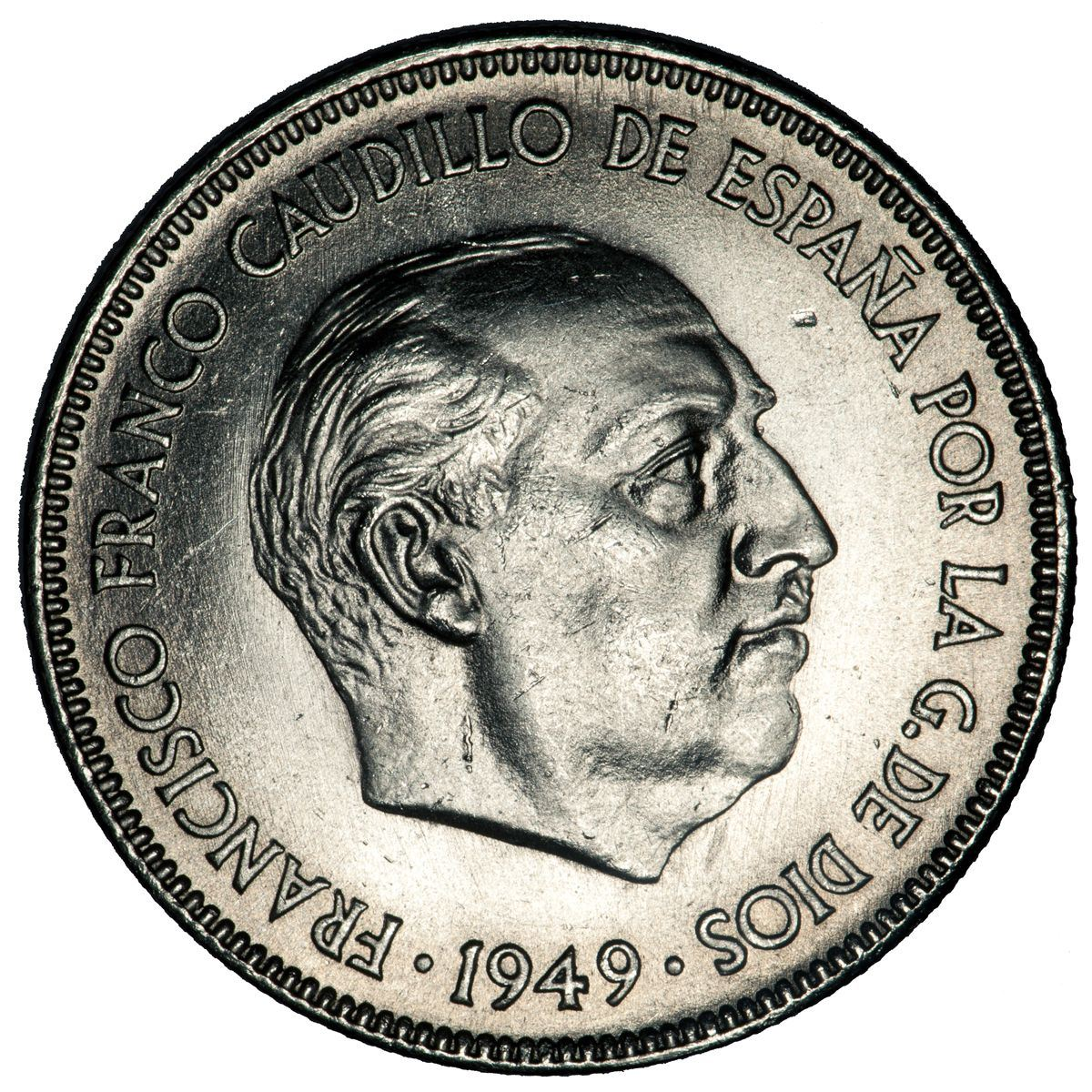
Anverso de una moneda de cinco pesetas acuñada en 1949, con la efigie de Franco y la leyenda «francisco franco caudillo de españa por la g. de dios». Para Franco, la moneda era «una expresión de la soberanía».

Franco adquirió más poder que ningún otro gobernante en la historia de España, ejerciendo esos poderes para intervenir en todos los ámbitos de la sociedad española. En opinión de Alberto Reig Tapia: 

Política e ideológicamente Franco se define sobre todo por rasgos negativos: antiliberalismo, antimasónico, antimarxista, etc.

Esto coincide con la creencia de Franco de haber sido elegido para salvar a España de estos «peligros». Lo cual no define una ideología, pero es difícil ir más allá dado el carácter hermético del personaje. Se conoce su repudio al parlamentarismo, anterior incluso a los años treinta, y su principal obsesión fue la de una supuesta conspiración judeo-masónico-comunista-internacional contra los intereses de España. Uniendo a estas fobias su admiración a todo lo relacionado con el mundo militar y su férreo sentido religioso —desde su nombramiento como líder de los sublevados contó con un confesor personal, comenzaba el día oyendo una misa y rezaba el rosario casi a diario— se podría obtener su armazón ideológico.
En sus gobiernos los militares siempre jugaron un papel importante, y la Iglesia católica participó activamente proporcionando una justificación moral e intentando modelar las costumbres de la sociedad. 
Según Javier Tusell, «la ausencia de un ideario definido le permitió [a Franco] transitar de unas fórmulas dictatoriales a otras, rozando el fascismo en los cuarenta y a las dictaduras desarrollistas en los sesenta». En cuanto a la valoración global de Franco y su régimen Tusell ha afirmado lo siguiente:

Persona con conciencia de su deber, prudente y hábil, Franco fue también un dictador insensible a los padecimientos de los vencidos, incapaz de liquidar una guerra civil y endiosado por la creencia sincera de que era un hombre providencial para su país. Al franquismo algunos de sus partidarios le han atribuido la modernización de la sociedad española o incluso el establecimiento de una monarquía como la de 1975, pero en realidad lo que hizo fue retrasar el desarrollo económico, y el género de monarquía que fue implantada después de 1975 fue muy distinto del que Franco había deseado para los españoles. Lo que resulta obvio, sin embargo, es que si el régimen al que él dio nombre hubiera sido totalitario, no hubiera sido posible lo primero y la transición a la democracia sin graves traumas sociales habría sido mucho más difícil. A fin de cuentas, si el franquismo careció de legitimidad en su fase final existía una legalidad que se cumplía, a pesar de tratarse de una dictadura, merced a una burocracia relativamente independiente. De esta manera la mejor alabanza que del régimen puede hacerse reside en lo no fue, es decir, totalitario.

Para el historiador británico Paul Preston, «el comentario más significativo sobre el lugar de Franco en la historia es la sorprendente facilidad con que los españoles optaron por la democracia y arrinconaron los planes del Caudillo para el futuro de España». En su obra Franco. Caudillo de España, señala que «hasta su muerte trató de mantener la vengativa división entre vencedores y vencidos de la Guerra Civil», y añade que «Franco será recordado ante todo por su implacable dirección del esfuerzo de guerra nacional entre 1936 y 1939, por la determinación con que buscó la aniquilación sistemática de sus enemigos de izquierda y, posteriormente, por su férrea voluntad de supervivencia». También manifiesta que «sus rasgos distintivos fueron una astucia instintiva y la sangre fría imperturbable y desabrida con que manipuló las rivalidades entre las fuerzas del régimen y derrotó sin dificultad los desafíos de quienes, desde Serrano Súñer hasta don Juan, eran superiores a él en inteligencia e integridad. Los logros de Franco no fueron los de un gran benefactor nacional, sino los de un hábil manipulador del poder que siempre atendió a sus propios intereses». En opinión de este autor, no cabe atribuir la neutralidad durante la Segunda Guerra Mundial y el milagro económico español a su liderazgo, y argumenta que «el mercado negro y la corrupción fueron característicos de la economía española hasta bien avanzada la década de 1950. Si Franco hubiera tenido la magnanimidad y el patriotismo de dejar paso a don Juan en 1945, España se habría convertido en una monarquía constitucional a tiempo de compartir los beneficios del Plan Marshall y de una pronta incorporación a la OTAN y a la CEE».

## La corrupción durante la dictadura
Los primeros casos de corrupción surgen desde antes de la instauración de la dictadura. Durante la Guerra Civil el dictador se apropió de una parte de las numerosas donaciones que se realizaban «a la causa nacional» por parte de otras dictaduras o empresarios. El culmen de estas mordidas tiene lugar al final de la guerra cuando Franco ingresa en una de sus cuentas 7.5 millones de pesetas, equivalentes aproximadamente a 85.6 millones de euros de 2010, gracias a la donación de 600 toneladas de café, por parte del dictador brasileño Getulio Vargas. Esta concesión fue entregada a la Comisaría de Abastecimientos y Transportes, organismo estatal dependiente del Ministerio de Industria y Comercio y dirigido por Francisco Franco Salgado Araújo, primo del dictador, para que fuese distribuida a los gobiernos civiles, que fueron los encargados de comercializar el café en sus provincias según el precio público dictado por la administración, en ese momento 12.48 pesetas por kilo. El importe total de la venta ascendió a 7.5 millones de pesetas, el mismo importe que consta en la relación de cuentas del Caudillo cerrada a 31 de agosto de 1940.
Durante la dictadura franquista fueron numerosos los casos de corrupción que salpicaron a los círculos familiares (especialmente por parte de Nicolás Franco, de Pilar Franco y su yerno, el marqués de Villaverde), políticos y de amistad que le rodeaban, siendo acusado de laxitud y tolerancia con la misma, por ello, en numerosas ocasiones los propios poderes públicos se encargaban de enmascarar estos escándalos, lo cual era posible gracias a la inexistencia de libertad de prensa y la represión. Por ejemplo en el caso de Manufacturas Metálicas Madrileñas, su propio hermano fue penalmente amnistiado por el Consejo de Ministros. Su hermana Pilar, viuda madre de diez hijos, cuyos únicos ingresos eran los que provenían de una módica pensión por viudedad de la época, acumuló una inmensa fortuna y diversas propiedades, recibiendo finalmente 12 millones y medio de pesetas en concepto de pensión hasta su muerte.
Entre otros, fueron de especial relevancia los escándalos de la estafa piramidal inmobiliaria SOFICO, el fraude en las ayudas a la exportación MATESA o a la industrialización en el caso de Confecciones Gibraltar, y la desaparición de 4 millones de litros de aceite del Estado en el caso Reace.
Tras el final de la Guerra Civil, la destrucción y el hambre agudizó el estraperlo y el comercio ilegal a través de las fronteras. Posteriormente, numerosas fortunas florecieron gracias al desarrollo económico, utilizando para ello las influencias del llamado «Clan del Pardo», que era el nombre que englobaba a sus círculos cercanos por ser el Palacio de El Pardo su residencia oficial, y la evasión de capitales al extranjero, principalmente con destino a Suiza y José Antonio Martínez Soler, afirmó que:

Debajo de la dictadura había una corrupción constante y generalizada.

La familia Franco acumuló gran cantidad de bienes y propiedades durante la dictadura como la casa señorial gallega del Pazo de Meirás, el Palacio de Cornide o el inmueble conocido como El Canto del Pico en las cercanías de Madrid. Según Mariano Sánchez Soler, que ha publicado diversos libros de investigación sobre la fortuna acumulada por los Franco, la familia poseía un entramado de más de 150 empresas diversas y un patrimonio valorado entre 36 y 60 millones de euros.
En el año 2008, el partido político Izquierda Unida, presentó una proposición parlamentaria para posibilitar la devolución al Estado de su patrimonio, finalmente el Gobierno socialista aprobó que los bienes fueran declarados de interés cultural, lo que permite que sean visitados por la ciudadanía, pero permaneciendo en poder de la familia Franco.[cita requerida] Por su parte, el Partido Popular se opuso a cualquiera de las iniciativas presentadas.[cita requerida]

## Vida privada

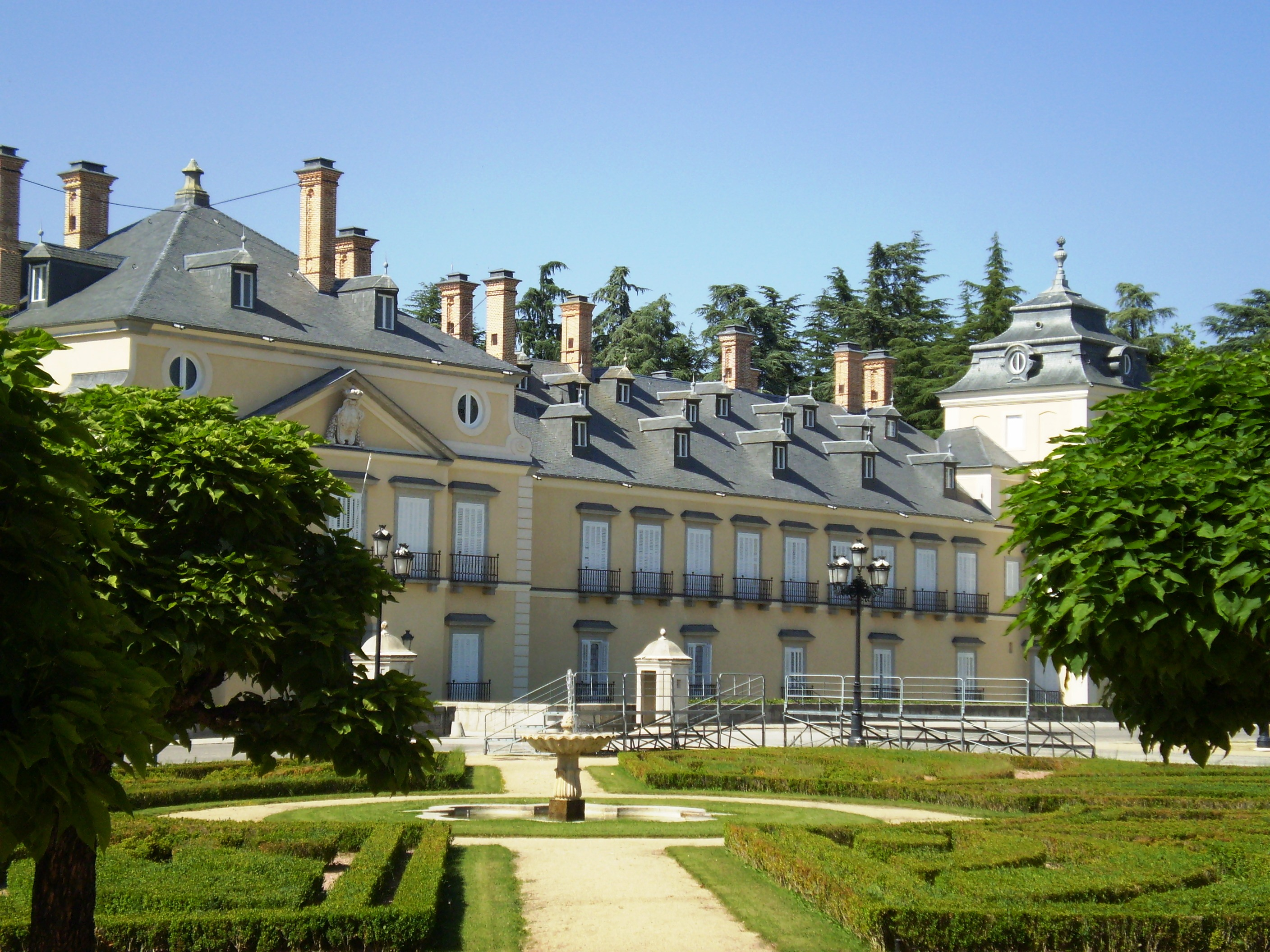
Franco residió junto a su familia en el Palacio Real de El Pardo durante toda la dictadura.

Lo único que se conoce a ciencia cierta de la vida privada de Francisco Franco es lo que se hacía oficial y público. Estaba casado con Carmen Polo y tuvo una hija, María del Carmen, duquesa de Franco. Su yerno era Cristóbal Martínez-Bordiú, marqués de Villaverde, y uno de sus bisnietos fue Luis Alfonso de Borbón y Martínez-Bordiú, hijo de Alfonso de Borbón y Dampierre y de su nieta mayor María del Carmen Martínez-Bordiú y Franco. La familia Franco pasaba sus vacaciones de verano divididas entre el Pazo de Meirás, en La Coruña, y el Palacio de Ayete, en San Sebastián; en Semana Santa solían acudir a La Piniella (Asturias).
Entre sus aficiones destacaban el golf, la caza y la pesca, convirtiéndose estas aficiones en propaganda de sus proezas, apareciendo en la prensa cobrándose numerosas piezas y, principalmente, pescando ejemplares de gran tamaño.

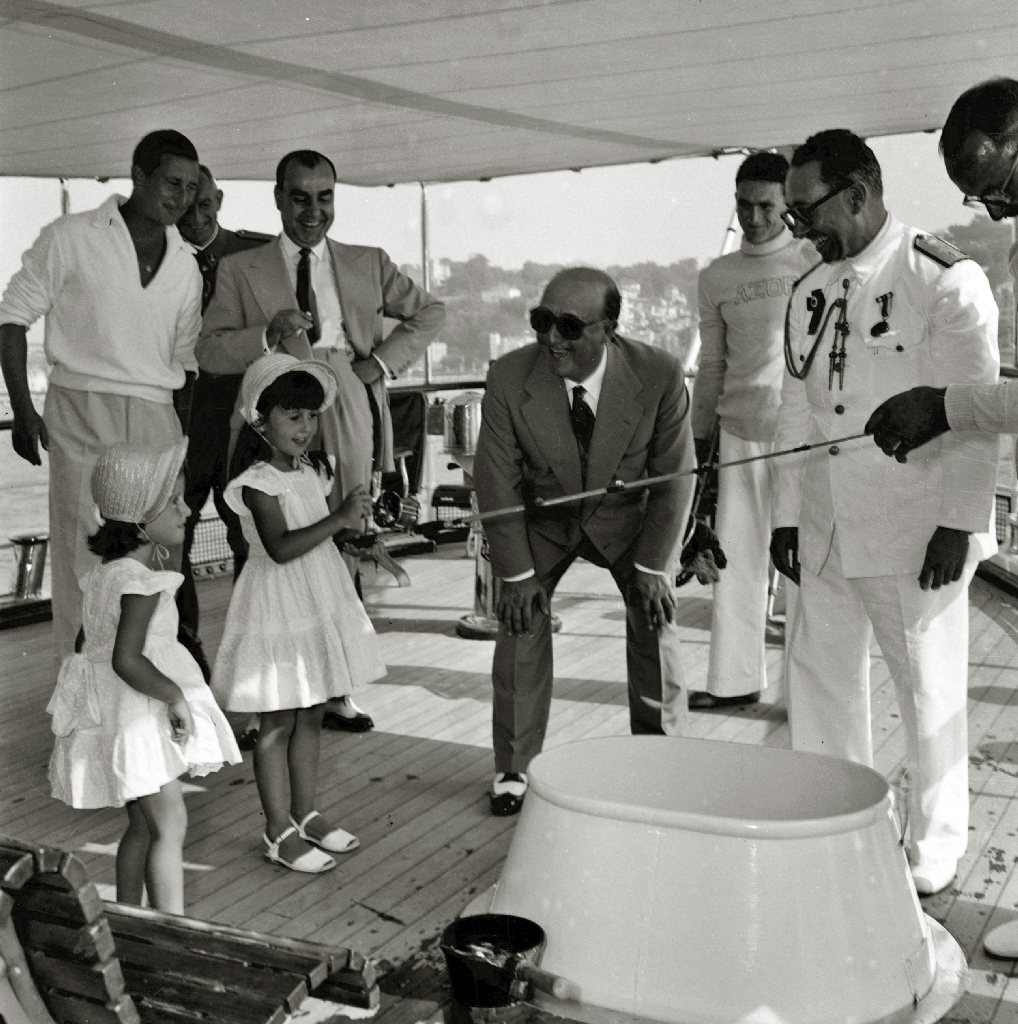
Acompañado a bordo del Azor de, entre otros, Luis Carrero Blanco y su yerno Cristóbal Martínez-Bordiú, mientras observa a sus nietas.

Tenía a su disposición una embarcación de recreo, el yate Azor, con el que acostumbraba a pescar atunes e incluso capturó un cachalote en 1958. Practicaba la caza los fines de semana y, en ocasiones, durante semanas enteras, en períodos de temporada alta. Solían estar financiadas por hombres de negocios, que aprovechaban las actividades cinegéticas del Caudillo para tratar con los ministros, fomentando un sistema de corrupción institucionalizada. En numerosas ocasiones, las presas eran atraídas con alimentos para que Franco las encontrase «por casualidad». Según Preston, la caza «era una válvula de escape de la sublimada agresividad de Franco, exteriormente tímido».
También le gustaba jugar a las cartas, pasaba muchas horas viendo la televisión y su conversación favorita siempre versó sobre Marruecos. Era aficionado a los deportes, especialmente el fútbol, siendo hincha declarado del Real Madrid y de la selección española de fútbol. Jugaba a las quinielas y, en 1967, le tocó un millón de pesetas. Otra de sus pasiones era el cine —especialmente westerns—, y solía efectuar pases privados de películas en el palacio de El Pardo. También era aficionado a la pintura, actividad en la que se inició en los años 1920 y que retomó en los 1940 emulando la práctica pictórica de Hitler. Quedan escasos cuadros realizados por Franco, ya que la mayoría se destruyeron en un incendio en 1978. Solía pintar preferentemente paisajes y bodegones, en un estilo inspirado en la pintura española del siglo XVII y en los cartones para tapices de Goya. Uno de los más conocidos representa un oso atacado por una jauría de perros. También realizó un retrato de su hija Carmen en un estilo cercano a Modigliani. En general, según Preston, «sus temas sugieren un gusto conservador pequeñoburgués».
Cuando se alojaba en El Pardo, su rutina diaria solía ser levantarse a las 8 de la mañana y desayunar ojeando los periódicos; luego jugaba al tenis o paseaba a caballo; a continuación concedía audiencias —los viernes celebraba consejos de ministros—; solía comer a las 2, a veces más tarde; después iba a pasear —frecuentemente a su granja de Valdefuentes—, pintaba o jugaba al golf; volvía a su despacho tres o cuatro horas; a última hora de la tarde veía la televisión o jugaba a las cartas (mus o tresillo); luego cenaba, rezaba el rosario y leía antes de dormirse; los domingos acudía a misa y, posteriormente, acudía a pescar a La Granja o a cazar a los cotos de El Pardo.

## Exhumación

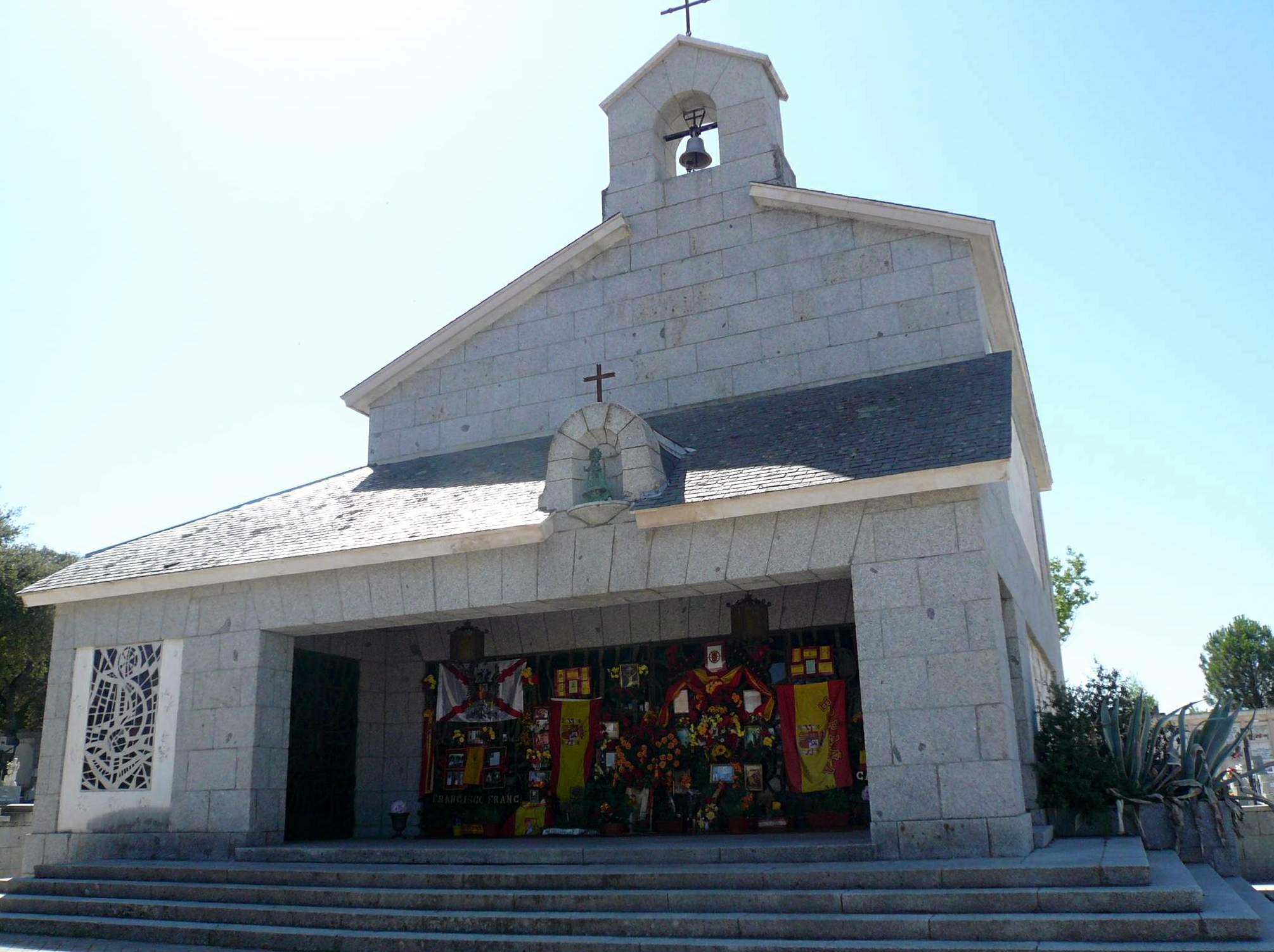
Panteón del cementerio de Mingorrubio (El Pardo, Madrid). Desde 2019 acoge los restos de Francisco Franco tras su exhumación del Valle de los Caídos.

El 24 de agosto de 2018 el Gobierno de España aprobó un proyecto de ley para exhumar los restos del dictador de su tumba en el Valle de los Caídos para trasladarlos a otro lugar apartado de las víctimas de la Guerra Civil. El ejecutivo de Pedro Sánchez se fundamentó en la aplicación de la Ley de memoria histórica aprobada en 2007, así como en las recomendaciones de organismos internacionales, en cuanto no parece coherente que en un Estado democrático existan monumentos públicos en los que se exalte la figura de un dictador y el mandato del Congreso de los Diputados, que en mayo de 2017 aprobó con 198 votos a favor, 140 abstenciones y 1 voto en contra solicitar al Gobierno la exhumación del dictador.
El 13 de septiembre de 2018, el Congreso de los Diputados convalidó el Real Decreto-ley presentado por el Gobierno. El decreto salió adelante con mayoría simple, con el apoyo del PSOE, Unidos Podemos, PNV, ERC, PDeCAT, Compromís, EH Bildu, Coalición Canaria y Nueva Canarias (172 síes); la abstención del PP, Ciudadanos, Unión del Pueblo Navarro y Foro Asturias (164 votos); y los votos contrarios por error de los diputados populares Jesús Posada y José Ignacio Llorens.
El 15 de marzo de 2019, el Gobierno adoptó la decisión final de exhumar los restos el 10 de junio de ese año y de enterrarlo en el cementerio de Mingorrubio en El Pardo, en el panteón familiar donde ya yacían los restos de su esposa, Carmen Polo. Sin embargo, el 4 de junio, el Tribunal Supremo suspendió la exhumación de forma cautelar hasta resolver sobre el fondo de la cuestión, después del recurso contencioso-administrativo presentado por los nietos de Franco contra la decisión del Gobierno. El 24 de septiembre de 2019, el Tribunal Supremo avaló la exhumación de Francisco Franco, desestimando el recurso presentado por la familia, así como su inhumación en el cementerio de Mingorrubio. El 11 de octubre, el Gobierno se propuso dos semanas de plazo para la ejecución y, finalmente, cerca de su propia fecha límite anunció que la exhumación tendría lugar el jueves 24 de octubre por la mañana, con la presencia de descendientes de Franco, un forense, los operarios, el secretario general de la Presidencia, Félix Bolaños, y la ministra de Justicia, Dolores Delgado, en calidad de notaria mayor del Reino, quedando la prensa a las puertas de la basílica.

## Literatura y cine
Con su propio nombre publicó en 1922 el libro (pretendidamente verídico) Diario de una bandera. Bajo el seudónimo de Jaime de Andrade, Franco escribió la novela Raza, que inspiró la película del mismo título en 1942. También con seudónimo, pero de Jakim Boor, publicó una serie de artículos antimasónicos y antisemitas en el órgano de Falange, el diario Arriba, publicados todos ellos más tarde en el libro Masonería.
Además ha sido utilizado como personaje en varias novelas, películas e historietas de ficción:
Él mismo
- En 1964, José Luis Sáenz de Heredia, que ya filmara la película Raza, se hizo cargo también del filme documental Franco, ese hombre.
- Otro filme documental rodado en la clandestinidad fue Caudillo de Basilio Martín Patino, su biografía centrada sobre todo en su vida anterior a la finalización de la Guerra Civil, con entrevistas y documentos audiovisuales de ambas partes.
- Además, él mismo se interpretó en la película muda La malcasada (1926) donde aparecen cameos de importantes personalidades de la época como José Millán Astray, José Sanjurjo, Ramón del Valle-Inclán o el dictador Miguel Primo de Rivera entre muchos otros.

Como personaje
- En Dragon Rapide (Jaime Camino, 1986) su papel fue interpretado por Juan Diego, una de sus interpretaciones más logradas, por la que fue nominado al Goya y centrada en los días previos al Golpe de Estado.
- En Espérame en el cielo (1988) lo interpreta José Soriano, una película en clave de humor en la que el actor interpreta tanto a Franco como a su doble.
- En Madregilda (1993) su papel lo interpreta Juan Echanove, película con toques surrealistas con la que Echanove consiguió ganar su segundo Goya por su caracterización de Franco.
- En Operación Gónada (2000) lo interpreta Xavier Deltell.
- En ¡Buen viaje, Excelencia! (2003) lo interpreta Ramon Fontserè.
- En 20-N: Los últimos días de Franco (2008) lo interpreta Manuel Alexandre.[546]
- En Balada triste de trompeta (2010) lo interpreta Juan Viadas.
- En No lo llames amor... llámalo X (2011) lo interpreta Carlos Areces.
- En Tarancón, el quinto mandamiento (2011) lo interpreta Carlos Areces.
- En El abuelo que saltó por la ventana y se largó (2013) lo interpreta Koldo Losada.
- En la miniserie Adolfo Suárez, el presidente (2010) lo interpreta Francisco Merino.
- En la miniserie La duquesa (2010) lo interpreta Voro Tarazona.
- En la miniserie Alfonso, el príncipe maldito (2010) lo interpreta Francisco Vidal.
- En la miniserie Sofía (2011) lo interpreta Eduardo McGregor.
- En la miniserie Carta a Eva (2013) lo interpreta Jesús Castejón.
- En la miniserie El Rey (2014) lo interpreta Francisco Merino.
- También aparece, aunque como personaje sin identificar, en el filme cómico ...Y al tercer año, resucitó (1980).
- En los cortometrajes Franco no puede morir en la cama (1998) y Hendaya: cuando Adolfo encontró a Paco (2007) es interpretado por Luis Ciges y José Macías respectivamente.
- Tiene un cameo en la película musical Evita (1996), interpretado por Peter Hughes.
- Aparece como personaje recurrente en el programa Polònia de TV3 interpretado por Manel Lucas; también ha sido parodiado en otros programas de televisión como Caiga quien caiga, DEC donde fue interpretado por el cómico imitador Carlos Latre y en los Premios Ondas de 2008 por David Fernández.
- Aparece como personaje recurrente en el programa El Intermedio de La Sexta, en forma de marioneta.
- En la comedia musical Hendaya, mon amour fue interpretado por César Goldi, y en el cortometraje de Luis García Berlanga El sueño de la maestra (2002) aparece como imágenes de archivo pero doblado por Luis Figuerola Ferretti como parodia de ¡Bienvenido Mr. Marshall!.
- Aparece en el cortometraje de Álex de la Iglesia La tragedia de Francisco Franco interpretado por Carlos Areces.
- En la miniserie Lo que escondían sus ojos (2016) por Javier Gutiérrez.
- Aparece interpretado por Santi Prego en la película de Amenábar Mientras dure la guerra (2019).

## Ancestros
|  |                                              |  |  |  |  |  |  |  |  |  |  |  |  |  |  |  |
|  | Nicolás Franco Sánchez                       |  |  |  |  |  |  |  |  |  |  |  |  |  |  |  |
|  |                                              |  |  |  |  |  |  |  |  |  |  |  |  |  |  |  |
|  |                                              |  |  |  |  |  |  |  |  |  |  |  |  |  |  |  |
|  | Francisco Franco Vietti                      |  |  |  |  |  |  |  |  |  |  |  |  |  |  |  |
|  |                                              |  |  |  |  |  |  |  |  |  |  |  |  |  |  |  |
|  |                                              |  |  |  |  |  |  |  |  |  |  |  |  |  |  |  |
|  | Josefa Vietti Bernabé                        |  |  |  |  |  |  |  |  |  |  |  |  |  |  |  |
|  |                                              |  |  |  |  |  |  |  |  |  |  |  |  |  |  |  |
|  |                                              |  |  |  |  |  |  |  |  |  |  |  |  |  |  |  |
|  | Nicolás Franco y Salgado-Araujo              |  |  |  |  |  |  |  |  |  |  |  |  |  |  |  |
|  |                                              |  |  |  |  |  |  |  |  |  |  |  |  |  |  |  |
|  |                                              |  |  |  |  |  |  |  |  |  |  |  |  |  |  |  |
|  | Isidoro Salgado-Araujo Belorado              |  |  |  |  |  |  |  |  |  |  |  |  |  |  |  |
|  |                                              |  |  |  |  |  |  |  |  |  |  |  |  |  |  |  |
|  |                                              |  |  |  |  |  |  |  |  |  |  |  |  |  |  |  |
|  | Hermenegilda Salgado-Araujo Pérez            |  |  |  |  |  |  |  |  |  |  |  |  |  |  |  |
|  |                                              |  |  |  |  |  |  |  |  |  |  |  |  |  |  |  |
|  |                                              |  |  |  |  |  |  |  |  |  |  |  |  |  |  |  |
|  | Manuela Pérez Alins                          |  |  |  |  |  |  |  |  |  |  |  |  |  |  |  |
|  |                                              |  |  |  |  |  |  |  |  |  |  |  |  |  |  |  |
|  |                                              |  |  |  |  |  |  |  |  |  |  |  |  |  |  |  |
|  | Francisco Franco Bahamonde                   |  |  |  |  |  |  |  |  |  |  |  |  |  |  |  |
|  |                                              |  |  |  |  |  |  |  |  |  |  |  |  |  |  |  |
|  |                                              |  |  |  |  |  |  |  |  |  |  |  |  |  |  |  |
|  | Ramón Bahamonde Castro                       |  |  |  |  |  |  |  |  |  |  |  |  |  |  |  |
|  |                                              |  |  |  |  |  |  |  |  |  |  |  |  |  |  |  |
|  |                                              |  |  |  |  |  |  |  |  |  |  |  |  |  |  |  |
|  | Ladislao Bahamonde Ortega                    |  |  |  |  |  |  |  |  |  |  |  |  |  |  |  |
|  |                                              |  |  |  |  |  |  |  |  |  |  |  |  |  |  |  |
|  |                                              |  |  |  |  |  |  |  |  |  |  |  |  |  |  |  |
|  | María Josefa Ortega Medina                   |  |  |  |  |  |  |  |  |  |  |  |  |  |  |  |
|  |                                              |  |  |  |  |  |  |  |  |  |  |  |  |  |  |  |
|  |                                              |  |  |  |  |  |  |  |  |  |  |  |  |  |  |  |
|  | María del Pilar Bahamonde y Pardo de Andrade |  |  |  |  |  |  |  |  |  |  |  |  |  |  |  |
|  |                                              |  |  |  |  |  |  |  |  |  |  |  |  |  |  |  |
|  |                                              |  |  |  |  |  |  |  |  |  |  |  |  |  |  |  |
|  | Francisco Javier Pardo de Andrade Coquelin   |  |  |  |  |  |  |  |  |  |  |  |  |  |  |  |
|  |                                              |  |  |  |  |  |  |  |  |  |  |  |  |  |  |  |
|  |                                              |  |  |  |  |  |  |  |  |  |  |  |  |  |  |  |
|  | Carmen Pardo de Andrade Pardo de Andrade     |  |  |  |  |  |  |  |  |  |  |  |  |  |  |  |
|  |                                              |  |  |  |  |  |  |  |  |  |  |  |  |  |  |  |
|  |                                              |  |  |  |  |  |  |  |  |  |  |  |  |  |  |  |
|  | Luisa Pardo de Andrade Soto                  |  |  |  |  |  |  |  |  |  |  |  |  |  |  |  |
|  |                                              |  |  |  |  |  |  |  |  |  |  |  |  |  |  |  |
|  |                                              |  |  |  |  |  |  |  |  |  |  |  |  |  |  |  |

## Biografías sobre Franco
- Arrarás, J. Franco. San Sebastián: Librería internacional, 1937, al menos tres reimpresiones en la misma cuna y año y otra en 1938; otra en Burgos: Imp. Aldecoa, 1937, 1938 «corregida y aumentada», que se llama quinta, y 1939; otra en Valladolid: Ed. Santarén, 1938 y 1939; otra en Buenos Aires: Editorial Poblet, 1937; Habana: Imprenta Fernández Solana y Ca., 1937, y con el título Franco, cuarto caudillo de la época en Santiago de Chile: Zig-Zag, 1937; trad. al italiano por Cesare Giardini con el título Il generalissimo Franco, Milán: Valentino Bompiani, 1937, reimpreso en el mismo lugar y año; al francés por Jeanne Sabatier y Luis Blanco, Le général Franco, París: Éditions de France, 1937; al inglés por José Manuel Espinosa con el título Francisco Franco, London: Geofrey Bles, 1938 y por el mismo traductor, con el título Francisco Franco: The Times and the Man, Milwaukee: The Bruce Publishing Company, 1938 y 1939; al alemán como Franco. Arriba Espagna! Die erste nationalspanische Biographie des Generals. M. vielen Bildtafeln u. Karten, Hamburg: Hoffmann und Campe, 1939; al sueco Stockholm: Fahlcrantz & Gumaelius, 1939. La editorial de Madrid, Redención, hizo otra en 1940 con el título Franco. Edición especial, destinada exclusivamente a la venta en las prisiones.
- Bachoud, A. (2005) Franco (2.ª ed.). Barcelona: Crítica. Versión original de 1997.
- Cazorla Sánchez, A. (2015). Franco. Biografía del mito. Madrid: Alianza Editorial.
- Crozier, B. (1969). Franco. Historia y biografía (2 vols.). Madrid: EMESA. Versión original de 1967 (inglés).
- Nourry, P. (1976). Franco, la conquista del poder. Júcar.
- Fernández de Castro y Pedrera, R. (1937). Franco, Mola, Varela. Melilla: Graf. Postal Express.
- Fernández Santander, C. (1983). El general Franco. Barcelona: Editorial Argos Vergara.
- González Duro, E. (2000). Franco. Una biografía psicológica. Madrid: Temas de Hoy. También editada por Editorial Raíces, 2008.
- Hills, G. (1967). Franco. The Man and his Nation. London: Robert Hale Ltd; New York: Macmillan Company.
- Moradiellos, E. (2002). Francisco Franco. Crónica de un caudillo casi olvidado. Madrid: Biblioteca Nueva. ISBN 978-84-9742-027-3
- Payne, S. G. y Palacios Tapias, J. (2014). Franco. Una biografía personal y política, Madrid: Espasa-Calpe.
- Preston, P. (2004) Franco. Caudillo de España (3.ª ed.). Barcelona: Destino. Versión original de 1993.
- Suárez Fernández, L. (1984). Franco y su tiempo (8 vols.). Madrid: Fundación Nacional Francisco Franco.
- —. (1986). Franco. La Historia y sus documentos (20 vols.). Madrid: Ediciones Urbión.
- Viñas, A. (2015). La otra cara del Caudillo. Mitos y realidades en la biografía de Franco, Barcelona: Crítica.

## Emblema personal, estandarte y escudo
Franco utilizó como emblema personal el víctor (del latín victor, ‘vencedor’), un símbolo originado en el ocaso del Imperio romano y que derivaba del crismón, que ya era empleado por la Universidad de Salamanca. Este emblema se utilizó mucho durante la guerra, y estuvo en la tribuna desde la cual Franco contempló el Desfile de la Victoria, cayendo en un relativo desuso a partir de entonces.
En 1940, se crearon el estandarte —izada en residencias oficiales, acuartelamientos y naves de la Armada— y el guion, que fueron empleados hasta su muerte por Franco como jefe de Estado. Se recuperó de esta forma, hasta el mes de noviembre de 1975, la Banda de Castilla. La propia banda y los dos dragantes estuvieron acompañados, como en el caso de Carlos I, por las Columnas de Hércules con fuste de plata, base y capitel corintio de oro o dorados, y ambas coronadas con una corona imperial —la columna más cercana al lado del mástil— y una real antigua, abierta —la más alejada—. La columna del lado más cercano al mástil aparecía colocada en el borde inferior, mientras que la otra lo estaba en el borde superior.
El guion, la señal de posición, de uso castrense, fue muy semejante al estandarte pero poseía, en el lado opuesto al mástil, tres carpas redondas salientes y dos entrantes intermedias. Estuvo rodeado por flecos y acompañado de un cordoncillo, ambos de oro.
Los elementos mencionados también formaron parte del escudo personal que empleó Franco como jefe de Estado. En este escudo también figuraron, como adornos exteriores, la Cruz Laureada de San Fernando y una corona abierta, sin diademas, denominada corona militar de caudillaje.

Estandarte personal.[548]
Escudo de armas personal.
Modelo típico de víctor.

| Predecesor: Carlos Masquelet Lacaci                                                                                                 | Jefe de Estado Mayor Central del Ejército 19 de mayo de 1935 - 23 de febrero de 1936 | Sucesor: José Sánchez-Ocaña Beltrán |
| Predecesor: Miguel Cabanellas Presidente de la Junta de Defensa Nacional José Miaja Presidente del Consejo Nacional de Defensa      | Jefe del Estado de España 1936 -1975                                                 | Sucesor: Consejo de Regencia        |
| Predecesor: Francisco Gómez-Jordana Presidente de la Junta Técnica del Estado José Miaja Presidente del Consejo Nacional de Defensa | Presidente del Gobierno de España 1938 -1973                                         | Sucesor: Luis Carrero Blanco        |
| Predecesor: Cargo de nueva creación                                                                                                 | Jefe Nacional de FET y de las JONS 1937-1975                                         | Sucesor: Cargo abolido              |